# Méduse (mythologie)
Vous lisez un « article de qualité » labellisé en 2018.
Pour les articles homonymes, voir Méduse et Medusa.

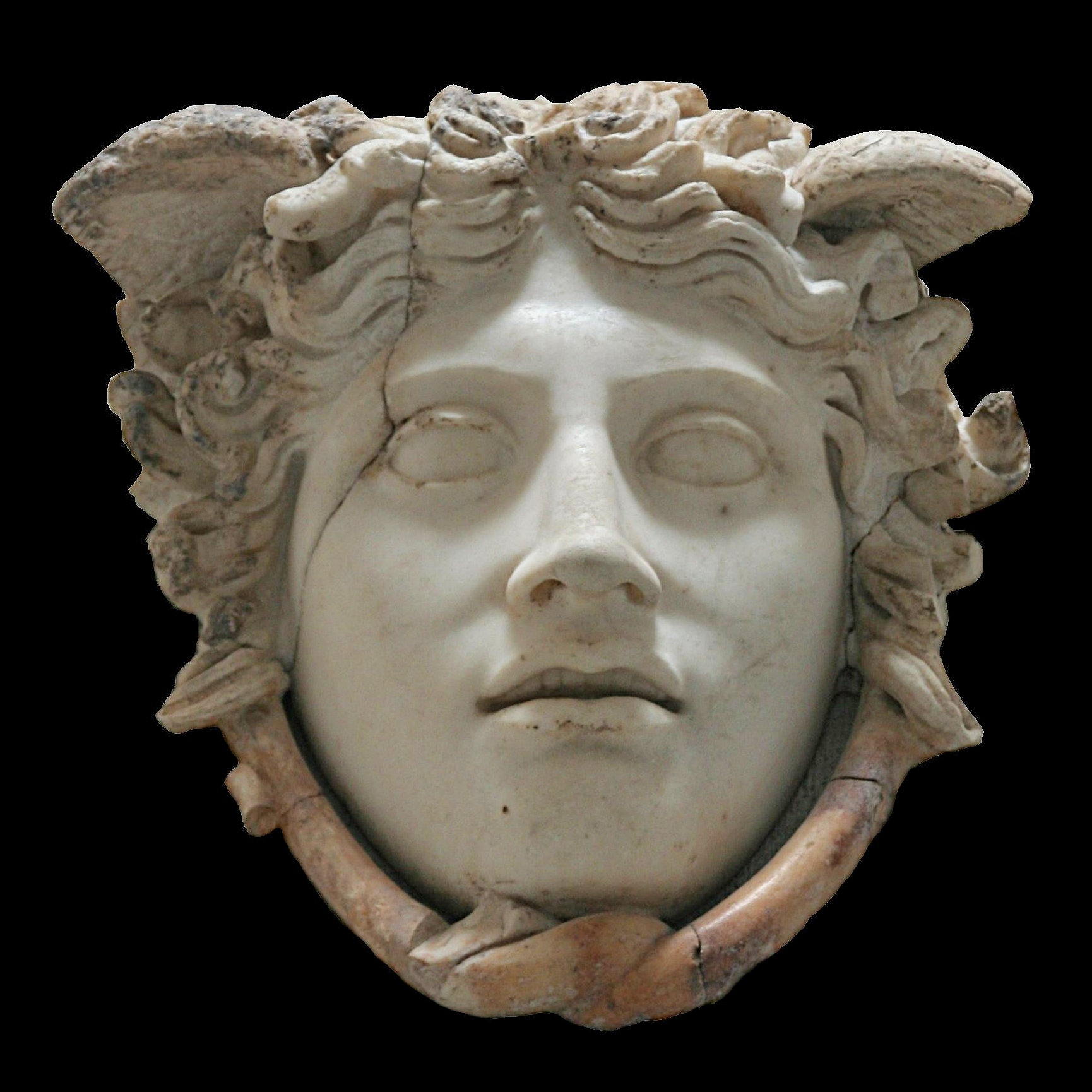
Méduse Rondanini, ornant l'égide de la statue d'Athéna du Parthénon. Copie d'un original de Phidias.

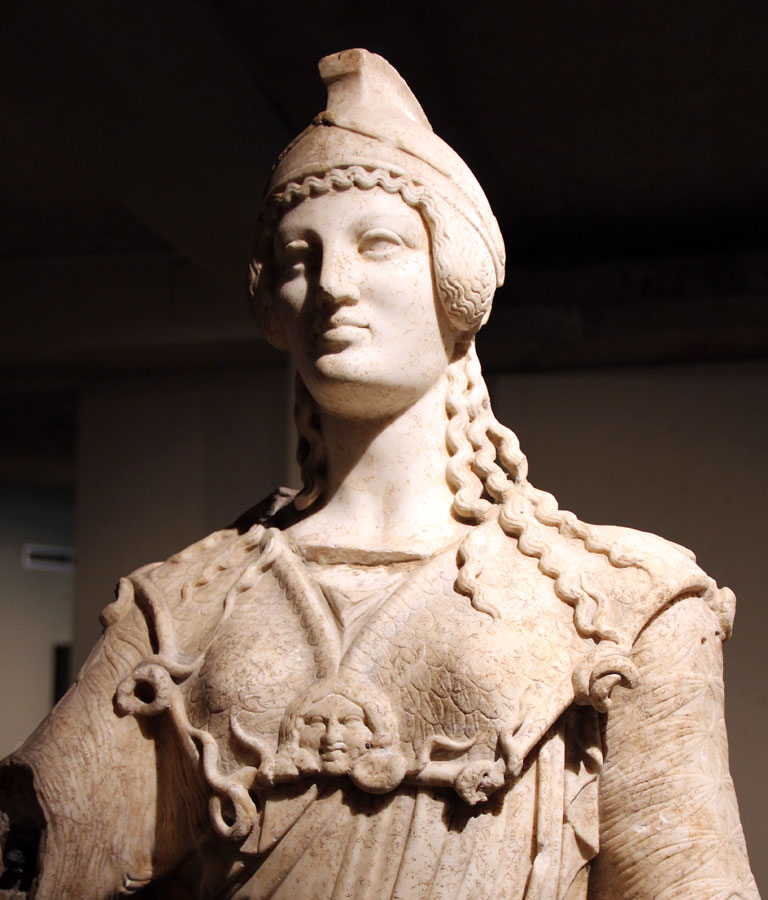
Détail d'une statue d'Athéna vêtue de l'égide ornée du « gorgonéion ». Copie archaïsante d'une statue du Ve siècle av. J.-C. Musée Sainte-Croix (Poitiers).

Méduse (en grec ancien : Μέδουσα, Médousa), parfois Médusa, appelée aussi la Gorgone (Γοργώ, Gorgô), est dans la mythologie grecque l'une des trois Gorgones (avec ses sœurs Euryale et Sthéno). Elle est la seule à être mortelle. Fille de Phorcys et Céto, et donc petite-fille de l'union de la Terre (Gaïa) avec l'Océan (Pontos), elle appartient au groupe des divinités primordiales, tout comme ses cousines, la Chimère et l'Hydre de Lerne, qui, elles aussi, avaient des traits associés à l'image du serpent et ont été détruites par des héros. Même si elle figure au fronton de plusieurs temples, elle ne faisait l'objet d'aucun culte.
Ses yeux ont le pouvoir de pétrifier tout mortel qui croise son regard. Après avoir été décapitée par Persée, son masque — le γοργόνειον / gorgóneion — est remis à Athéna qui le fixe sur son égide. La représentation du gorgonéion sera longtemps utilisée comme une protection contre le mauvais œil.
Généralement représentée de face, elle avait à l'époque archaïque un visage de sanglier, des yeux exorbités, des crocs, la langue pendante et des serpents dans la chevelure ou à la taille. Ses traits s'humanisent et se féminisent à l'âge classique et, placées dans des contextes similaires, les représentations figurées resteront remarquablement stables durant plus d'un millénaire avant d'être réinventées successivement à la Renaissance et par les peintres de la fin du XIXe siècle. De monstre qu'elle était, Méduse deviendra l'archétype de la femme fatale.
Le mythe, qui peut être lu comme un conte d'initiation, a alimenté des recherches sur la puissance du féminin, le pouvoir du regard, l'importance des talismans, l'angoisse de castration et le rapport intime au monstrueux. Il semble aussi témoigner de l'existence de sociétés matriarcales préhistoriques et présente d'intrigantes correspondances avec la constellation de Persée. La figure de Méduse est toujours présente dans la culture contemporaine et a été revendiquée comme un puissant symbole de colère et de pouvoir par le courant féministe.

## Le mythe dans l'Antiquité

### Étymologie
Le nom de Méduse (en grec : ἡ Μέδουσα) est le participe présent du verbe μέδω : régler, protéger, régner sur. Il peut donc se traduire par « la protectrice ».
Dans les premiers états du mythe, Méduse est souvent désignée comme la Gorgone, du mot γοργος qui signifie « effrayant »,. Selon Thalia Phillies Howes, le mot Gorgone dérive de la racine indo-européenne garj qui désigne un cri terrifiant. Le bruit terrifiant qu'émet la Gorgone est un de ses attributs essentiels selon Vernant, qui s'appuie sur Pindare : « des mâchoires rapides des Gorgones poursuivant Persée s'élève une plainte criarde et ces cris s'échappent tout à la fois de leurs bouches de jeunes filles et des têtes horribles des serpents qui leur sont associés. Ce cri aigu, inhumain, c'est celui qu'outre-tombe font entendre les morts dans l'Hadès. »

### Sources anciennes
Méduse dans la Théogonie d'Hésiode

Les premières mentions du mythe apparaissent chez Homère, qui ne cite jamais Méduse ni Persée, mais seulement la Gorgone, et celle-ci est simplement une tête monstrueuse placée sur l’Égide. Ainsi, quand Athéna est prête à se lancer dans la bataille, elle « jette sur ses épaules la formidable égide que la terreur environne de toutes parts : sur cette égide sont la Discorde, la Force, la Poursuite et la tête effroyable et terrible de Gorgone, monstre d'un horrible aspect, prodige de Jupiter ». Le bouclier d'Agamemnon est muni d'une tête de Gorgone sculptée sur un fond d'émail noir, « à l’aspect effrayant et aux regards horribles ». Dans l’Odyssée, alors qu'il est descendu aux Enfers, Ulysse craint que Perséphone ne lui exhibe « la tête de l’horrible Gorgone » et fait immédiatement demi-tour. Selon Vernant, cela laisse entendre que Gorgone « est chez elle au pays des morts dont elle interdit l'entrée à tout homme vivant. »
Hésiode nomme trois Gorgones : Euryalè, Stheinô et Méduse, cette dernière étant proprement la Gorgone, et il donne les premiers éléments du mythe (voir ci-contre). Au VIe siècle av. J.-C., le Pseudo-Hésiode mentionne l'exploit de Persée dans Le Bouclier d'Héraclès. Le poète tragique Eschyle a consacré une tétralogie à ce mythe dont on ne connait que des fragments (Danaé, Les Phorkides, Polydecte et Les Tireurs de filet).
Au Ve siècle av. J.-C., Pindare évoque « les affreux gémissements des Gorgones et les sifflements que poussèrent les serpents entrelacés sur leurs têtes ». Dans le même poème, il décrit Méduse comme ayant de « belles joues » et attribue l'invention de la flûte au désir d'Athéna d'imiter avec cet instrument « les cris lugubres que de sa bouche effroyable poussait la féroce Euryale », sœur de Méduse. Cette mention établit un lien entre Méduse et l'art de la musique.
Vers la fin du Ve siècle av. J.-C., Euripide livre d'autres éléments du mythe dans Ion. Il rappelle que « la Terre enfanta la Gorgone, ce monstre terrible » dont le « corps était armé de vipères aux plis tortueux », que « Pallas, la fille de Zeus, lui donna la mort » et « couvrit sa poitrine de sa terrible dépouille ». La mère d'Ion possède deux gouttes du sang de la Gorgone : « Celle des deux gouttes qui a coulé de la veine cave / Chasse les maladies et entretient la vie », tandis que l'autre « donne la mort ; c'est le venin des serpents de la Gorgone ». En outre, le lange dont elle avait emmailloté son bébé portait en son centre la figure de la Gorgone.

### Versions du mythe
Dans les premiers états du mythe, « la Gorgone est un monstre, l'une des divinités primordiales, appartenant à la génération pré-olympienne. Puis on en vint à la considérer comme une victime d'une métamorphose. » Ce monstre hybride avait des ailes d'or, des mains de bronze et des défenses de sanglier. Elle est parfois représentée sous la forme d'un centaure femelle (voir ci-dessous). Sa demeure varie selon les auteurs : elle est située à l'extrême ouest du monde, du côté des Hespérides selon Hésiode, chez les Hyperboréens au nord selon Pindare ou, le plus souvent, à l'ouest de la Libye.
Le mythe a longtemps été connu par le récit qu'en fait Ovide au livre IV des Métamorphoses, mais cette version présente quelques détails qui ne correspondent pas aux autres sources. En revanche, la version qu'en donne Apollodore au IIe siècle est considérée comme plus fiable car elle est corroborée par le récit que donnait déjà Phérécyde au Ve siècle av. J.-C., récit qui nous est connu par des scholies apposées en marge d'un ouvrage d'Apollonios de Rhodes. Les spécialistes en concluent que la version d'Apollodore était en vigueur depuis au moins le Ve siècle av. J.-C. et qu'elle avait même probablement acquis sa forme définitive dès le VIIIe siècle av. J.-C. compte tenu des éléments convergents avec les sources anciennes, depuis la Théogonie d'Hésiode jusqu'à Euripide.
Arbre généalogique de Méduse
| Gaïa   |       |       |       |       |       |  |  |         |         |         |         |         |         |  |  |         |         |         |         |         |         |  |  |        |        |        |        |        |        |  |  |         |         |         |         |         |         |  |  |
|        |       |       |       |       |       |  |  |         |         |         |         |         |         |  |  |         |         |         |         |         |         |  |  |        |        |        |        |        |        |  |  |         |         |         |         |         |         |  |  |
|        |       |       |       |       |       |  |  |         |         |         |         |         |         |  |  |         |         |         |         |         |         |  |  |        |        |        |        |        |        |  |  |         |         |         |         |         |         |  |  |
| Pontos |       |       |       |       |       |  |  |         |         |         |         |         |         |  |  |         |         |         |         |         |         |  |  |        |        |        |        |        |        |  |  |         |         |         |         |         |         |  |  |
|        |       |       |       |       |       |  |  |         |         |         |         |         |         |  |  |         |         |         |         |         |         |  |  |        |        |        |        |        |        |  |  |         |         |         |         |         |         |  |  |
|        |       |       |       |       |       |  |  |         |         |         |         |         |         |  |  |         |         |         |         |         |         |  |  |        |        |        |        |        |        |  |  |         |         |         |         |         |         |  |  |
|        |       |       |       |       |       |  |  |         |         |         |         |         |         |  |  |         |         |         |         |         |         |  |  |        |        |        |        |        |        |  |  |         |         |         |         |         |         |  |  |
| Nérée  | Nérée | Nérée | Nérée | Nérée | Nérée |  |  | Thaumas | Thaumas | Thaumas | Thaumas | Thaumas | Thaumas |  |  | Phorcys | Phorcys | Phorcys | Phorcys | Phorcys | Phorcys |  |  | Céto   | Céto   | Céto   | Céto   | Céto   | Céto   |  |  | Eurybie | Eurybie | Eurybie | Eurybie | Eurybie | Eurybie |  |  |
| Nérée  | Nérée | Nérée | Nérée | Nérée | Nérée |  |  | Thaumas | Thaumas | Thaumas | Thaumas | Thaumas | Thaumas |  |  | Phorcys | Phorcys | Phorcys | Phorcys | Phorcys | Phorcys |  |  | Céto   | Céto   | Céto   | Céto   | Céto   | Céto   |  |  | Eurybie | Eurybie | Eurybie | Eurybie | Eurybie | Eurybie |  |  |
|        |       |       |       |       |       |  |  |         |         |         |         |         |         |  |  |         |         |         |         |         |         |  |  |        |        |        |        |        |        |  |  |         |         |         |         |         |         |  |  |
|        |       |       |       |       |       |  |  |         |         |         |         |         |         |  |  |         |         |         |         |         |         |  |  |        |        |        |        |        |        |  |  |         |         |         |         |         |         |  |  |
| Grées  | Grées | Grées | Grées | Grées | Grées |  |  | Sthéno  | Sthéno  | Sthéno  | Sthéno  | Sthéno  | Sthéno  |  |  | Euryale | Euryale | Euryale | Euryale | Euryale | Euryale |  |  | Méduse | Méduse | Méduse | Méduse | Méduse | Méduse |  |  |         |         |         |         |         |         |  |  |

### Le récit

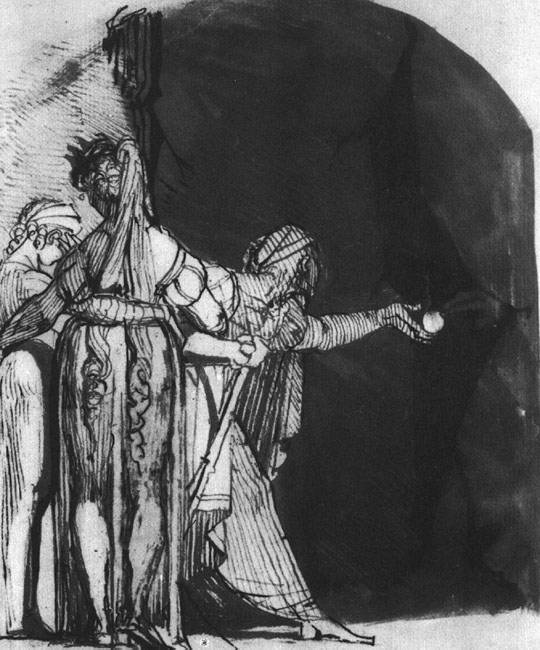
Persée rendant leur œil aux Grées, par Johann Heinrich Füssli.

Fille de Phorcys et de Céto, et donc sœur des Grées, mais mortelle, Méduse est une belle jeune fille dont Poséidon s'éprend. Violée par ce dieu dans un temple dédié à Athéna, elle est punie par cette même déesse qui la transforme en Gorgone. Ses cheveux deviennent des serpents, ses yeux se dilatent et désormais son regard pétrifie tous ceux qui le croisent. Selon une autre version, que cite Apollodore, Méduse était une jeune fille tellement fière de sa beauté et de sa chevelure qu'elle avait osé rivaliser avec Athéna. Pour la punir, la déesse changea ses cheveux en serpents et modifia son regard. De même, selon Ovide « parmi tous ses attraits, ce qui charmait surtout les regards, c’était sa chevelure ». Elle vivait sur l'île de Sériphos.
Or, Danaé, chassée d'Argos avec son fils Persée, est recueillie par Dictys, un pêcheur de cette île. Celui-ci la prend dans sa maison et élève son enfant. Comme Polydecte, frère jumeau de Dictys et roi de l'île, s'était épris de Danaé et cherchait un moyen d'écarter le jeune Persée, il l'invite avec d'autres à lui faire cadeau d'un cheval pour la dot d'Hippodamie. Persée ayant répondu par bravade « la tête de Méduse ! », le roi le prend au mot et déclare que s'il ne la lui apporte pas, il épousera Danaé. Se lamentant sur son triste sort, Persée se rend à l'autre bout de l'île. Il rencontre le dieu Hermès, qui lui dit de ne pas se décourager. Avec son aide et celle d'Athéna, Persée se rend chez les sœurs des Gorgones, les Grées (les « Vieilles »), qui sont nées avec des cheveux blancs et vivent dans une grotte où ne pénètre jamais la lumière du Soleil ni la clarté de la Lune ; elles n'ont ensemble qu'un seul œil et une seule dent, qu'elles se passent à tour de rôle. Comme elles refusent de coopérer, il leur subtilise leur œil et leur dent au moment où elles se les passent de l'une à l'autre, pour les forcer à lui répondre. Il apprend ainsi le chemin qui mène chez les nymphes, après quoi il leur rend l'œil et la dent, ou, selon une autre source, il jette ceux-ci dans le lac Triton, en Libye, afin de les neutraliser définitivement. Arrivé chez les nymphes, celles-ci lui indiquent la grotte où se trouvent les Gorgones et lui remettent trois objets magiques : des sandales ailées qui permettent de voler, le casque d'Hadès (la kunée) qui rend invisible parce qu'il est, selon Vernant, le « masque d'un trépassé », ainsi qu'une besace (la kibisis) pour y placer la tête de Méduse.

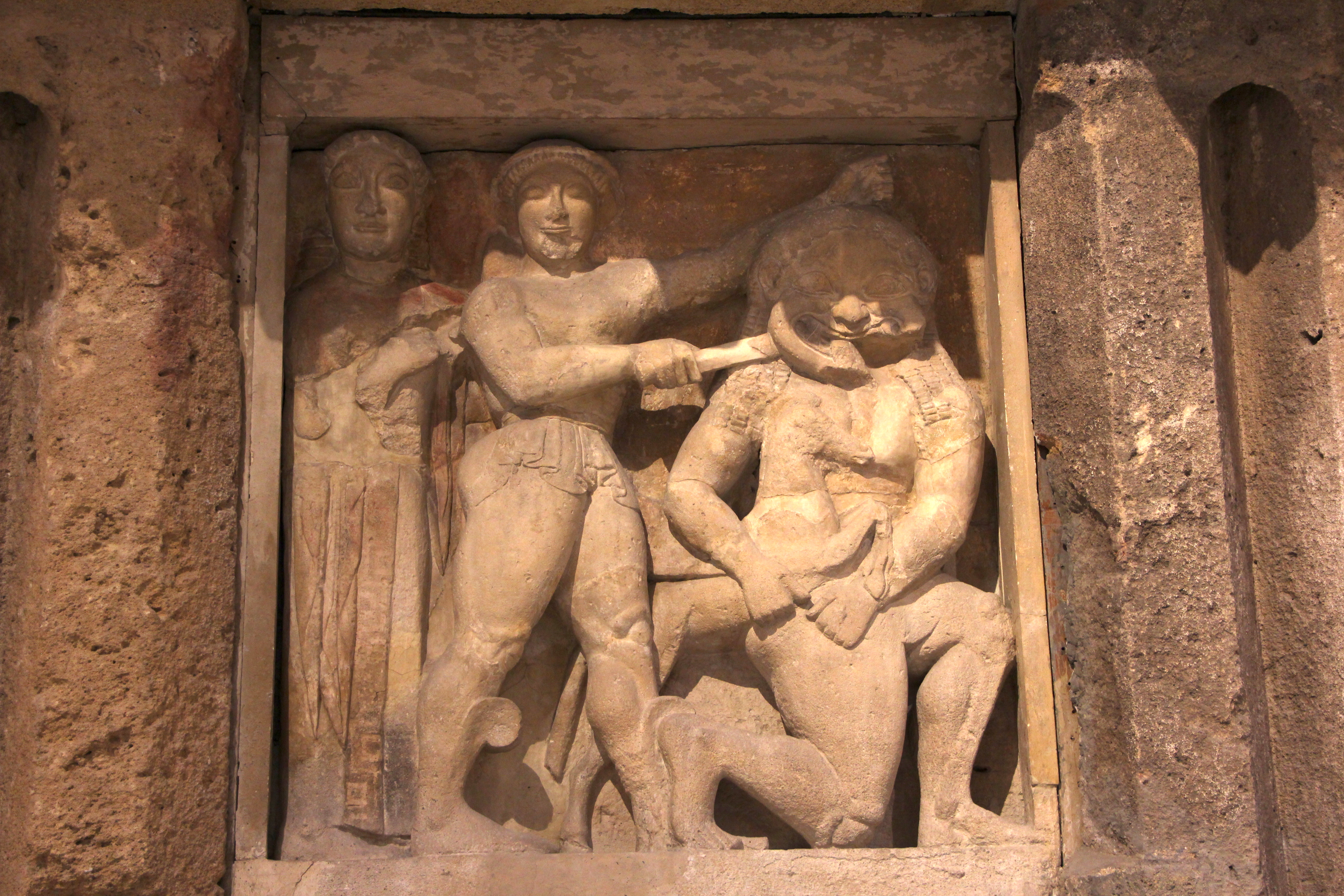
Métope du temple C de Sélinonte montrant Athéna à côté de Persée décapitant Méduse.

Ainsi équipé, Persée vole jusqu'au rivage de l'Océan et arrive dans la grotte où les trois Gorgones sont en train de dormir. Elles sont monstrueuses, avec leur tête couverte d'écailles, leurs défenses de sanglier, leur langue pendante, leurs yeux exorbités, leurs ailes et leurs mains de bronze, ainsi que des serpents autour de leur poitrine. Quiconque les regarde est changé en pierre. Couvert du casque d'invisibilité et ayant bien soin de détourner la tête, le héros réussit à s'en approcher grâce au reflet que lui renvoie son bouclier poli comme un miroir. Il se saisit de Méduse à tâtons et, Athéna guidant son bras, il la décapite avec la harpè, épée courbe qu'il tiendrait d'Hermès selon Apollodore. Du cou tranché de Méduse jaillissent deux fils, Chrysaor, père de Géryon, et Pégase, le cheval ailé. Le sang qui sort de sa blessure est recueilli par Asclépios : celui qui coule de la veine gauche est un poison, tandis que celui de la veine droite est un remède capable de ressusciter un mort, le mythe manifestant ainsi l'ambivalence caractéristique du pharmakon.

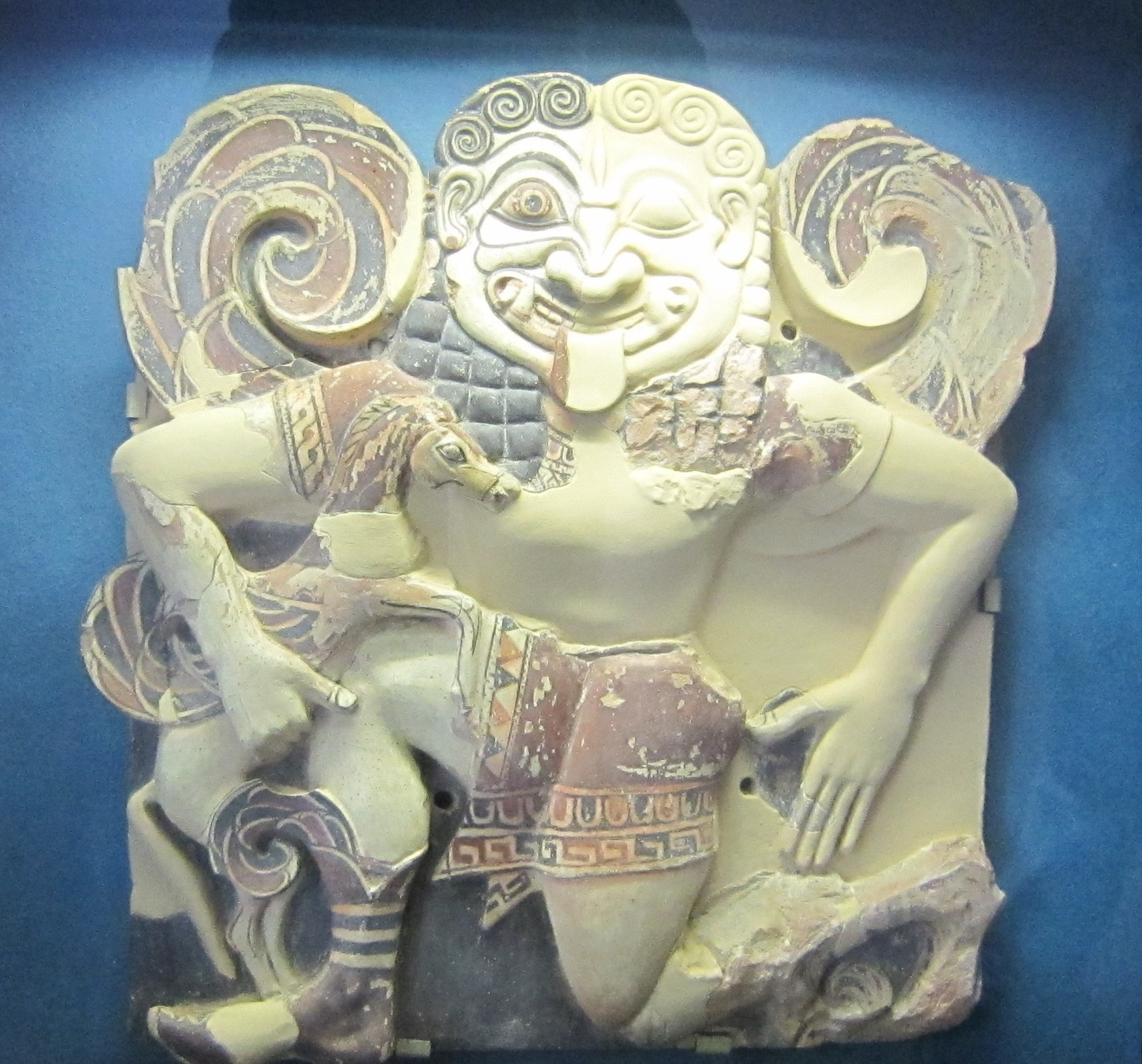
Méduse tient Pégase dans une main et tenait peut-être Chrysaor dans l'autre. Les couleurs sont d'origine. (it).

Persée met la tête de Méduse dans sa besace et s'enfuit à l'aide de ses sandales ailées, tout en étant dissimulé, grâce à son casque d'invisibilité, aux deux autres Gorgones qui le poursuivent en poussant des lamentations. Il se sert de la tête de Méduse, qui n'a rien perdu de son pouvoir, pour pétrifier Atlas — un des titans défaits jadis par les Olympiens —, parce que celui-ci lui refuse l'hospitalité alors que tombait la nuit. Le lendemain, alors qu'il survolait le désert de Libye, quelques gouttes de sang tombées de la tête de Méduse se transforment en dangereux serpents, dont l'un tuera plus tard un des Argonautes. Continuant son voyage, Persée aperçoit la vierge Andromède attachée nue à un îlot rocheux en guise de sacrifice à Kétos, un monstre marin envoyé par Poséidon. Il la délivre, en devient instantanément amoureux et finit par l'épouser, après avoir obtenu l'accord des parents en tuant le monstre qui ravageait leur pays. Au passage, les algues autour du rocher ont été pétrifiées en corail. Comme l'oncle d'Andromède, Phinée, lui cherche noise en prétendant que la jeune fille lui était promise, Persée le pétrifie à l'aide du gorgonéion.
Rentré à Sériphos avec Andromède, il apprend que Danaé et Dictys se sont réfugiés dans un temple pour échapper aux avances de Polydecte accompagné de son armée. Il pétrifie ces derniers, établit Dictys comme roi de Sériphos et part pour Argos avec Danaé et Andromède. Enfin, il fait remettre aux nymphes les trois objets magiques qu'elles lui avaient donnés et offre à Athéna la tête de Méduse, que la déesse, avec l'aide d'Héphaïstos, fixe sur son égide. Celle-ci, fabriquée à partir d'une peau de chèvre ou de la propre peau de Méduse écorchée, a également pour fonction de semer l'effroi, tout comme le gorgonéion, dont elle est en quelque sorte le double.

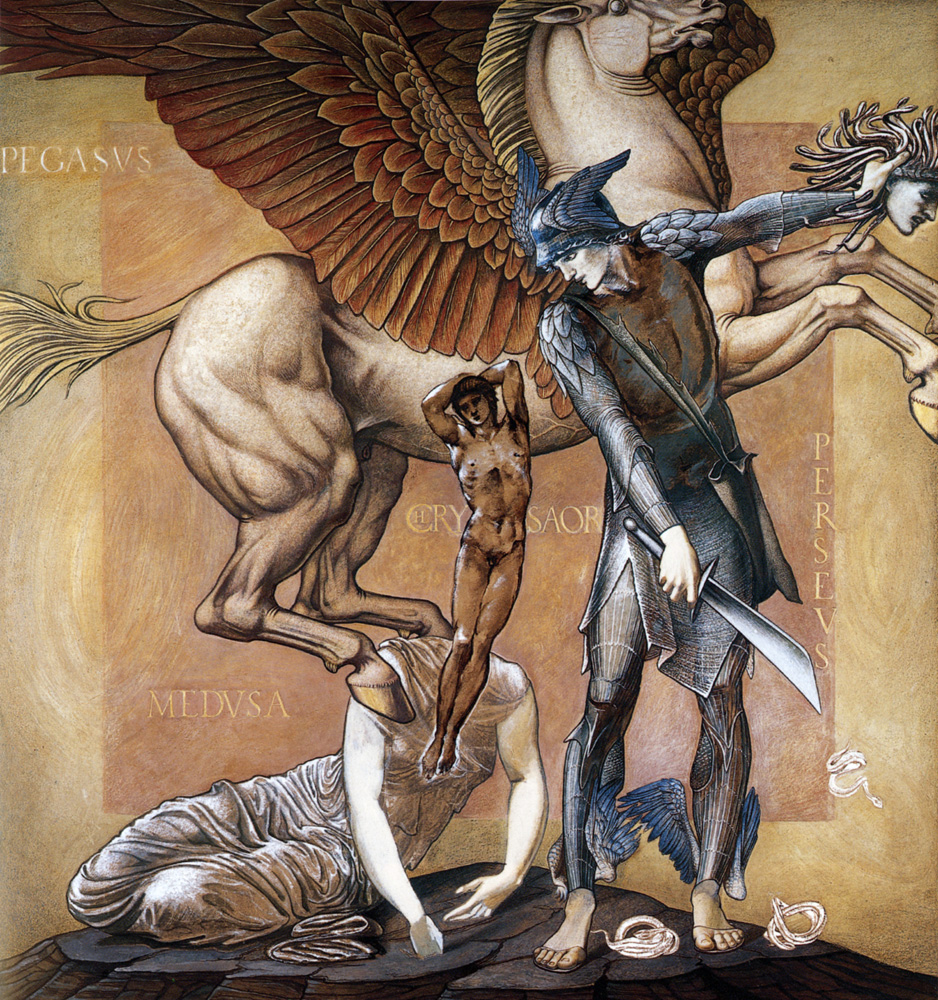
La décapitation de Méduse donne naissance à Pégase et Chrysaor. Tableau d'Edward Burne-Jones, 1882.

Lorsque Héraclès part en expédition militaire contre Hippocoon, fils d'Œbale, qui avait usurpé le trône de Sparte, il reçoit l'appui de Céphée, le roi de la ville arcadienne de Tégée, qui se joint à lui avec tous les hommes de la ville. Afin que la ville reste protégée en leur absence, Héraclès remet à Astéropé, l'une des filles de Céphée, une boucle de la chevelure de la Gorgone que la déesse Athéna lui a prêtée pour l'occasion.

#### Géographie du mythe
Alors que la Gorgone, les Nymphes et les Grées vivent dans des endroits indéterminés, plusieurs événements du mythe sont précisément localisés : Argos, Tirynthe, Sériphos et la Libye. Persée est le héros mythique le plus important de la ville d'Argos, qui passe pour être la ville la plus ancienne de la Grèce et qui aurait été fondée par Danaos, venu d'Égypte.

#### Descendance de Méduse
Contrairement à ce qu'affirment plusieurs auteurs de dictionnaires de mythologie (notamment Pierre Grimal et Jacques Desautels), il faut rattacher la naissance d'Echidna à Céto et Phorcys, qui sont mentionnés un peu plus haut dans la Théogonie (v. 270), non à Chrysaor et Callirrhoé. Comme le montre Jenny Strauss Clay, cette position fait consensus chez la plupart des spécialistes contemporains.
| Méduse | Méduse | Méduse | Méduse | Méduse | Méduse |  |  | Poséidon | Poséidon | Poséidon | Poséidon | Poséidon | Poséidon |  |  |            |            |            |            |            |            |  |  |
| Méduse | Méduse | Méduse | Méduse | Méduse | Méduse |  |  | Poséidon | Poséidon | Poséidon | Poséidon | Poséidon | Poséidon |  |  |            |            |            |            |            |            |  |  |
|        |        |        |        |        |        |  |  |          |          |          |          |          |          |  |  |            |            |            |            |            |            |  |  |
|        |        |        |        |        |        |  |  |          |          |          |          |          |          |  |  |            |            |            |            |            |            |  |  |
| Pégase | Pégase | Pégase | Pégase | Pégase | Pégase |  |  | Chrysaor | Chrysaor | Chrysaor | Chrysaor | Chrysaor | Chrysaor |  |  | Callirrhoé | Callirrhoé | Callirrhoé | Callirrhoé | Callirrhoé | Callirrhoé |  |  |
| Pégase | Pégase | Pégase | Pégase | Pégase | Pégase |  |  | Chrysaor | Chrysaor | Chrysaor | Chrysaor | Chrysaor | Chrysaor |  |  | Callirrhoé | Callirrhoé | Callirrhoé | Callirrhoé | Callirrhoé | Callirrhoé |  |  |
|        |        |        |        |        |        |  |  |          |          |          |          |          |          |  |  |            |            |            |            |            |            |  |  |
|        |        |        |        |        |        |  |  |          |          |          |          | Géryon   |          |  |  |            |            |            |            |            |            |  |  |

### Le mythe dans l'iconographie antique

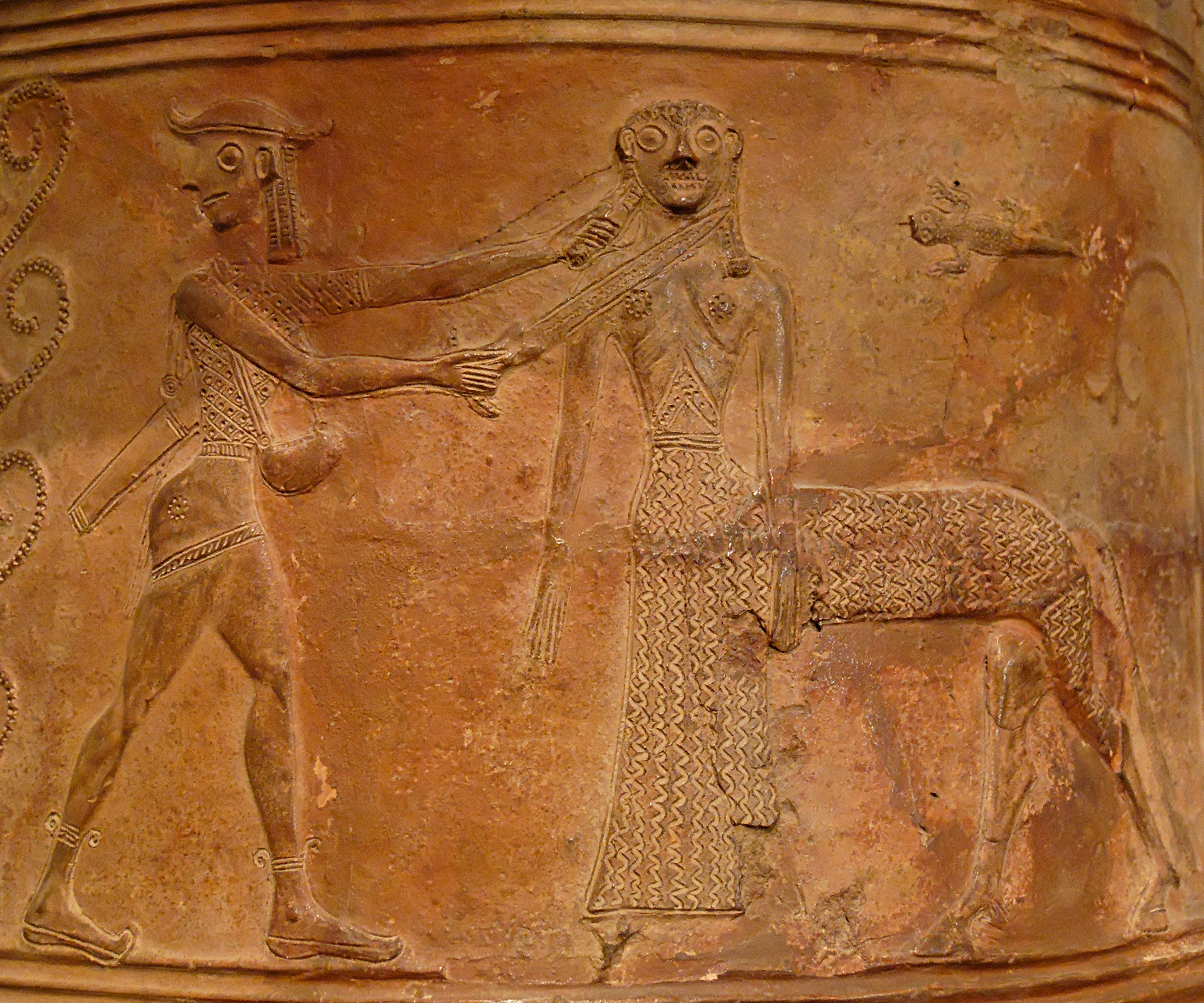
Persée détourne la tête pour tuer Méduse. Pithos v. 660 av. J.-C. La tête de Méduse est fixée sur un corps de jument, en centaure femelle (musée du Louvre).

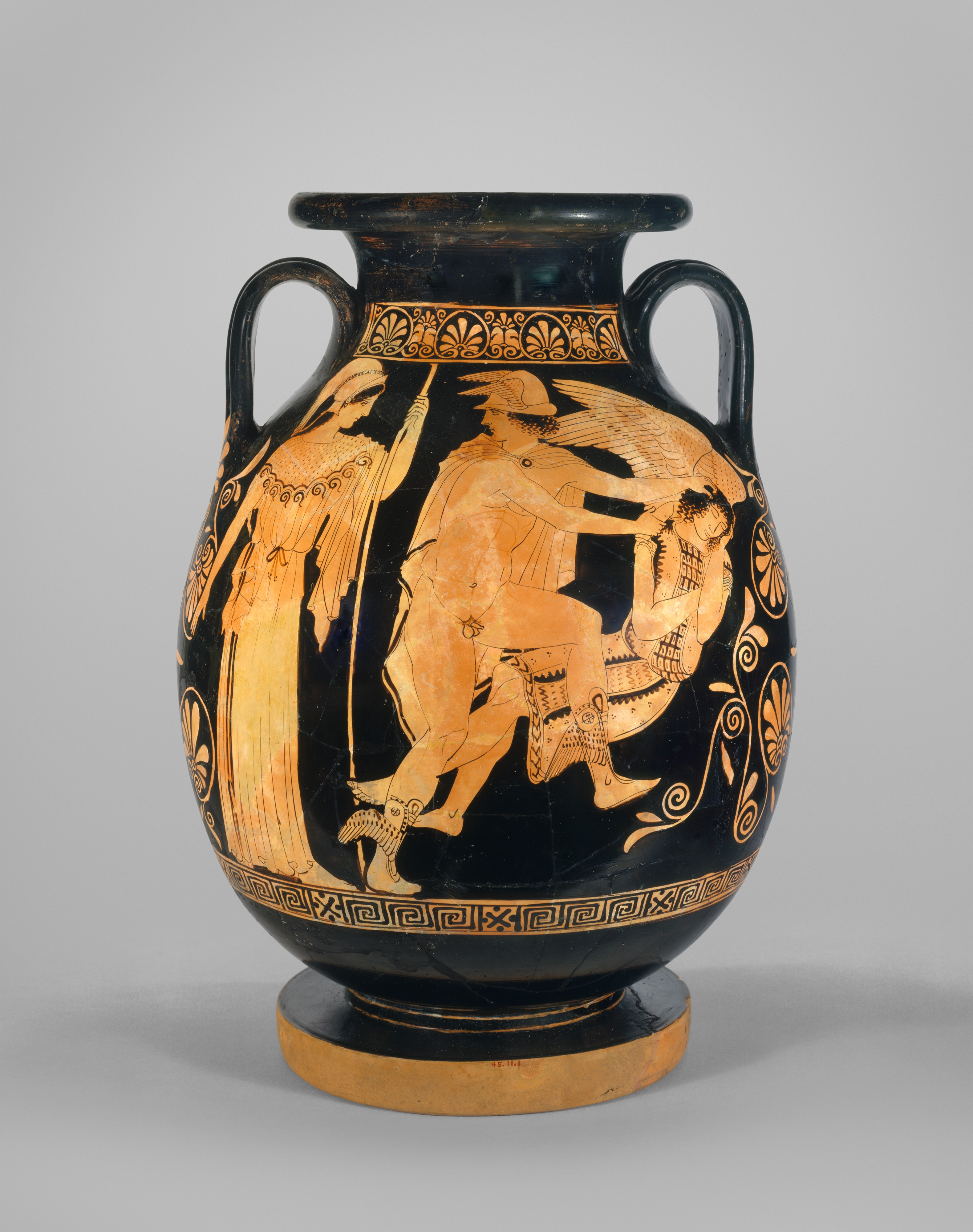
Persée, guidé par Athéna, s'apprête à décapiter Méduse endormie. Vers 450-30.

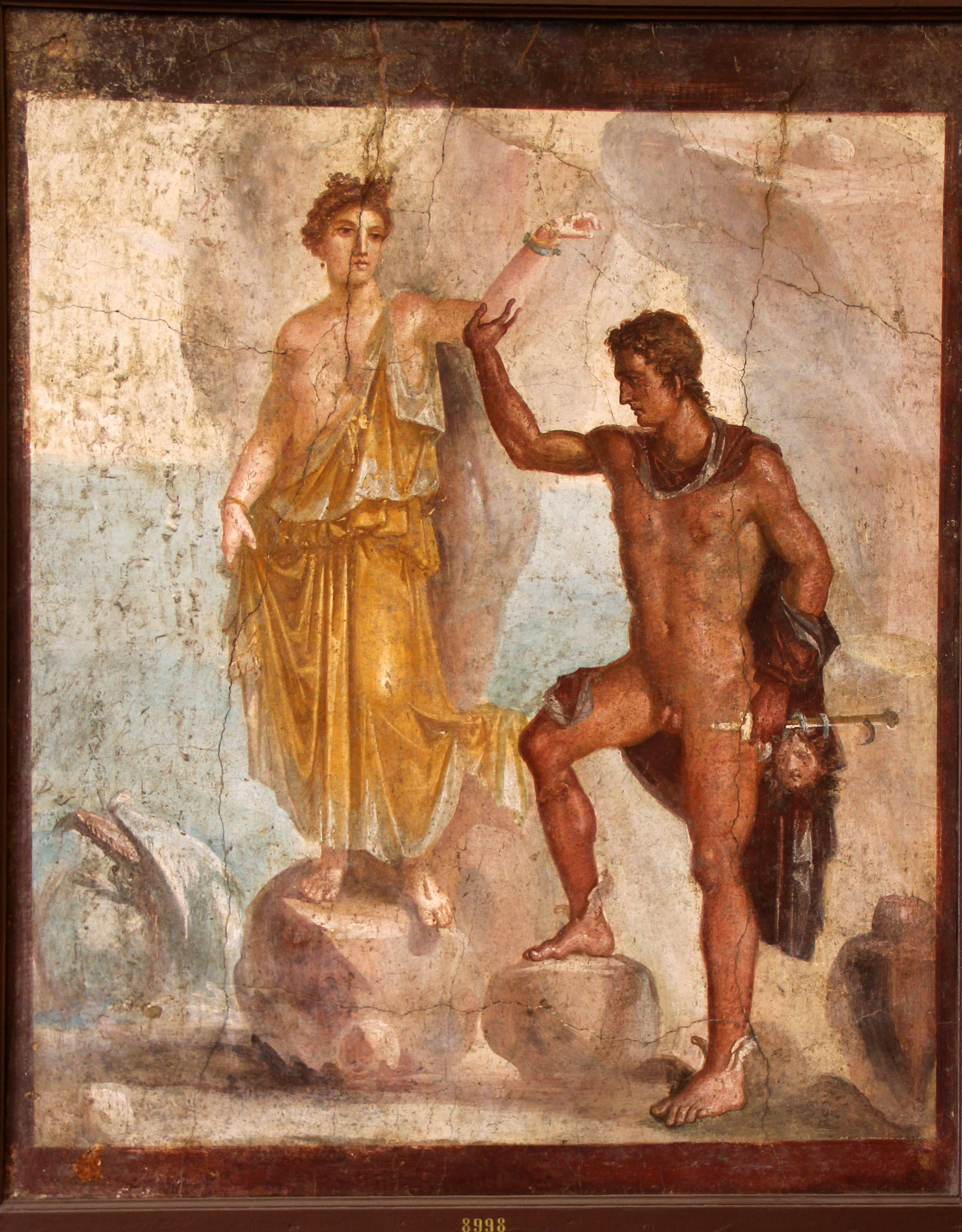
Persée et Andromède. La tête de Méduse est minuscule. Certains pensent que ce pourrait être une copie d'une peinture de Nikias. Fresque de Pompei Ier siècle (musée archéologique de Naples).

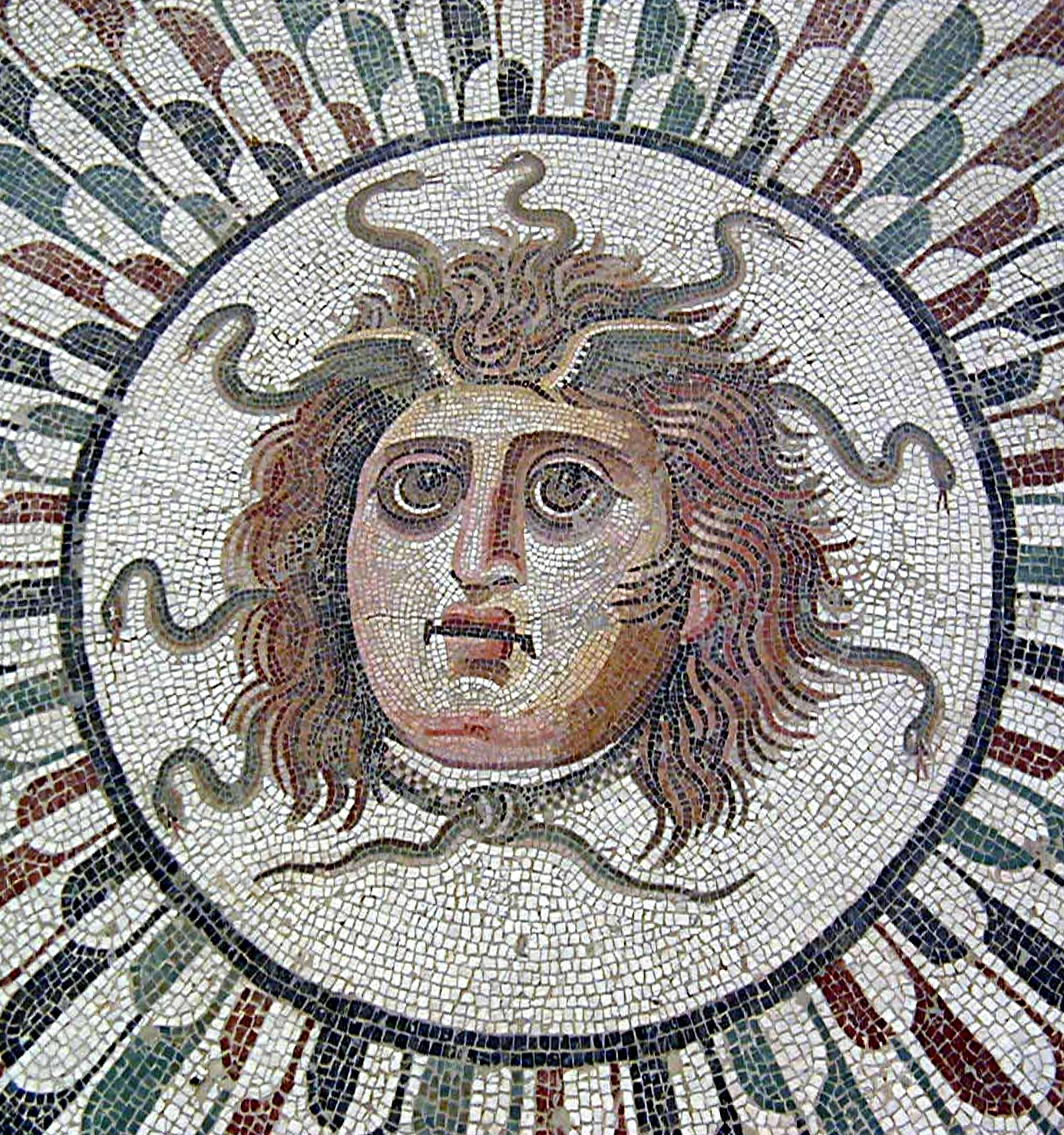
Mosaïque de Méduse. IIe siècle. Musée archéologique de Sousse.

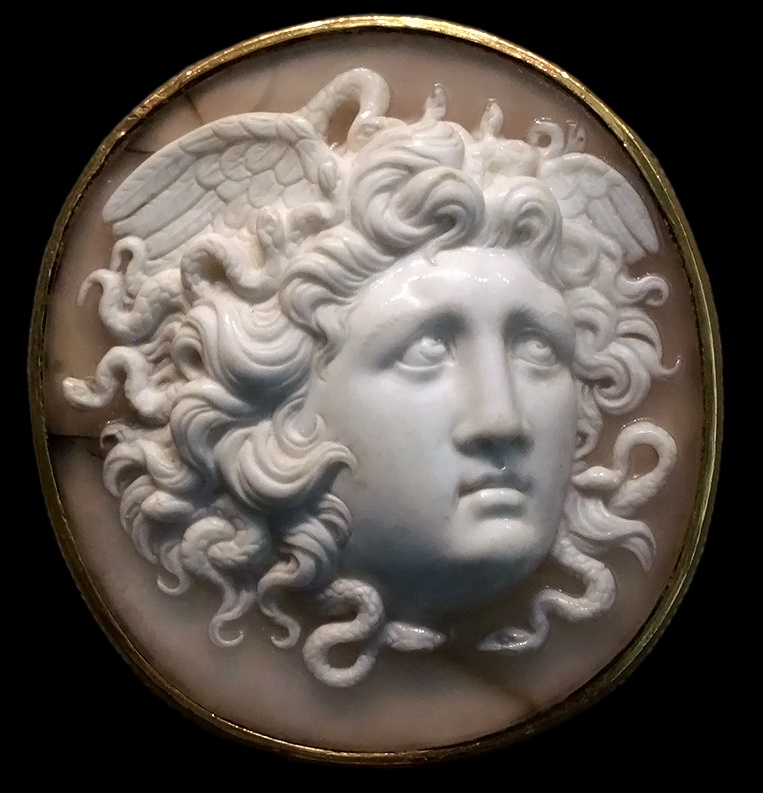
Camée du trésor de Petescia. Entre 50 av. J.-C. et 20. Altes Museum. Berlin.

Omniprésent dans les objets de la vie quotidienne mis au jour par les fouilles archéologiques, le gorgonéion n'est paradoxalement jamais décrit dans les textes anciens.
Méduse est presque toujours présentée de face plutôt que de profil, contrairement aux figures mythiques généralement vues de profil. Les représentations sont aussi remarquablement semblables les unes aux autres à une même époque. La représentation a passé par trois phases. La première est la Gorgone archaïque, qui va du VIIIe siècle av. J.-C. au Ve siècle av. J.-C. Les représentations les plus anciennes de Méduse ne comportaient que la tête. Celle-ci figurait parfois au fronton des temples, décorait souvent des acrotères et des antéfixes, à la façon des gargouilles, et était utilisée comme talisman sur des vêtements, des pièces de monnaie ou des armes, bien avant l'époque d'Homère. Hésiode ajoute à la Gorgone un corps et fait intervenir le personnage de Persée. On trouve ensuite de belles représentations du personnage sur deux pithoi béotiens à relief et une amphore à col protoattique, tous trois remontant au second quart du VIIe siècle av. J.-C.. Sur les premiers, Méduse apparaît comme un centaure femelle, sur le point d'être décapitée par Persée, tandis que ce dernier détourne la tête pour éviter d'être pétrifié (illustration ci-contre). Sur l'amphore d'Éleusis, Méduse gît, décapitée, parmi les fleurs ; ses sœurs, à forme humaine mais au visage monstrueux, veulent poursuivre Persée, mais sont arrêtées par Athéna qui s'interpose.
À la fin du VIIe siècle av. J.-C., le gorgonéion, tête sans corps ou masque de Méduse, est un motif fréquent dans la production des peintres de Corinthe, ville située non loin d'Argos d'où Persée serait originaire. Les masques archaïques ont le visage rond, des yeux protubérants, un nez épaté, une bouche grande ouverte découvrant dents et crocs, avec une langue qui dépasse. Ils ont souvent des cheveux bouclés entremêlés de serpents. Les masques les plus anciens peuvent être mâles ou femelles et sont souvent pourvus d'une barbe. Ce trait disparaîtra dès lors que le mythe sera associé avec celui de Persée. L'exemple le plus connu est une assiette attique de Lydos.
Dans la deuxième phase, qui va du Ve siècle av. J.-C. au IIe siècle av. J.-C., le gorgonéion va progressivement perdre son aspect grotesque et terrifiant, tout en gardant la langue sortie et les dents apparentes ; la barbe disparaît et les serpents se changent en boucles. Dans un troisième temps, la figure pourra prendre l'apparence d'une belle jeune femme, comme dans la Méduse Rondanini : seules les boucles de la chevelure rappelant son association avec les serpents et sa nature monstrueuse. Dès -490, Pindare évoque ainsi dans un de ses poèmes « Méduse aux belles joues ». C'est une des premières représentations de la Gorgone sous les traits d'une jolie femme. En l'occurrence, l'art aurait donc été en retard sur la poésie.
Enfin, la troisième phase, qui commence dès le IVe siècle av. J.-C., présente la Gorgone comme une figure traditionnelle, vue de profil ou de trois-quarts. Elle peut être dessinée dans son sommeil, avec les yeux fermés. Elle a cessé d'être un monstre, ayant perdu ses défenses de sanglier, sa barbe, son rictus et ses yeux protubérants. Cette humanisation progressive de la figure de Méduse correspond, selon Jean Clair, au progrès de la raison et de la culture occidentale.
Ce schéma évolutif en trois phases, d'abord proposé par l'archéologue Adolf Furtwängler au XIXe siècle doit toutefois être nuancé. Comme le montre Kathryn Topper, les variations dans la représentation de Méduse ne peuvent pas se catégoriser par la seule chronologie, mais sont dépendantes du contexte et des conventions associées : « Nous ne pouvons pas comprendre les images de la belle Méduse à moins de savoir si elles visent à glorifier Persée, évoquer de la sympathie pour le monstre, provoquer le rire ou produire encore une autre réaction. ».

Le gorgonéion ou masque de Méduse est l'emblème le plus fréquent sur les boucliers héroïques dans la peinture des vases attiques : « son efficacité visuelle se double d'une dimension sonore. La bouche distendue de Gorgo évoque le cri énorme d'Athéna surgissant dans le camp des Troyens [...] mais aussi le son de la flûte, qu'invente Athéna pour imiter la voix aiguë des gorgones ». Ce masque, qui peut orner le bouclier de n'importe quel guerrier, est un élément typique des représentations du bouclier d'Achille, l'image terrifiante de la Gorgone étant censée terrifier l'adversaire, comme l'évoque Homère à plusieurs reprises dans l’Iliade : 

« [Achille] s’empare d'un magnifique et solide bouclier qui le couvre entièrement. — Ce bouclier, merveilleusement travaillé, était bordé de dix cercles d’airain ; à sa surface s’élevaient vingt bossettes d’étain au milieu desquelles s’en trouvait une d’un métal bleuâtre : l’effroyable Gorgone, lançant d’horribles regards, entourait ce bouclier, et près d’elle étaient la Fuite et la Terreur. »

À partir du milieu du Ve siècle, le gorgonéion se rencontre le plus souvent comme ornement de l'égide d'Athéna, ainsi que sur des vases ou des assiettes et sur les pièces de monnaie de nombreuses villes grecques. Il est utilisé comme décoration de porte et est très fréquent dans les mosaïques décorant les riches villas romaines (voir galerie A). Cette représentation apotropaïque vise à préserver du mauvais œil.
La face ronde de Méduse avec l'un ou l'autre de ses traits caractéristiques est particulièrement recherchée à l'époque romaine pour décorer le panneau central des mosaïques au sol. Une des représentations les plus remarquables est celle trouvée dans les Thermes de Dioclétien, où les serpents prennent une place de premier plan en créant un effet de clair-obscur (voir galerie A). Parfois, l'artiste met en valeur les ailes posées sur le front comme dans la mosaïque trouvée à Tarragone ou celle d'Athènes. Une mosaïque de Méduse faite de pièces de marbre de diverses couleurs selon la technique de l'opus sectile est au centre du pavement de l'orchestre de l'Odéon dans l'ancienne cité de Kibyra en Turquie (Ier siècle).
La face de la Gorgone est souvent aussi utilisée pour décorer des bijoux, comme on le voit notamment dans un camée trouvé dans le trésor de Petescia, près de Rome (Voir Galerie A) ou dans un autre en verre datant de la Rome impériale ou encore dans la tasse Farnèse réalisée à Alexandrie, au Ier siècle.
L'ambiguïté est un trait essentiel de Méduse : « Elle est sur cette ligne de fracture, cette faille qui sépare en deux l’être humain : la vie et la mort », comme l'atteste le fait que son regard conserve son pouvoir de pétrification même dans la mort. Ulysse est angoissé à la seule idée de la rencontrer dans les Enfers. La monstruosité de Gorgo est basée sur « un brouillage systématique de toutes les catégories ». Elle conjugue en effet bestialité et humanité, vie et mort, vieillesse et jeunesse, laideur et beauté. Même son sexe est incertain, Méduse étant parfois dotée d'une barbe et d'un sexe masculin alors que, par ailleurs, elle séduit Poséidon et est montrée en train d'accoucher.

### Galerie A: représentations antiques

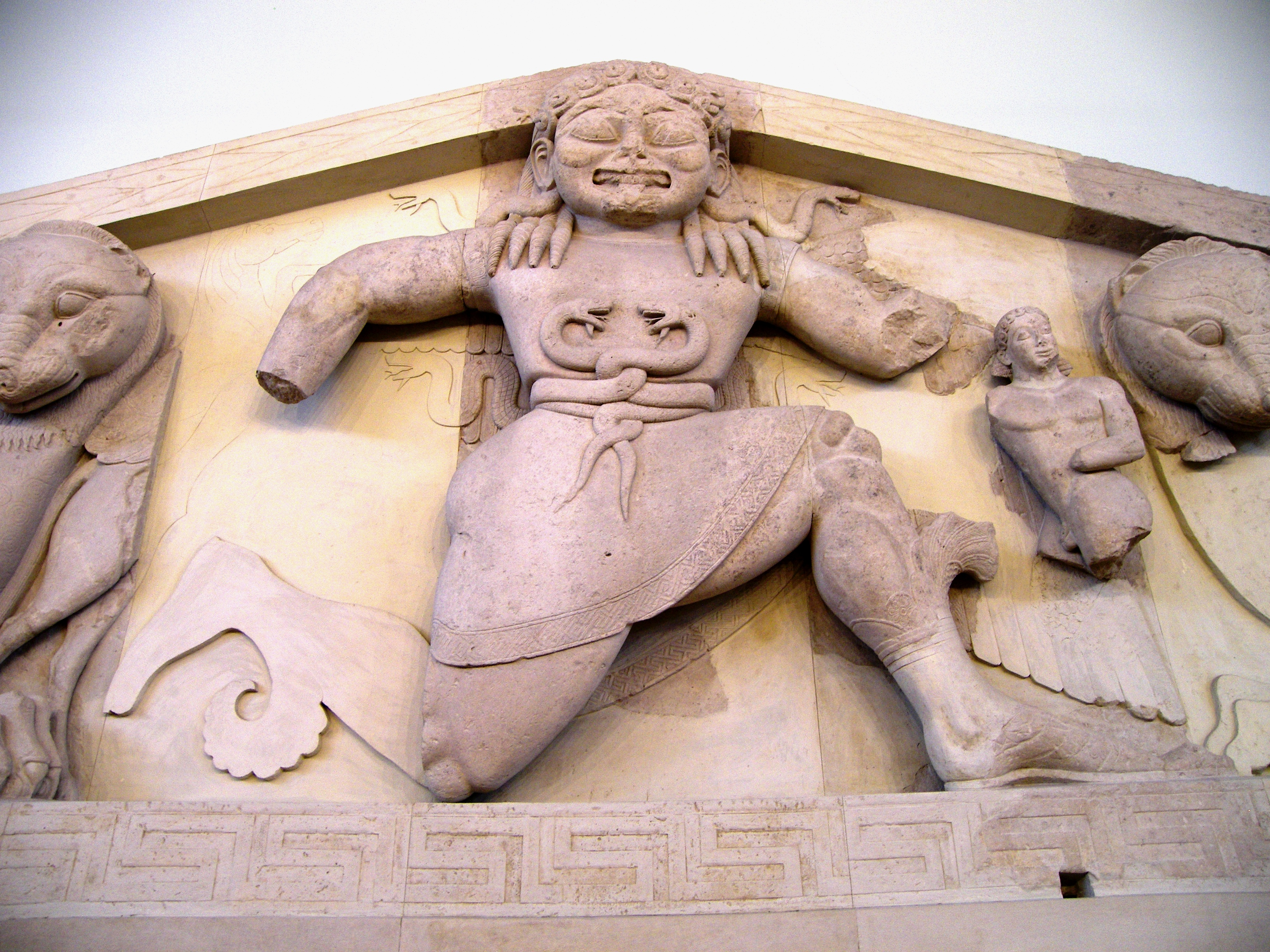
Sculpture de Méduse sur le fronton du temple d'Artémis à Corcyre (-580).
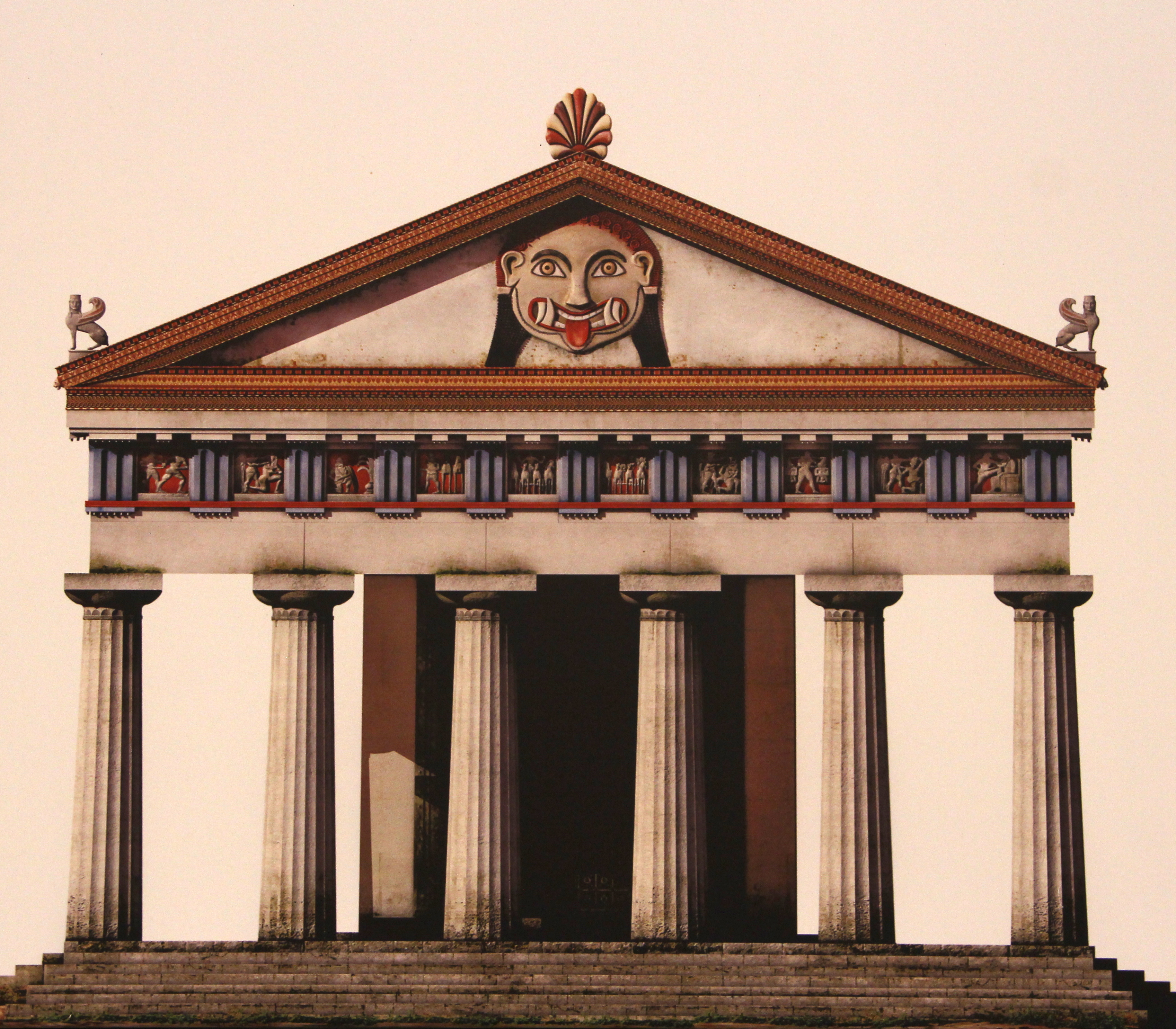
Reconstitution du temple C de Sélinonte (-550). La figure de Méduse  mesurait 275 cm de hauteur.
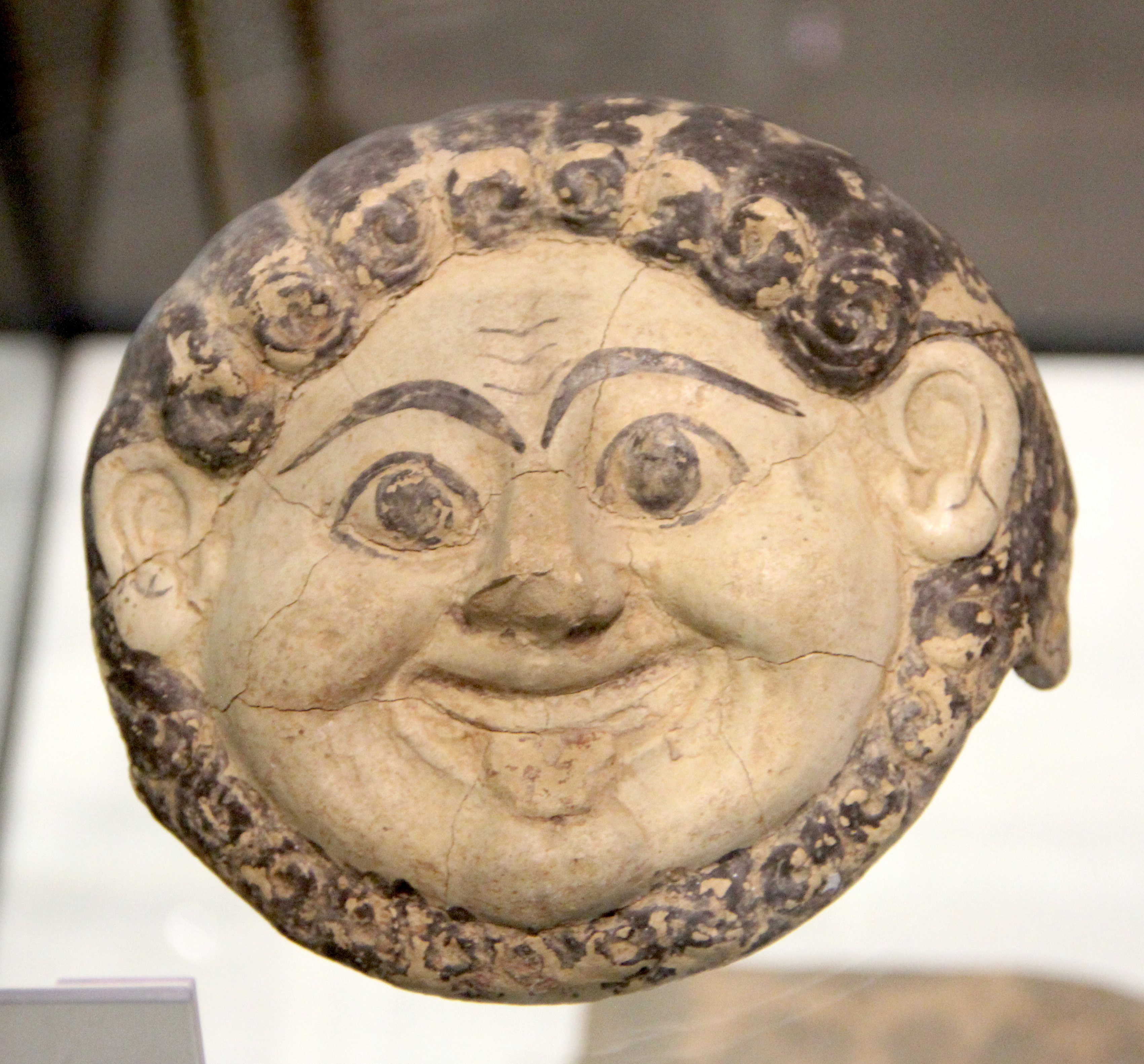
Gorgone décorant une antéfixe. Agrigente. Fin du Ve siècle av. J.-C.
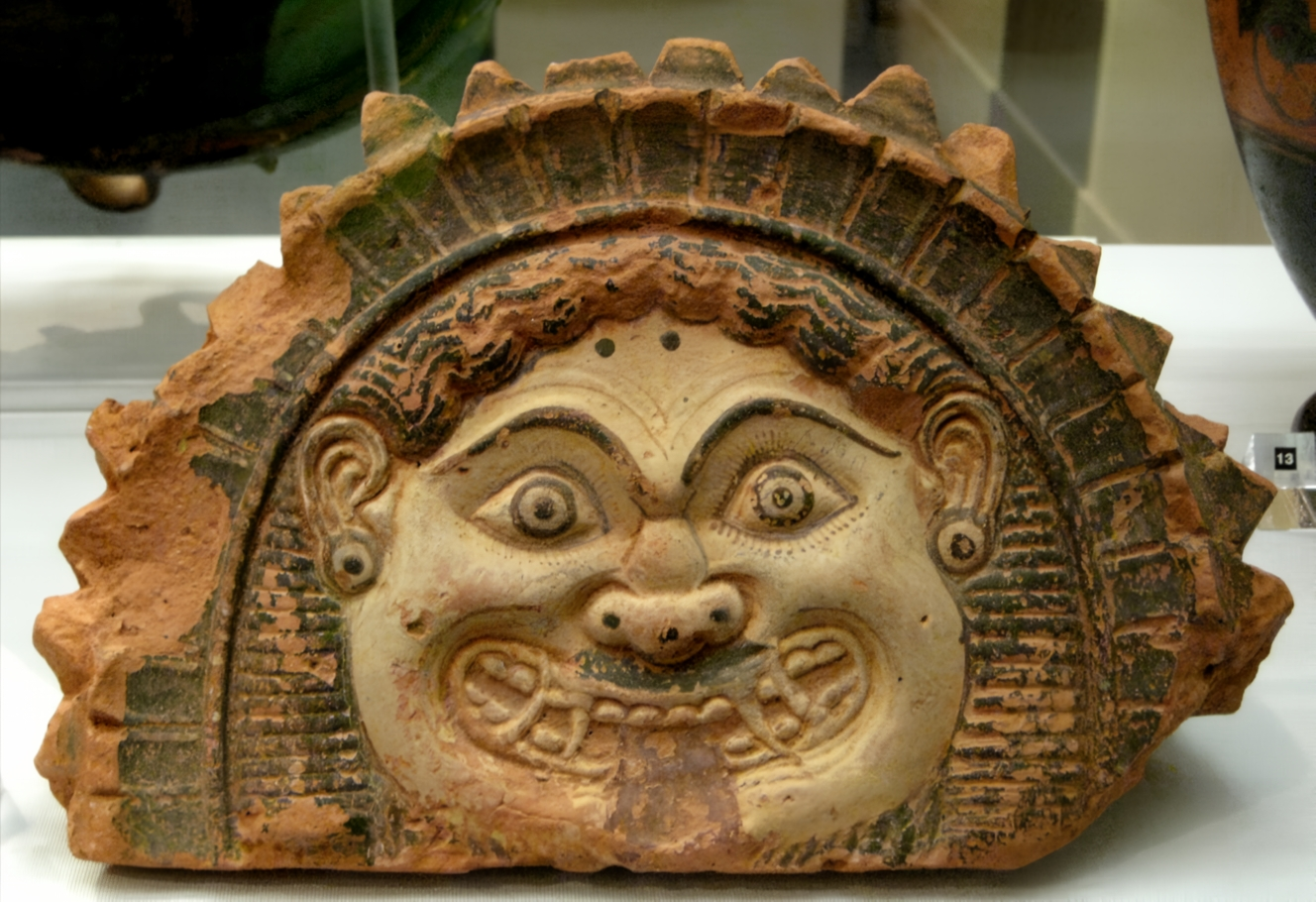
Antéfixe ornée d'une tête de Méduse. IVe siècle av. J.-C. Île de Paphos (?).
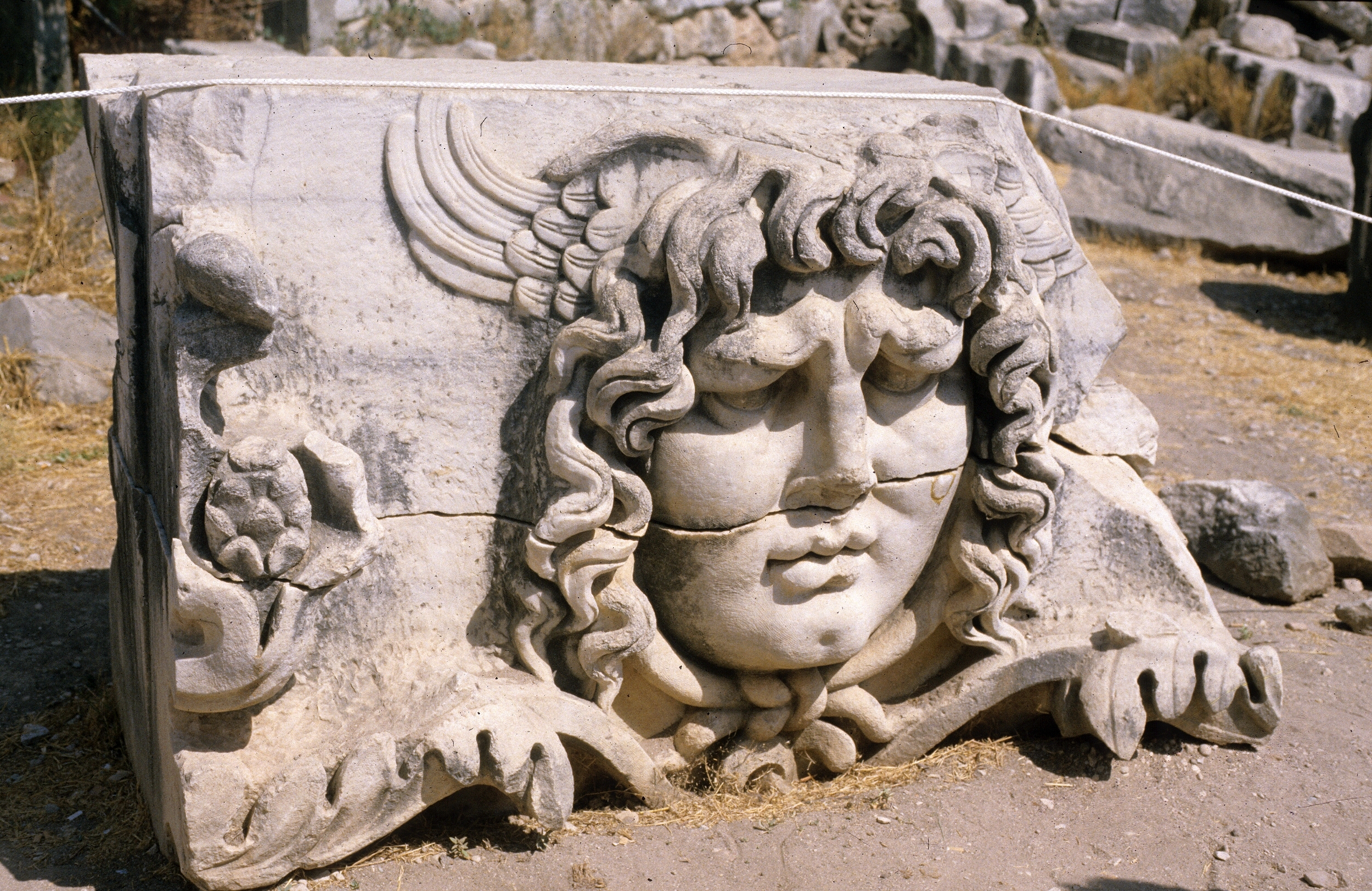
Méduse de Didymes, ornant le grand temple d'Apollon IVe siècle av. J.-C.
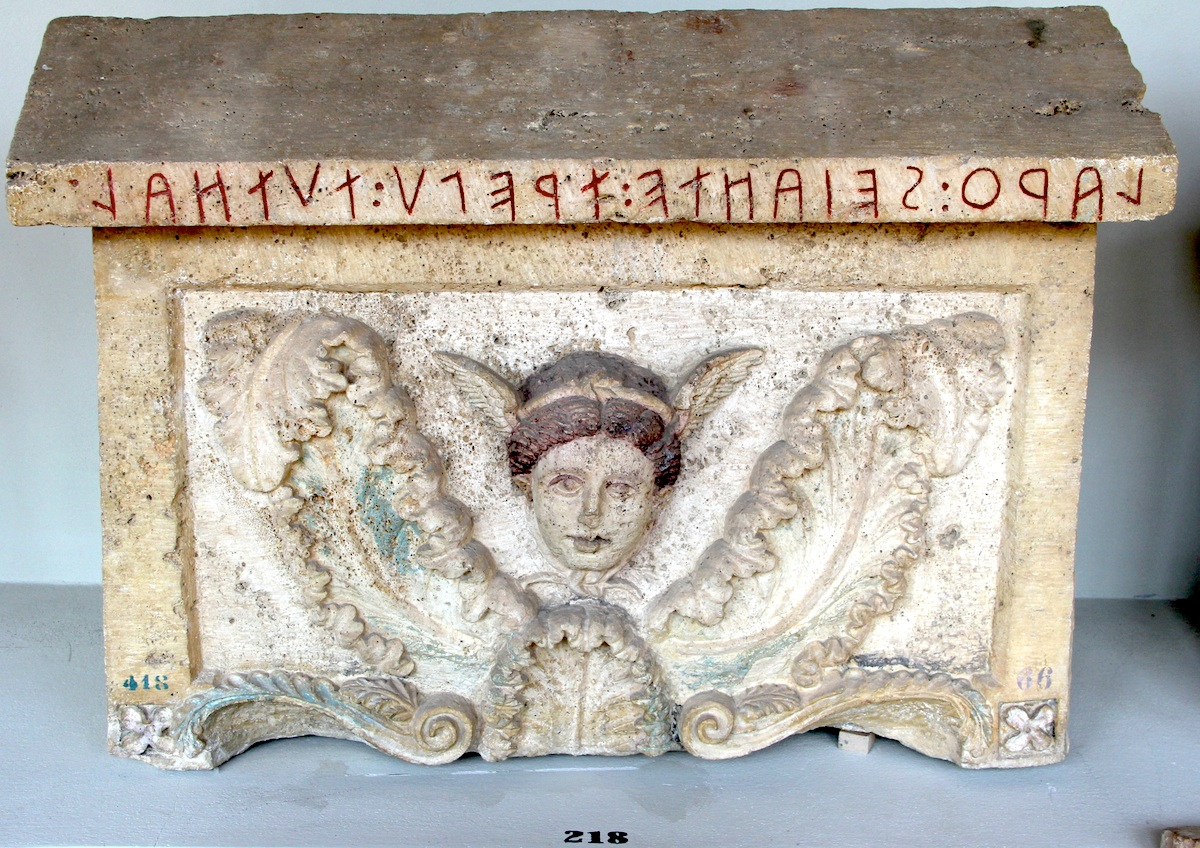
Tête de Méduse sur un sarcophage étrusque. Vers le IVe siècle av. J.-C. Musée archéologique d'Ombrie.
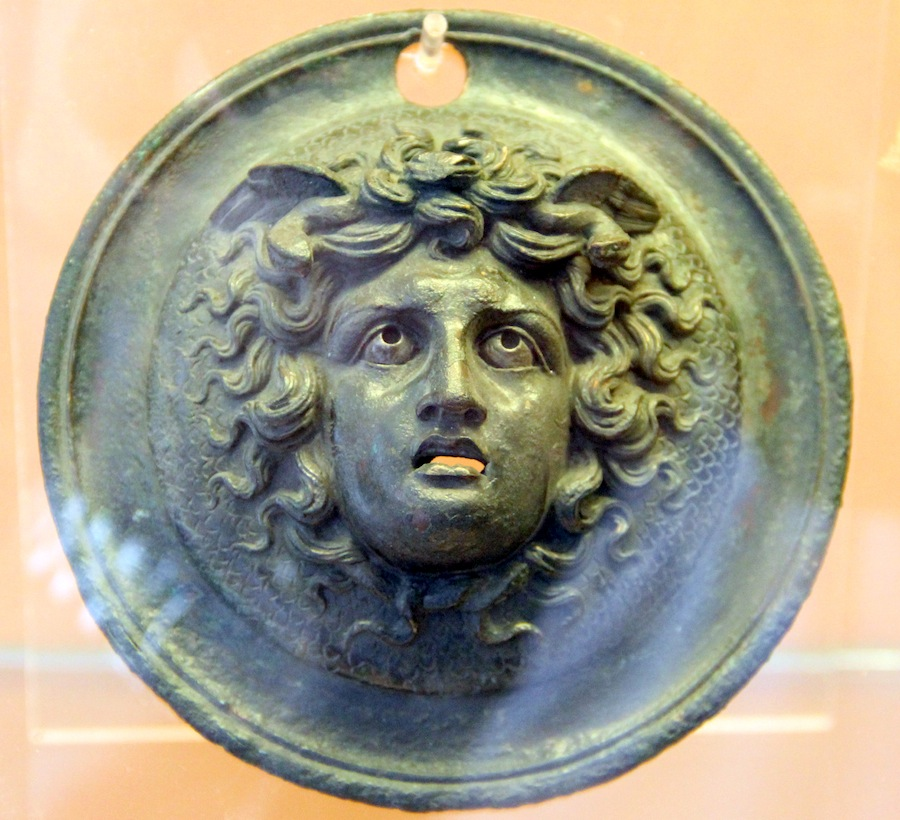
Décoration de porte provenant des fouilles de Pompei. Musée de Naples.
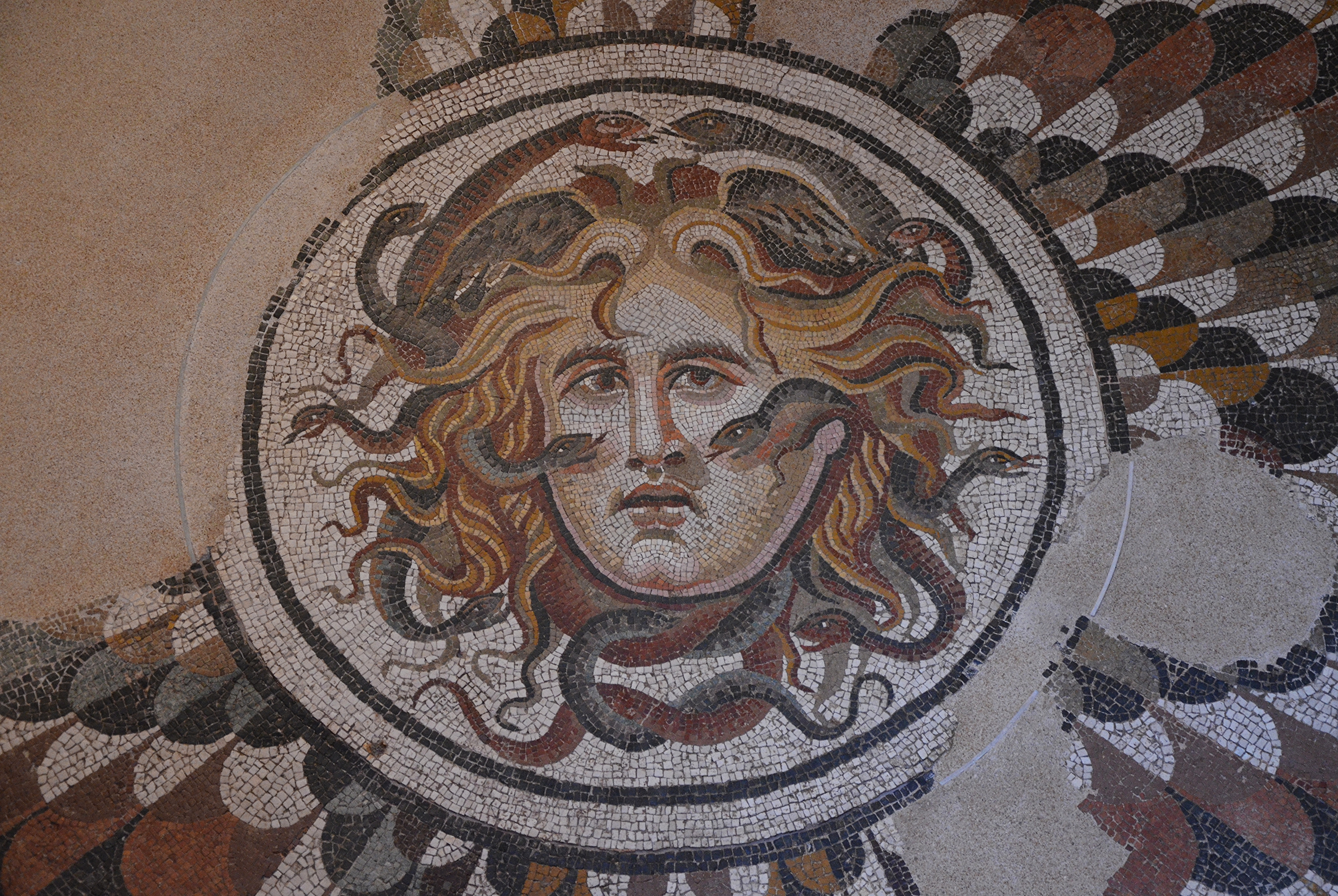
Panneau central d'une mosaïque dans les Thermes de Dioclétien, Ier – IIe siècle. Musée des Thermes de Dioclétien.
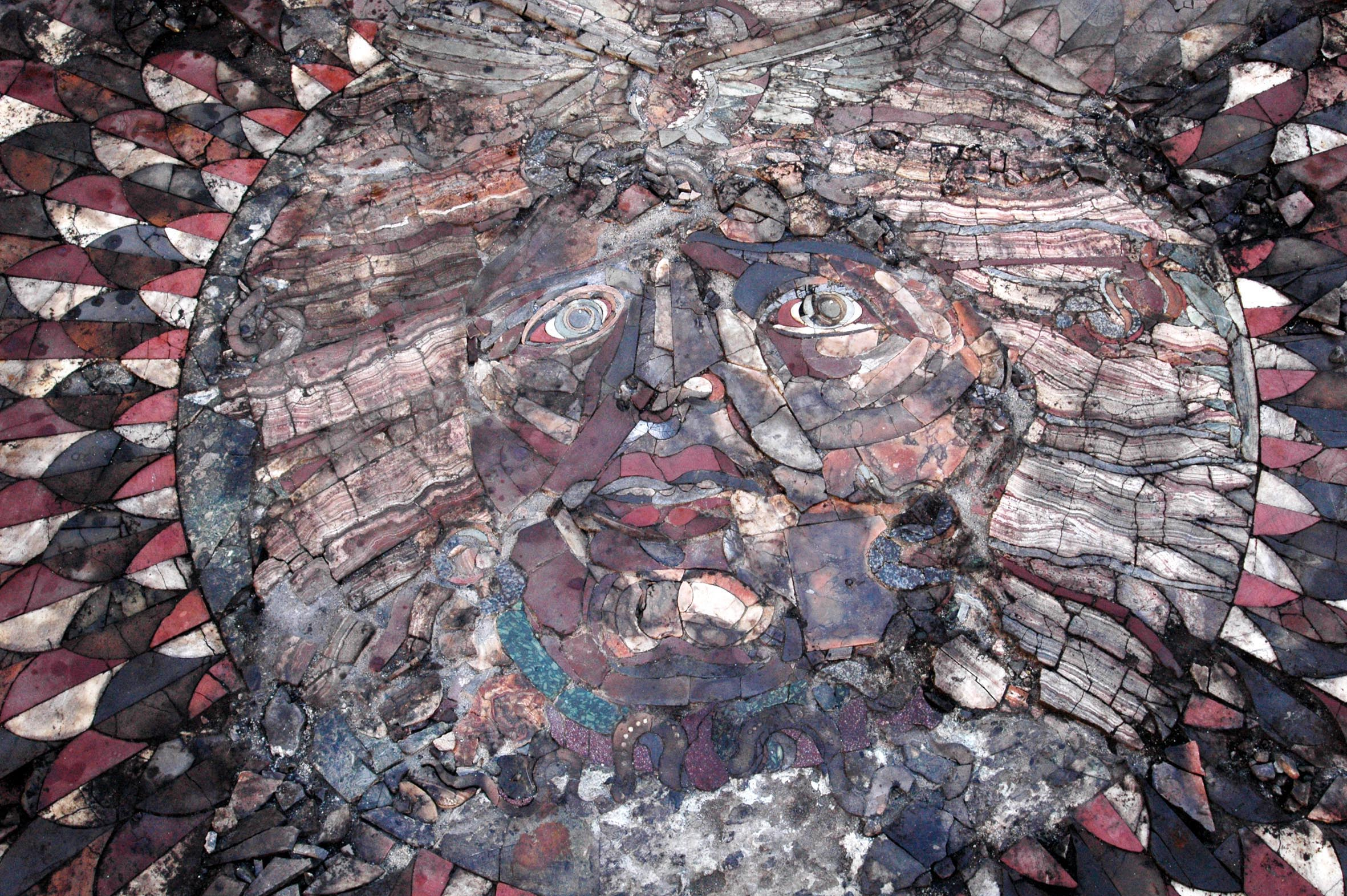
Mosaïque couvrant le pavement de l'orchestre de l'Odéon de Cibyra (IIIe siècle)
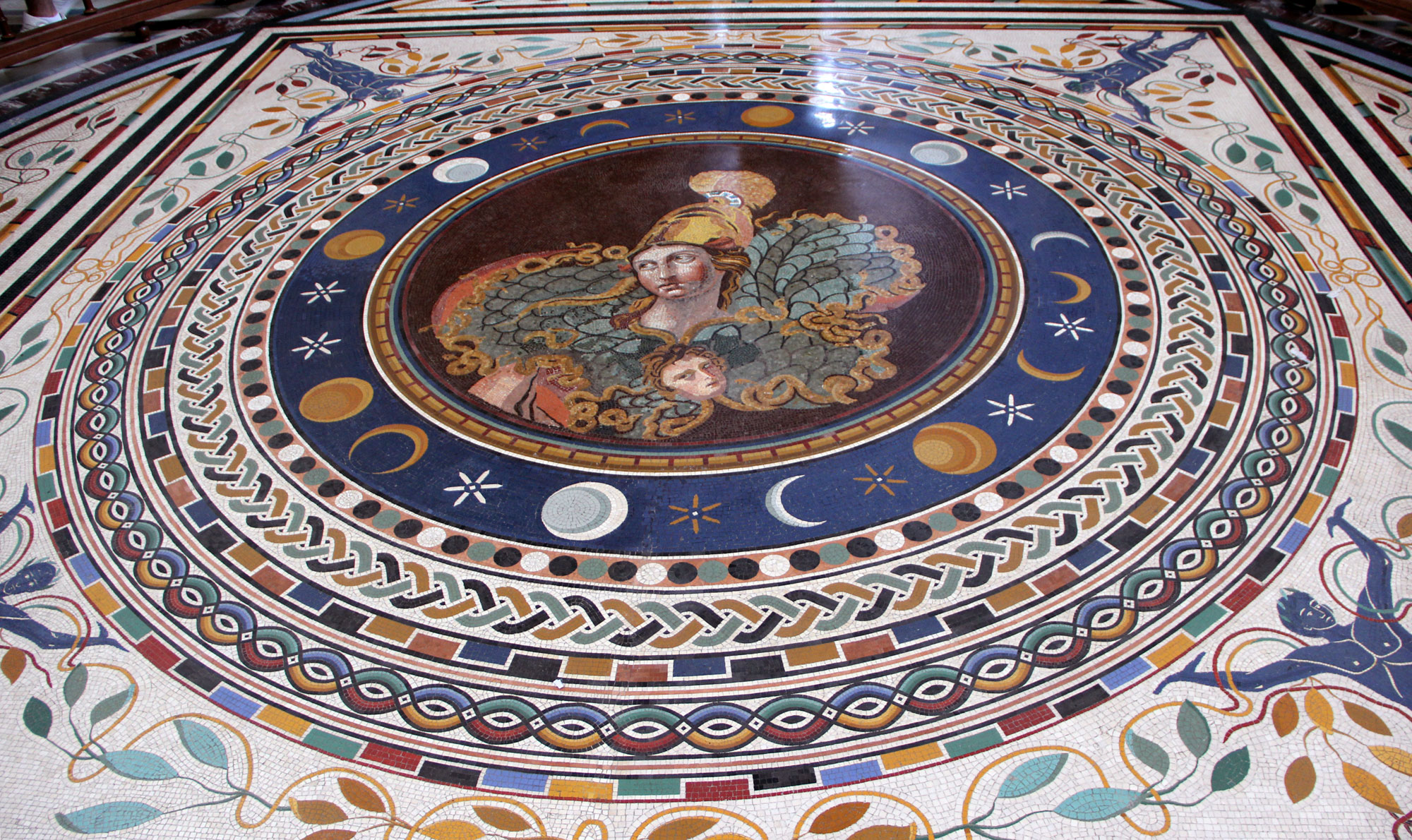
Mosaïque d'une villa romaine de Tusculum. Athéna et Méduse sont deux figures indissociables. Musée du Vatican.

### Explications rationalisantes
Dès une époque ancienne, ce mythe a fait l'objet d'interprétations historicisantes, visant à lui trouver un substrat historique vraisemblable. Ainsi, dans un passage du Phèdre de Platon souvent cité, Socrate évoque ce genre d'explications rationnelles pour ensuite déclarer que celles-ci ne l'intéressent pas car la mythologie compte « une suite extravagante de si monstrueuses créatures, qu’un incrédule qui s’efforcerait, en se servant même d’une sagesse grossière, de ramener au vraisemblable chacune de ses formes, aurait besoin de beaucoup de loisir. »
La recherche d'explications rationnelles connait cependant un regain d'intérêt sous l'influence de l'évhémérisme au IIIe siècle av. J.-C.
Selon Palaiphatos, ami d'Aristote et auteur des Histoires incroyables, Persée serait un pirate qui, pour s'emparer d'une statue en or, appelée Gorgone, que cachaient en Éthiopie les trois filles de Phorcys, aurait exécuté l'une d'entre elles, qui s'appelait Méduse. Il aurait ensuite placé la statue de la Gorgone sur son vaisseau et serait allé d'île en île, en rançonnant les habitants. Arrivé à Sériphos, il réclama aussi de l'argent, mais les gens du pays lui dirent de revenir quelques jours plus tard pour qu'ils aient le temps de trouver l'argent. Lorsque Persée revint, il trouva l'île abandonnée et de nombreuses pierres levées sur la place centrale. Il répandit alors la légende que les habitants avaient été transformés en pierres pour avoir refusé de payer.
Diodore de Sicile, dans sa Bibliothèque historique, explique le mythe comme résultant d'une guerre entre le peuple des Gorgones et les Amazones, que dirigeait la reine Merina. Vaincues, les Gorgones retrouveront toutefois leur puissance sous la reine Méduse. Un héros grec nommé Persée finira par tuer Méduse, tandis que les Amazones seront battues par Héraclès, ce qui fait disparaître les derniers royaumes dirigés par des femmes.
Au Ier siècle, dans sa description de l'Éthiopie, le géographe Pomponius Mela écrit : « On voit chez ces peuples une bête appelée catoblépas, qui, sans être grosse, a néanmoins une tête très grosse, qu’elle a peine à soutenir, et que son poids énorme incline fortement vers la terre. Cette bête a surtout cela de particulier, qu’elle n’a pas besoin de se précipiter sur sa proie ni de l’attaquer avec ses dents : elle la tue d’un regard. Les îles Gorgades, qui furent autrefois, dit-on, le séjour des Gorgones, s’élèvent en face de ce pays, qui se termine au promontoire appelé Ἑσπέρου κέρας [Corne de l’Occident]. »
Vers la même époque, Alexandre de Myndos reprend cette explication dans un ouvrage de zoologie, en précisant que cette sorte de brebis sauvage vivant en Afrique est dotée d'une énorme crinière qui lui tombe sur les yeux, mais que son regard d'habitude tourné vers le bas avait le pouvoir de pétrifier ceux qu'elle regardait. Lors de la campagne militaire de Marius contre Jugurtha, un détachement de soldats a finalement réussi à tuer cet animal par embuscade et la peau en a été ramenée à Rome par le consul et exposée dans le temple d'Hercule — prouvant ainsi, selon cet auteur, la vérité de cette explication.
Un siècle plus tard, Pausanias propose deux autres explications. Dans la première, Méduse est une reine qui, après la mort de son père, reprend elle-même le sceptre, et règne sur ses sujets près du lac Tritonide, en Libye. Dans une guerre contre Persée, qui avait envahi son pays avec des troupes du Péloponnèse, elle est tuée perfidement pendant la nuit. Frappé par sa beauté, Persée ramena la tête en Grèce et l'enterra dans la place publique d'Argos sous un monticule qu'on pouvait encore voir à son époque. L'historien présente toutefois comme plus vraisemblable l'hypothèse selon laquelle Méduse était une femme d'une tribu sauvage de Libye qui désolait les habitants de la région du lac Tritonide jusqu'à ce qu'elle soit tuée par Persée.
Selon un certain Héraclite, auteur d'un autre recueil de Choses incroyables, Méduse était une prostituée.

## Transformations, réécritures et représentations du mythe

### Moyen Âge

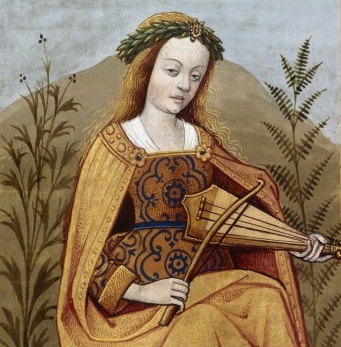
Méduse, miniature de Robinet Testard tirée d'un manuscrit du Sur les femmes célèbres, vers 1488-1496, BNF, Fr.599,.

À l'époque chrétienne, on trouve d'autres interprétations rationalisantes de ce mythe. Fulgence le Mythographe écrit que Méduse, ayant hérité d'une grande somme d'argent, s'en était servi pour développer l'agriculture. Son succès avait attiré l'attention de Persée, mais celui-ci, au lieu de l'épouser, l'aurait tuée, avec l'aide d'Athéna. Cela signifie, selon cet auteur, que l'union de la sagesse et de la force masculine peut vaincre le pouvoir et les charmes de la femme. Contrairement au récit antique, Méduse n'est plus un monstre à éliminer mais devient une femme fatale par l'association que fait le christianisme entre sexualité et péché.
Dans les Étymologies, Isidore de Séville interprète le mythe comme une métaphore, les Gorgones étant « trois sœurs identiquement belles, comme si elles avaient un œil unique, qui frappaient à ce point ceux qui les regardaient que l'on pensait qu'elles les changeaient en pierres ».
De colossales têtes de Méduse servent de base à deux colonnes de la Citerne Basilique de Constantinople, du VIe siècle, sans doute pour la valeur apotropaïque traditionnellement attribuée à cette tête. Selon la tradition, les blocs auraient été placés sur le côté et mis en opposition l'un de l'autre afin d'annuler le pouvoir du regard de la Gorgone.
Au XIIe siècle, développant la position de Fulgence et d'Isidore, Bernard Silvestre propose dans son commentaire de Virgile une interprétation allégorique selon laquelle Persée, personnifiant la vertu et aidé par Athéna la sagesse, réussit à venir à bout des tendances perverses représentées par Méduse. L'auteur anonyme de l'Ovide moralisé va plus loin encore et décrit Méduse comme une « putain ... sage et cavilleuse / Decevable et malicieuse ». Le même thème revient dans une interpolation du Roman de la Rose.
Le regard porté sur Méduse commence à changer avec Boccace, qui lui consacre un chapitre dans son ouvrage De mulieribus claris (Sur les femmes célèbres) écrit en 1374. Selon ce récit, Méduse est d'une telle beauté que les hommes qui la regardent en deviennent immobiles et perdent conscience.
Christine de Pizan reprend le même thème dans La Cité des dames (1405) et voit dans les serpents de simples boucles dorées. Elle inspirera les relectures féministes contemporaines.

### De la Renaissance auXVIIesiècle

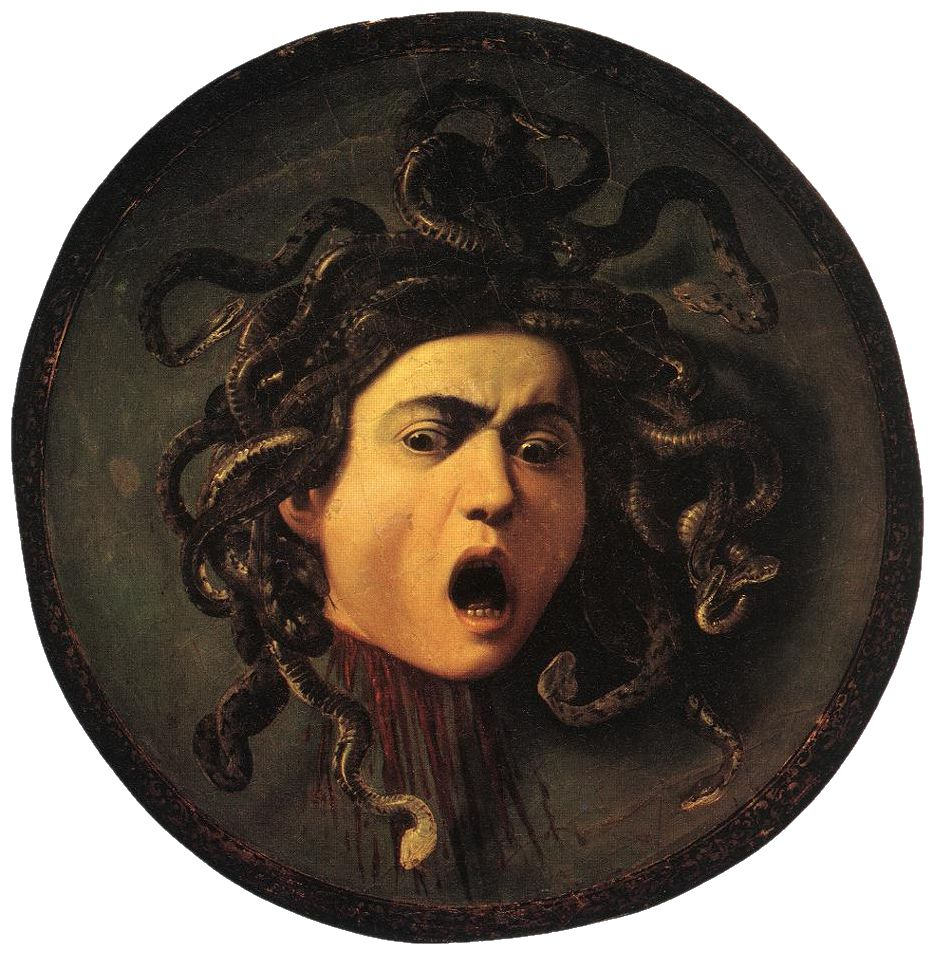
Méduse par Le Caravage, galerie des Offices. Vers 1600.

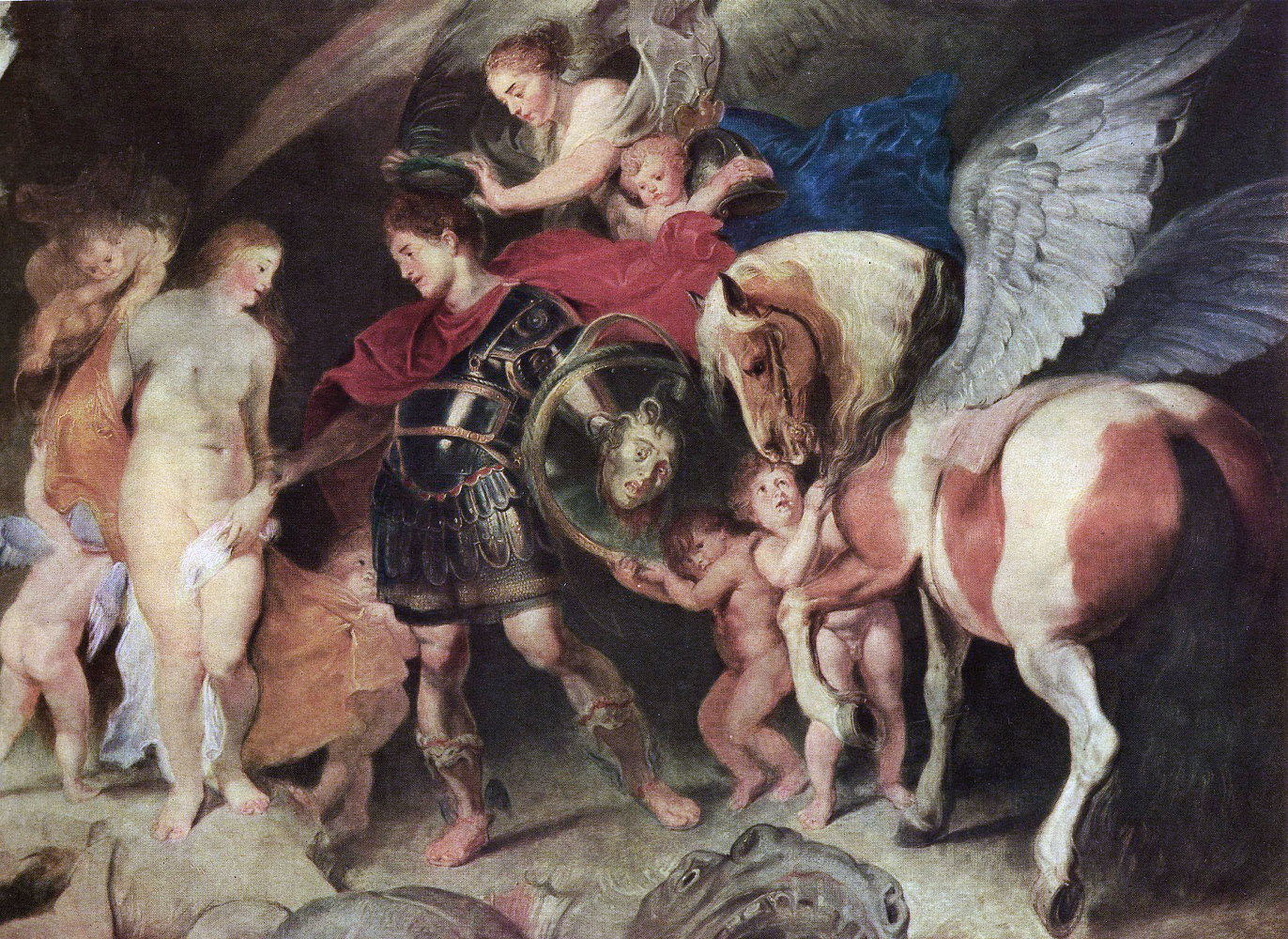
Persée délivrant Andromède par Pierre Paul Rubens (1622). Dans le mythe antique, Persée n'a pas enfourché Pégase.

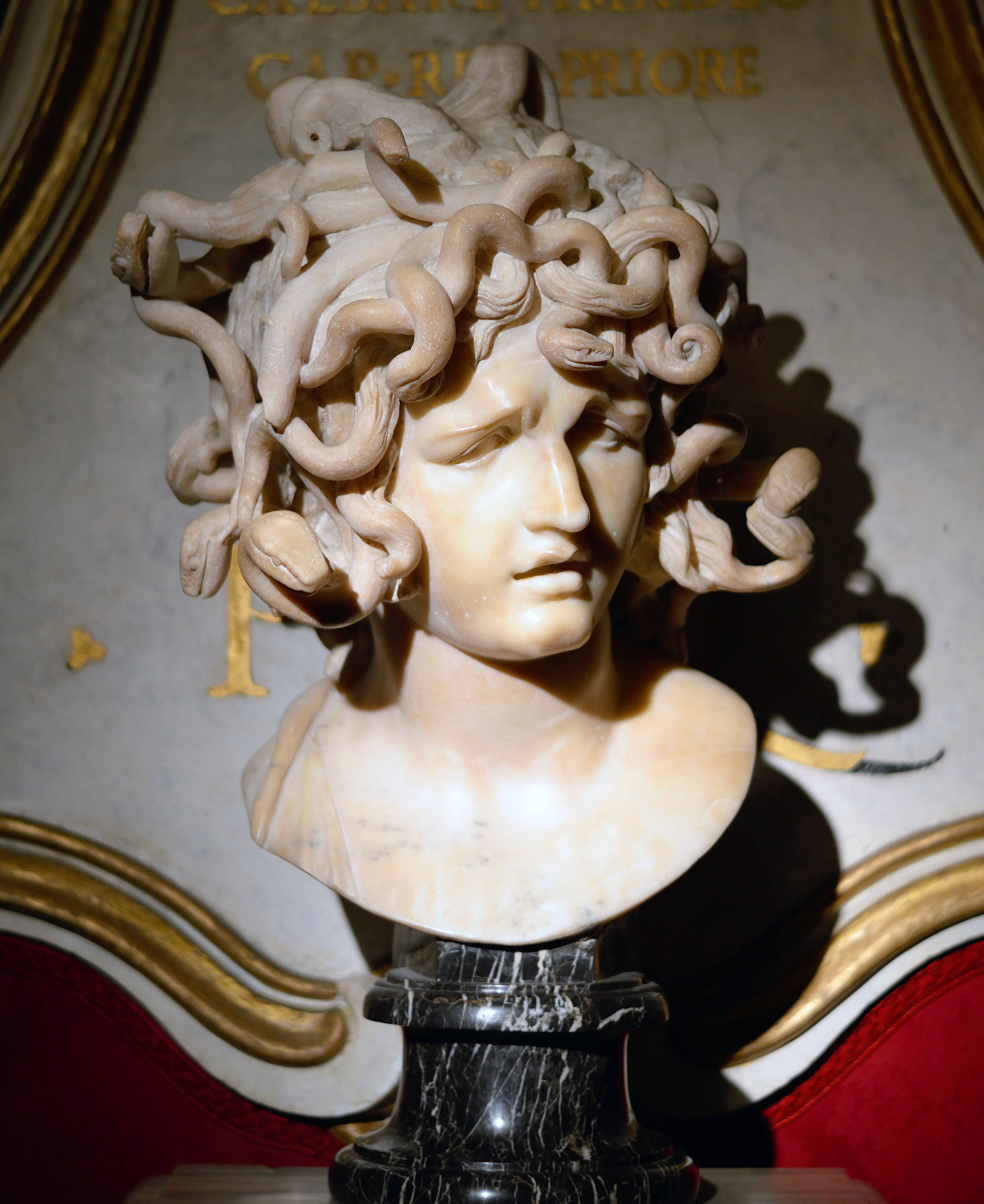
Buste de Méduse par Le Bernin, vers 1640.

Absente de l'iconographie médiévale, la représentation du gorgonéion devient très populaire à la Renaissance et au XVIIe siècle. Selon Jean Clair, ce motif « réapparait parce qu'il est structurellement lié à l'invention de la perspectiva artificialis. Il en emblématise le fonctionnement. » Pour cet historien, la fameuse démonstration de la perspective à foyer unique par Brunelleschi en 1425 est un acte fondateur équivalent à la décapitation de Méduse par Persée.
Assez curieusement, dans une fresque de La vie de saint Jacques par Andrea Mantegna, réalisée en 1453-1457, le gorgonéion apparait sur un bouclier que tient une femme auprès du corps du martyr.
Avec la redécouverte de l'antiquité, les attributs archaïques de Méduse font leur réapparition. Ainsi dans la très populaire Hypnerotomachia Poliphili (Venise, 1499), le narrateur raconte son arrivée devant une énorme pyramide : « En sa face dextre, à l'endroit par où je vins et au milieu de son carré, était entaillée de bosse la tête épouvantable de Méduse, criant (comme il semblait) par furieuse démonstration, rechignée, les yeux enfoncés, les sourcils pendants, le front ridé et renfrogné, la gueule ouverte, qui était cavée et percée d'un petit sentier fait en voûte [...] Quand je fus venu devant la tête de Méduse, je montai par ses cheveux qui servaient de degrés et entrai en sa bouche, suivant ce sentier. » L'importance donnée à la chevelure pourrait avoir été inspirée par la célèbre tasse Farnèse, camée réalisé à Alexandrie au Ier siècle et dont Laurent de Médicis avait fait l'acquisition en 1471.
Cet aspect terrifiant va désormais dominer la plupart des représentations visuelles, tout particulièrement dans le bouclier sur lequel, au début du XVIe siècle, Léonard de Vinci aurait peint une figure de Méduse. Cette peinture — malheureusement perdue — ajoutait à l'aspect terrifiant du personnage toute l'intensité du pathos.
Une des représentations les plus connues de cette époque est Persée tenant la tête de Méduse par Benvenuto Cellini (1554) : selon Elizabeth Johnston, cette statue voulait mettre en garde contre le pouvoir politique croissant des femmes en Italie. Pour l'historien Irving Lavin, il s'agissait plutôt d'un message adressé aux ennemis du duc Côme de Médicis, libérateur de Florence/Andromède. Comme l'a montré Tobin Siebers, la tête de Persée et celle de Méduse présentent des profils identiques et ont toutes deux un nez aquilin, des joues délicates et les yeux baissés. Cellini révèle ainsi l'ambiguïté entre le héros et le monstre.
Une autre représentation extrêmement expressive est le bouclier d'apparat, peint par le Caravage, où le sang dégouline de la tête fraîchement décapitée. Le visage, qui exprime à la fois l'incrédulité et la surprise, a des traits quelque peu masculins, le peintre ayant pris un jeune homme comme modèle ou, selon une autre hypothèse, ayant fait son autoportrait. L'effet de relief est saisissant, comme l'a noté Jean Clair. Contrairement aux anciennes représentations apotropaïques, cette peinture n'est pas un talisman, mais vise à célébrer la destruction d'une puissance belle mais dangereuse. Selon Le Caravage, « Tout tableau est une tête de méduse. On peut vaincre la terreur par l’image de la terreur. Tout peintre est Persée. »
L'horreur qu'inspire le personnage culmine avec un tableau d'un peintre de l'école flamande, vers 1600, et un autre de Pierre Paul Rubens (1618), où les serpents et les scorpions entourant la tête captent le regard et suggèrent un personnage extrêmement venimeux. (Voir galerie B). Dans le récit du mythe que fait L'Ovide moralisé vers 1320, les serpents qui jaillissent du sang de Méduse correspondent aux mauvaises pensées que ruminent les cœurs des méchants.
Le buste que Le Bernin lui consacre vers 1640 rompt toutefois avec les représentations terrifiantes et inverse la perspective du mythe en présentant une très belle jeune femme en proie à une profonde souffrance morale, une angoisse spirituelle presque méditative, comme si elle était engagée dans un processus de catharsis. Selon Irving Lavin, ces caractéristiques inhabituelles seraient dues au contexte personnel très particulier dans lequel Le Bernin a entrepris de réaliser cette sculpture. Le même spécialiste voit chez le sculpteur un « affreux calembour » dans le fait d'appliquer à Méduse elle-même la pétrification qu'elle produisait sur ses victimes.
En 1650, le dramaturge espagnol Calderón de la Barca compose une pièce intitulée Andrómeda y Perseo, dans laquelle il récrit le mythe en donnant à Méduse un rôle actif, faisant d'elle une victime de son propre reflet.
Au cours de ce siècle et du suivant, l'histoire de Persée, Méduse et Andromède a inspiré plus de 25 opéras. Premier opéra à être présenté devant un public payant, l'Andromeda de Francesco Manelli (1637) était un spectacle à grands effets, dans lequel Persée arrivait à la rescousse d'Andromède monté sur le cheval ailé Pégase.
L'opéra Persée que Lully compose en 1682 sur un livret de Philippe Quinault d’après les Métamorphoses d’Ovide, ne comporte pas une machinerie aussi élaborée. Le livret se contente de faire raconter par le chœur le sauvetage d'Andromède par Persée, qui apparait dans les airs. Il représente aussi sur scène la naissance des monstres jaillissant du sang de Méduse.

### XIXesiècle

#### Littérature

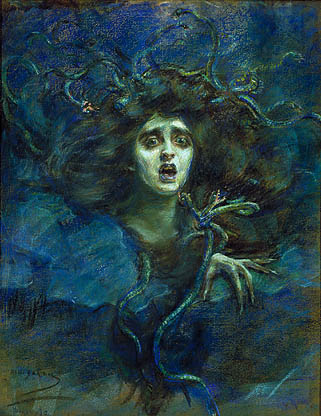
Medusa par Alice Pike Barney (1892).

Les poètes romantiques sont fascinés par le mythe de Méduse et donnent de nouveaux développements au thème de la femme fatale. Ce nouveau regard commence avec un poème fragmentaire que Shelley écrit en 1819 après avoir vu à Florence un tableau représentant la tête de Méduse entourée de serpents — un tableau de 1600, d'abord attribué à Léonard de Vinci, mais dû en fait à un peintre de l'École flamande et dont le thème sera repris par Rubens. Le poète s'intéresse à la grâce de ce visage et à la beauté qui se dégage de l'horreur, exaltant dans une antithèse le « charme tumultueux de la terreur ». Dans Jettatura (1857) de Théophile Gautier, le héros persuadé d'avoir le mauvais œil « se fit peur à lui-même : il lui semblait que les effluves de ses yeux, renvoyés par le miroir, lui revenaient en dards empoisonnés : figurez-vous Méduse regardant sa tête horrible et charmante dans le fauve reflet d’un bouclier d’airain. »

#### Peinture

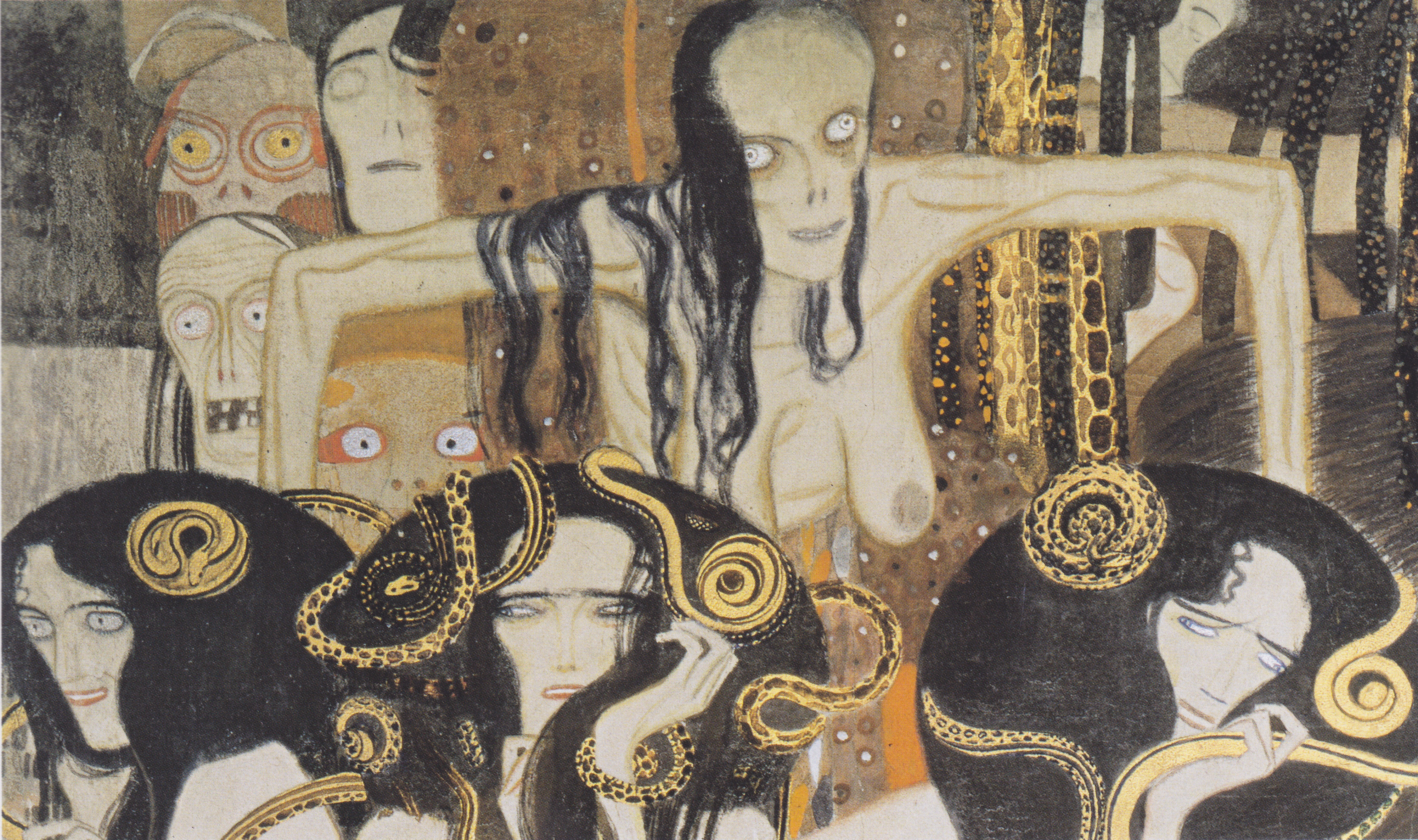
Les Gorgones par Gustav Klimt (1902).

Füssli est un des premiers peintres romantiques à s'intéresser au personnage avec le tableau Persée fuyant avec effroi l'antre de la Gorgone (1817) et Persée rendant leur œil aux Grées (voir ci-dessus). Fasciné par les aspects les plus sombres de la mythologie grecque, il dépeint en de nombreux tableaux « l'effroi du sexe féminin comme instrument de la castration de l'homme. »
En revanche, un mouvement de réhabilitation se développe avec l'école préraphaélite en Angleterre, qui présente Méduse comme une victime. On découvre alors que, dans le récit du viol de Méduse par Poséidon, c'est la victime, plutôt que le violeur, qui avait été punie par Athéna, inaugurant une longue tradition de justice biaisée. Plutôt que de la répulsion, c'est de l'empathie que le poète et peintre Dante Gabriel Rossetti éprouve pour le drame intérieur de la femme, empathie qui s'exprime dans le tableau Aspecta Medusa, dont on ne sait s'il représente Méduse avant sa décapitation ou Andromède regardant le reflet de Méduse dans l'eau.
Ce nouveau regard est le sujet du tableau d'Edward Burne-Jones, La tête funeste, où un Persée médiéval vêtu d'une armure noire tient à bout de bras la tête de Méduse et tente de « convaincre Andromède de son origine divine en lui montrant le reflet de la tête de Méduse dans l'eau d'un puits. » Ce tableau fait partie d'un ensemble de huit panneaux illustrant le cycle de Persée dont Burne-Jones a décoré la maison de Lord Balfour. Il a également représenté la naissance de Chrysaor et Pégase ainsi que la délivrance d'Andromède. Il n'a cependant pas eu le temps de compléter son projet.
On ressent aussi ce mouvement d'empathie chez Alice Pike Barney (1892), ainsi que chez Carlos Schwabe (1895) et surtout chez Arnold Böcklin qui a traité le sujet en plusieurs tableaux, dont l'un ci-dessous, vers 1890, et un autre au musée d'Orsay. Le peintre symboliste belge Jean Delville a également peint La Méduse (1893), ainsi que Lucien Lévy-Dhurmer, dont la Medusa (1897) se trouve au musée du Louvre.
Gustav Klimt s'intéresse beaucoup au sujet : en 1898, il peint le tableau Pallas Athéna (voir galerie B), dans lequel il détourne la représentation traditionnelle du sujet, d'inspiration classique, en montrant sous le visage de la déesse une Gorgone tirant la langue, conformément aux images de l'époque archaïque. En cela, il était sans doute inspiré par sa lecture de Nietzsche, La Naissance de la tragédie, comme l'a montré Lisa Florman. Il reviendra sur le sujet avec un groupe de Gorgones en 1902 (image ci-dessus).

#### Sculpture
Le sujet inspire aussi les sculpteurs. Antonio Canova réalise Persée tenant la tête de Méduse (1804-1806), qui fixe dans la pierre la surprenante ressemblance entre les deux personnages. En montrant Persée en train de regarder le masque de Méduse, Canova suggère que le héros se fait lui-même pétrifier.
En 1854, la sculptrice américaine Harriet Hosmer représente Méduse dans un buste de marbre sous les traits d'une belle jeune femme aux seins nus (voir galerie B).
La peintre anglaise Evelyn De Morgan coule un buste en bronze de Méduse vers la fin des années 1870.
Auguste Rodin intègre Méduse dans le groupe La Porte de l'Enfer (1888), d'après le poème de Dante.

### Galerie B: représentations de la Renaissance auXIXesiècle

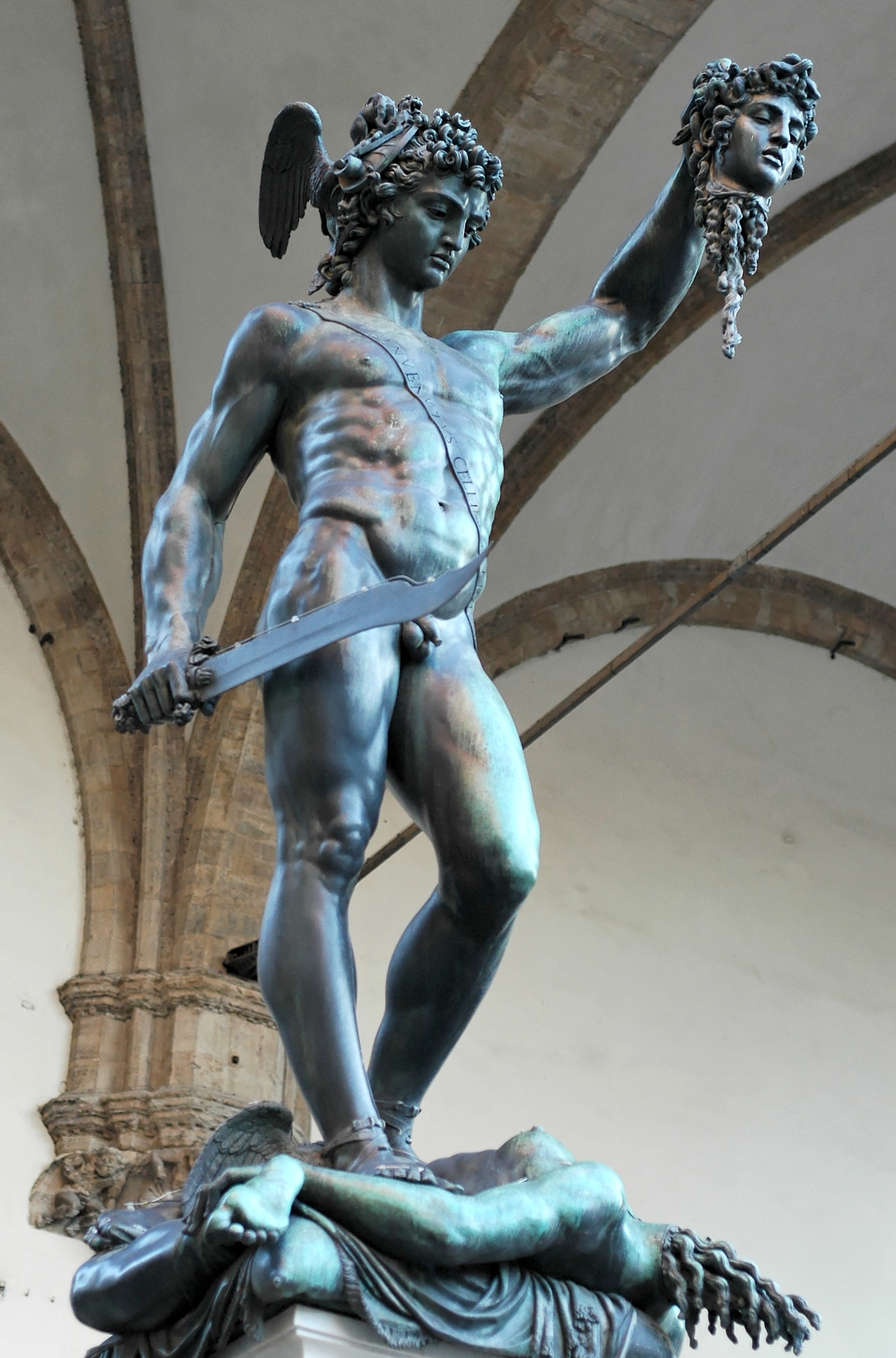
Benvenuto Cellini, Persée tenant la tête de Méduse[n 25] (1554), Florence.
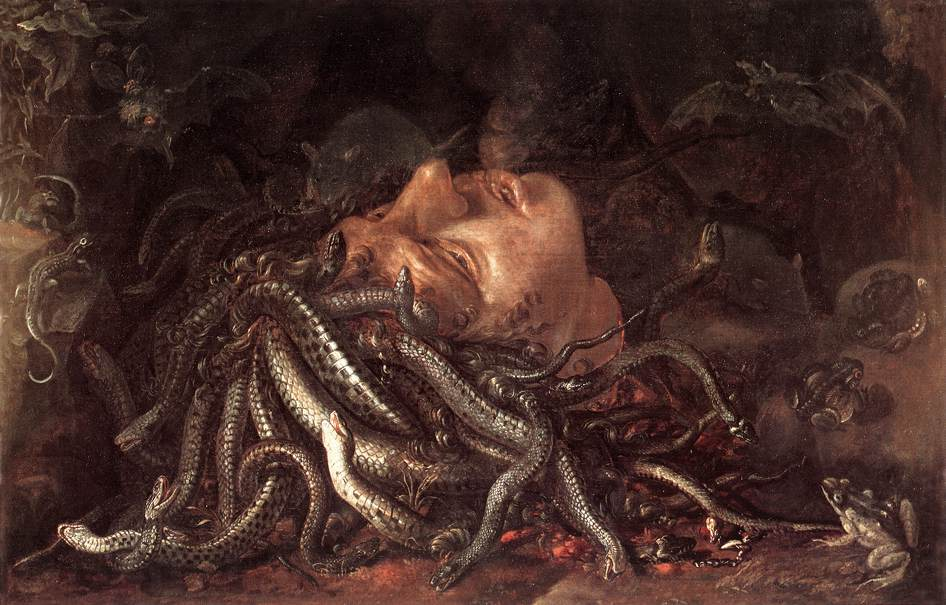
École flamande, Tête de Méduse. Vers 1600.
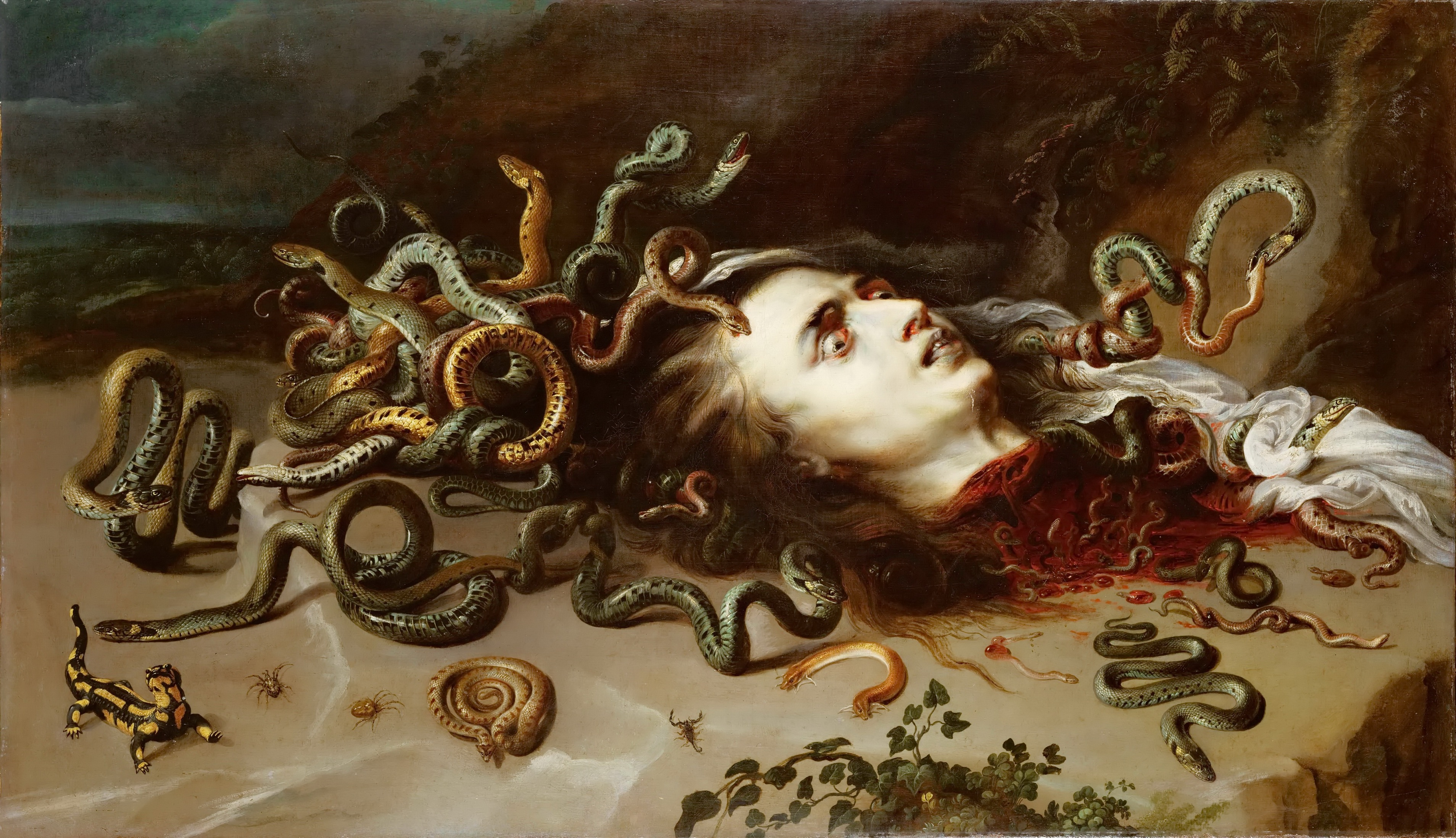
Pierre Paul Rubens, Tête de Méduse (1618).
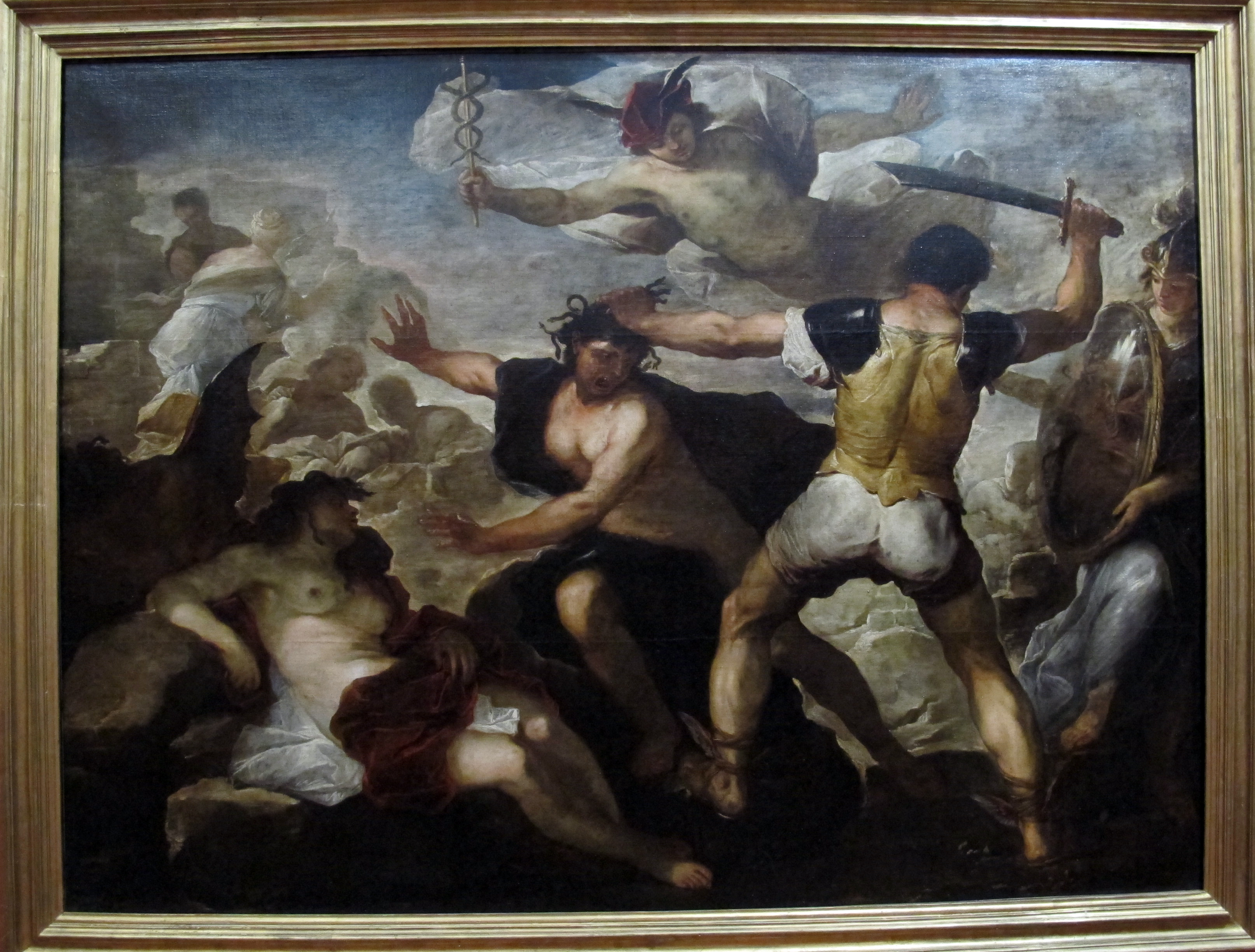
Luca Giordano, Persée décapitant Méduse (vers 1670).
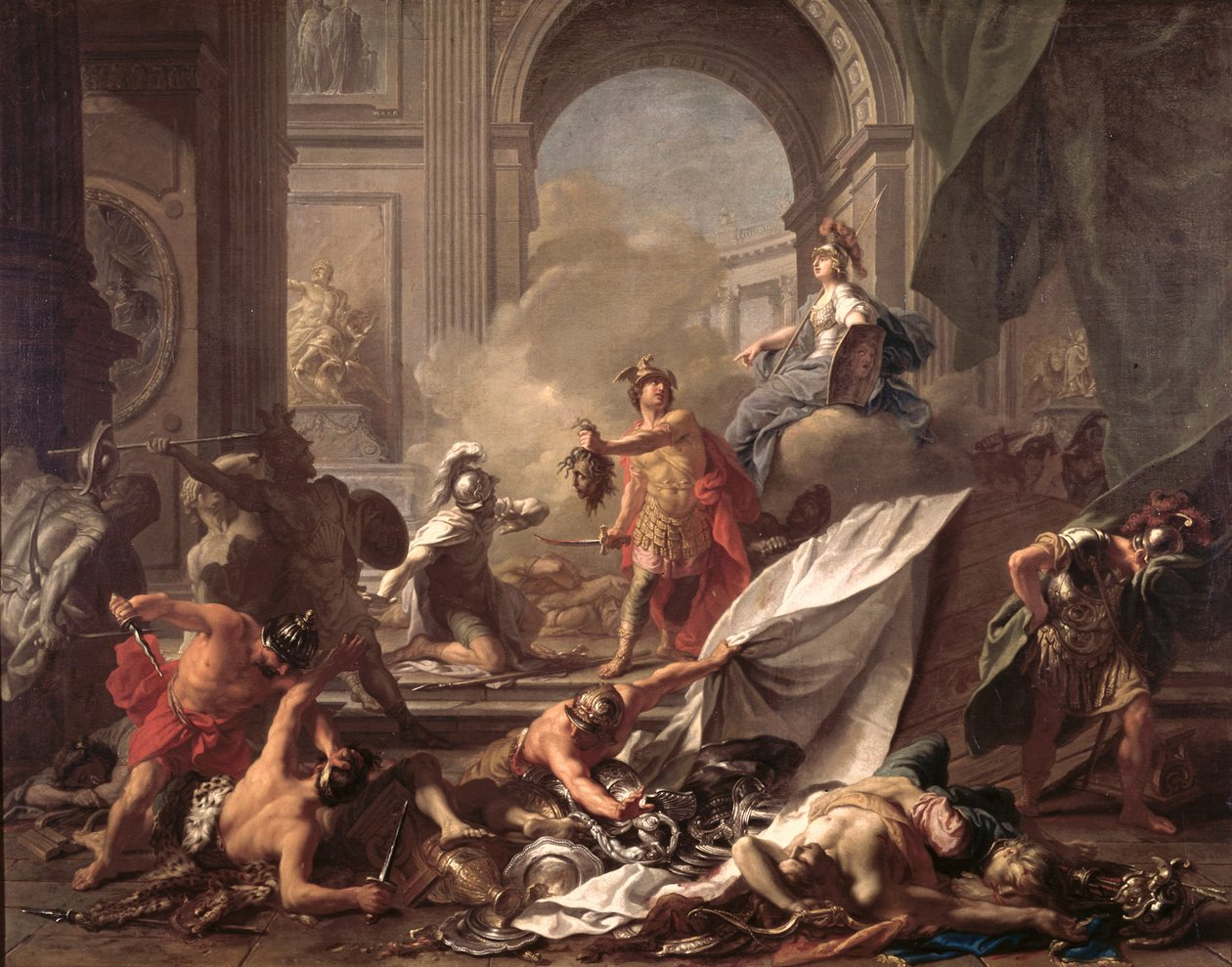
Jean-Marc Nattier, Persée, assisté par Minerve, pétrifie Phinée (1718).
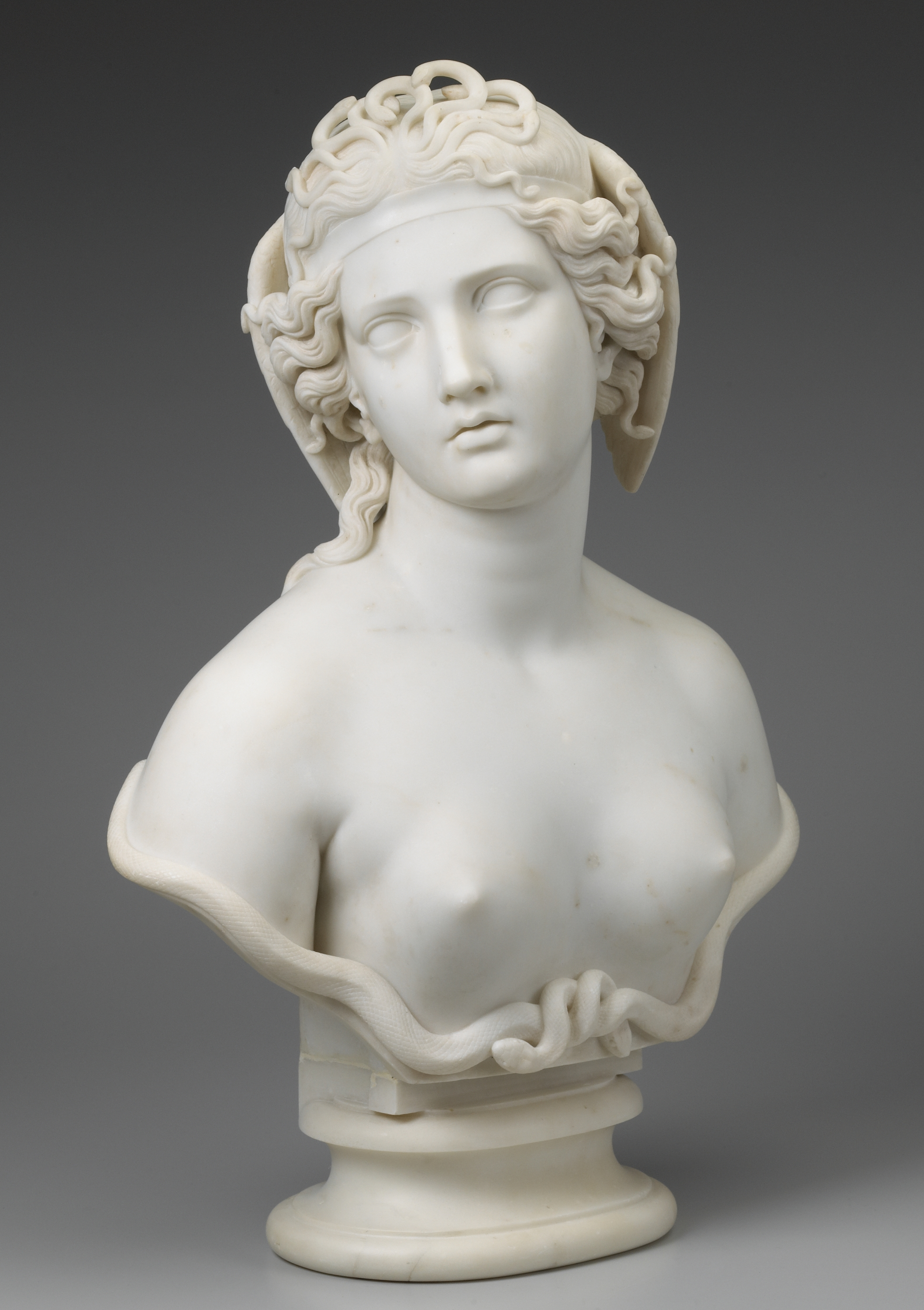
Harriet Hosmer, Medusa (1854).
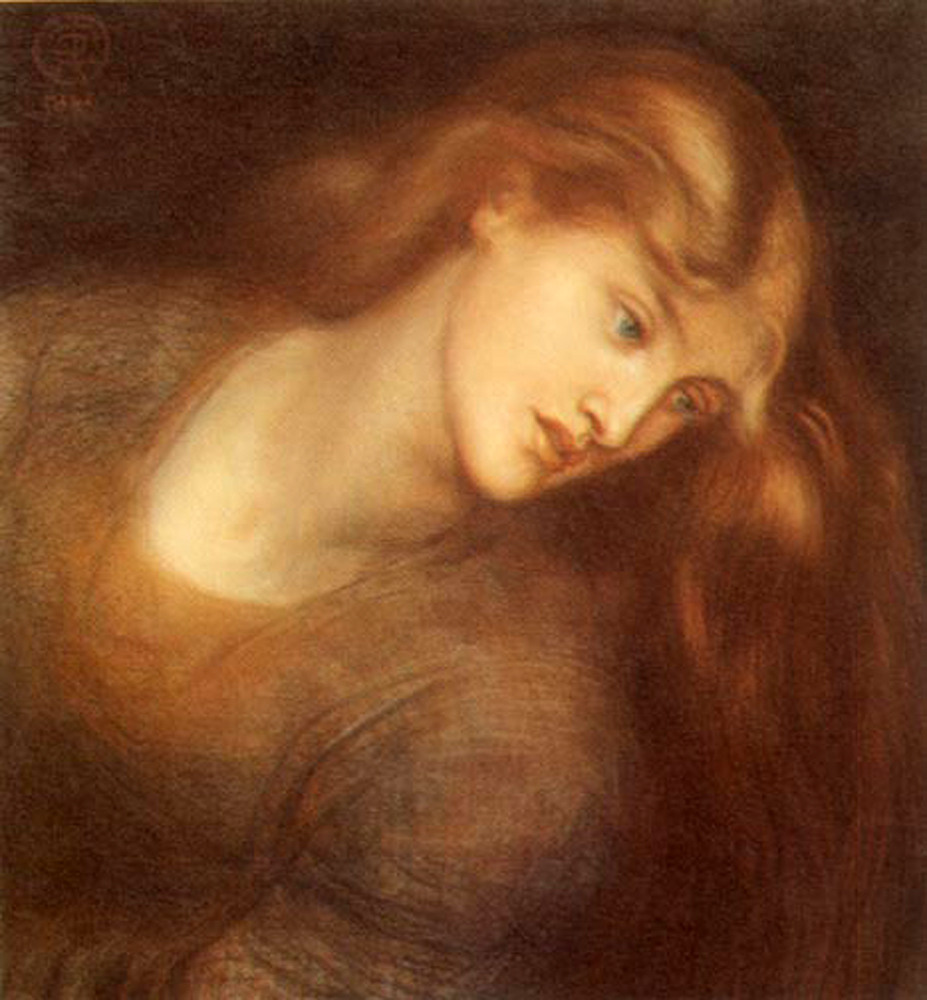
Dante Gabriel Rossetti. Aspecta Medusa (1867).
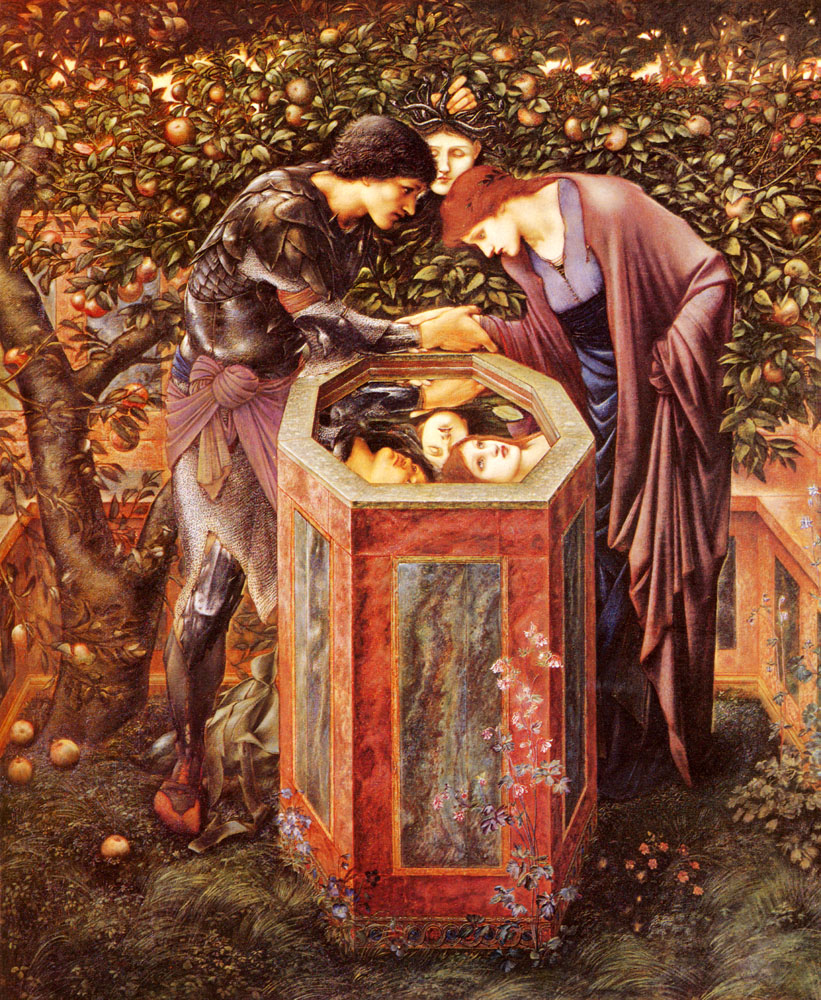
Edward Burne-Jones, La tête funeste (1886-1887).
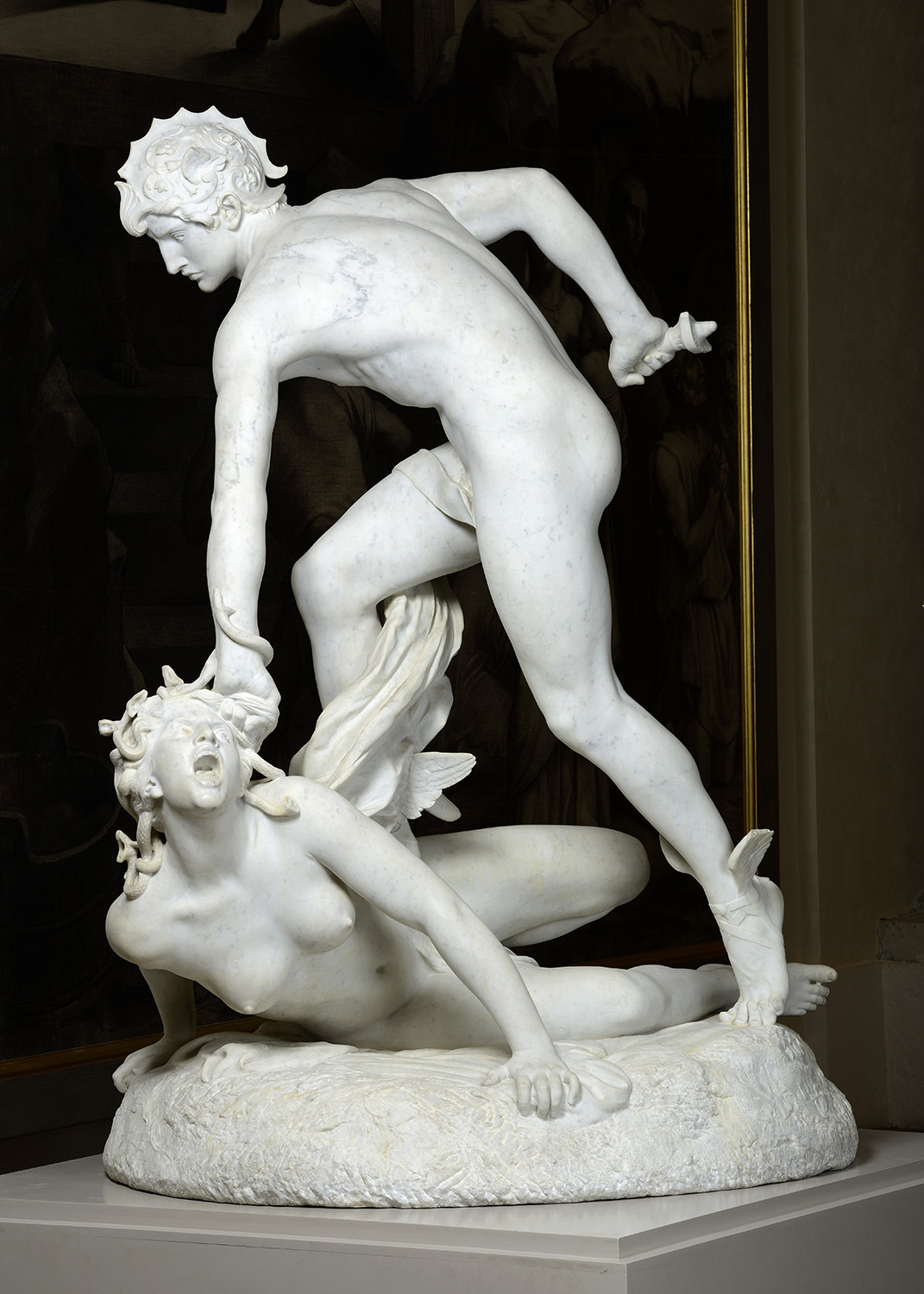
Laurent Marqueste, Persée et la Gorgone (1890). Musée des beaux-arts de Lyon.
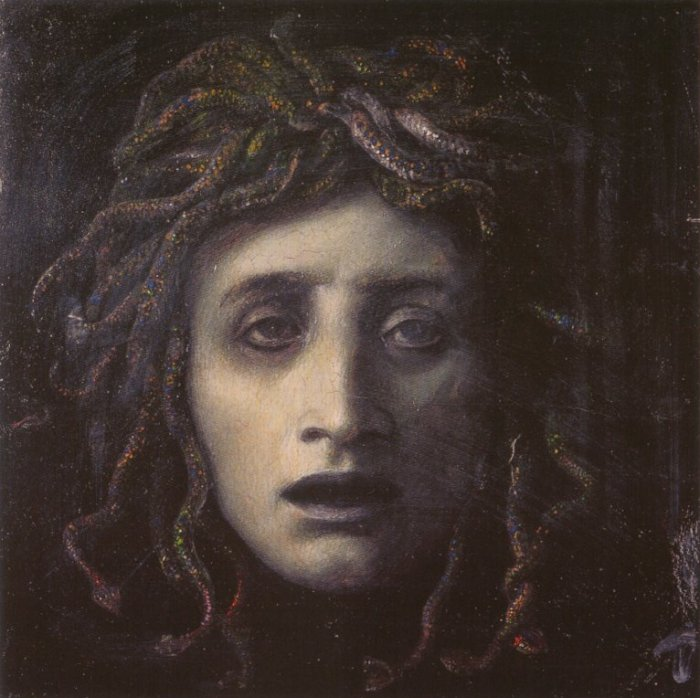
Arnold Böcklin, Méduse (vers 1890).

## Interprétations modernes

### Une origine cosmologique, météorologique ou animale?

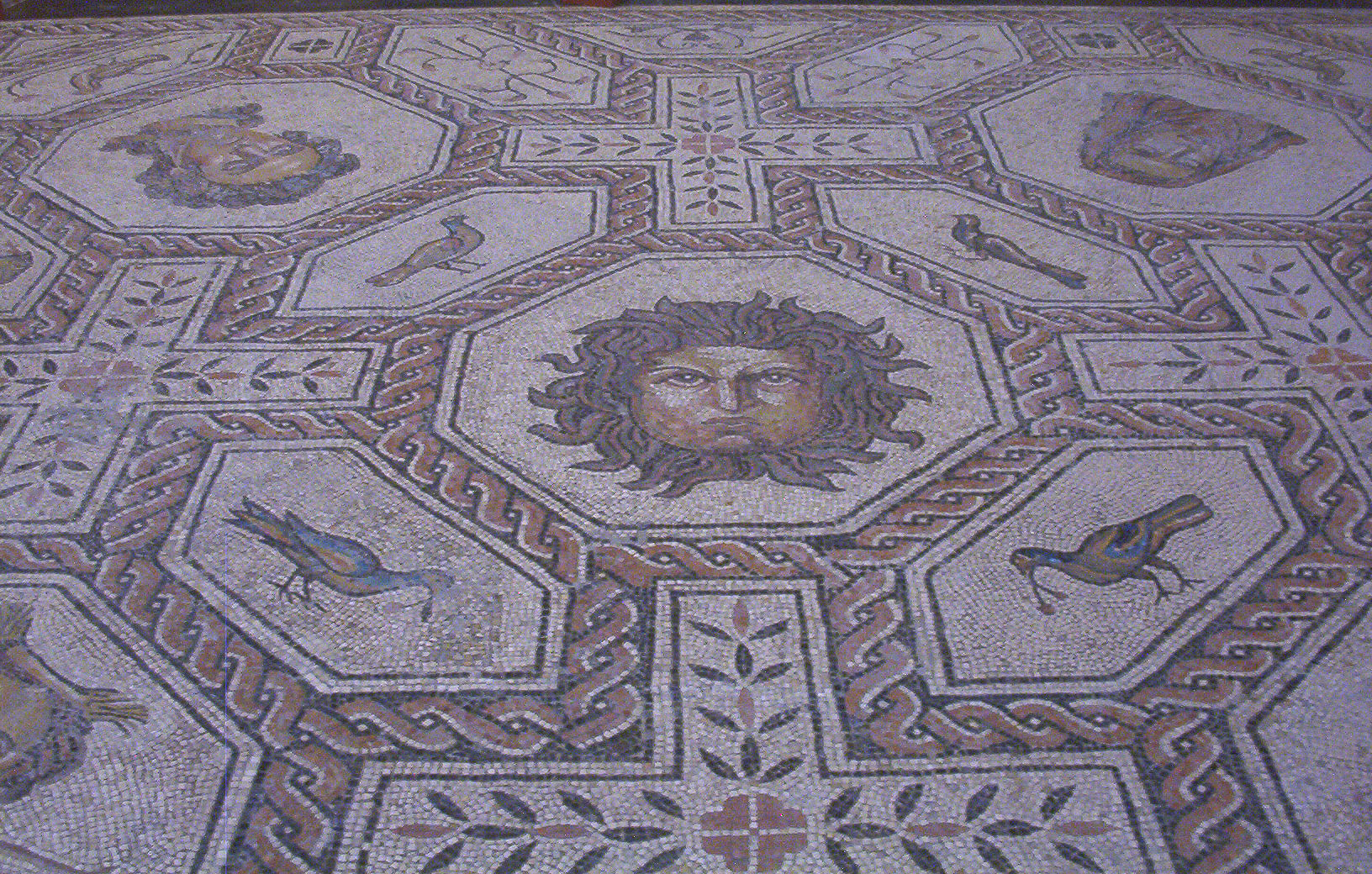
Méduse et les saisons. Mosaïque du IIe siècle trouvée à Palencia.

La Gorgone appartient à une classe de créatures mythologiques qui sont bien connues du grand public grâce à leur apparence étrange, tels le cyclope, le centaure et le minotaure. Avec Dionysos et Artémis, elle est une des trois divinités grecques représentées par un masque.
Le corps de Méduse apparait pour la première fois sur les métopes du sanctuaire d'Apollon à Thermos, entre 640 et 620 avant notre ère. La question de l'origine de ce masque a suscité de nombreuses hypothèses.
Dans l'Iliade, Homère compare le bouclier de Zeus au nuage de la tempête. Comme le gorgonéion figure au centre du bouclier, il est logique de conclure que la tête de la Gorgone doit représenter une nuée d'orage. Reprenant la comparaison homérique, le poème Suite d'Homère de Quintus de Smyrne compare le choc de l'égide au bruit du tonnerre. Au XIXe siècle, plusieurs philologues en ont déduit que la tête de la Gorgone représentait le tonnerre et les éclairs, en s'appuyant aussi sur la puissance de son regard et l’harmonie imitative du nom gor-go. Le dictionnaire de mythologie de Roscher soutient cette hypothèse, alors défendue par Adolf Furtwängler et Karl Dilthey. Thalia Feldman écarte cette explication en montrant que le mot sanskrit garj n'était pas associé à la notion de tonnerre, mais plutôt à la production d'un son guttural et à une tête sans corps inspirant la terreur, dont est dérivé notamment le mot gargouille.
Dans la ligne du récit donné plus haut par Alexandre de Myndos, plusieurs analystes ont voulu voir dans la Gorgone un animal sauvage inspirant la peur : un lion ou un gorille. D'autres voient l'origine de la Gorgone dans un céphalopode : un calmar, une seiche ou, surtout, une pieuvre, car Méduse est un animal sans partie inférieure, avec des yeux globuleux et des serpents sur la tête qui ressemblent à des tentacules, etc.
D'autres hypothèses voient dans ce masque une origine astrale. Selon Clément d'Alexandrie, la Lune était désignée dans les rites orphiques sous le nom de Gorgonéion. S'appuyant sur cette affirmation, au XIXe siècle, le philologue allemand Rudolf Gaedechens a fait l'hypothèse que le gorgonéion représentait la Lune, mais sans apporter d'autre pièce à l'appui. Étant un culte réservé à des initiés, l'orphisme n'a guère laissé de témoignages écrits. La plupart des interprétations modernes rejettent toute affinité entre la Gorgone et la Lune. Cette hypothèse a toutefois été reprise récemment par la linguiste Isabelle Leroy-Turcan, pour qui le mythe a une origine cosmologique : Persée, victorieux de la Gorgone Méduse, représente le génie solaire vainqueur du règne de l'hiver. Les Grées comme les Gorgones sont liées au monde noir d'Ouranos, les premières étant du pays de la nuit et les Gorgones résidant à l'extrême occident, là où chaque jour disparaît le Soleil. Le pouvoir pétrifiant du regard de Méduse est celui du gel : « les gorgones appartenaient au monde des morts que les pythagoriciens situaient précisément dans la Lune, œil unique de la nuit. »
Le gorgonéion est plus fréquemment associé avec le Soleil, ainsi qu'on peut le voir sur des pièces de monnaie, des lampes ou des images du zodiaque. Pour l'historien de l'art Jean Clair, « Méduse est le Soleil changé en nuit : elle est plutôt l'autre face du jour : la nuit d'où nous venons, et où nous retournons, à chaque révolution du Soleil, quand le sommeil nous fait affronter les songes, mais aussi quand nous aurons à affronter les portes de la mort. ».
Les hypothèses de type anthropologique sont toutefois préférées par les chercheurs modernes.

### La Gorgone et le monde souterrain
S'interrogeant sur la place importante que donne le mythe à la petite île rocheuse de Sériphos, une des moins importantes des Cyclades, le spécialiste de l'Antiquité classique J. H. Croon remarque que celle-ci comportait des sources thermales, ce qui est également le cas de nombre d'autres cités antiques dont les pièces de monnaie portaient la figure de la Gorgone, indiquant l'existence d'un culte local. Ce culte s'explique par le fait que les sources étaient nécessairement perçues comme des orifices du monde souterrain et, par conséquent, fréquemment associées à des rites religieux en l'honneur des divinités souterraines du monde des morts. Au cours de ces cérémonies, le célébrant portait le masque de la Gorgone, selon une masse d'indices convergents que propose Croon à la suite de Jane Ellen Harrison : « quand un masque est utilisé dans un rituel chthonien, son porteur représente l'apparition d'un démon souterrain. Quand le masque est apotropaïque, cela veut dire que la divinité chthonienne effraie, terrorise, fige de peur ou pétrifie les autres fantômes ou personnes présentes ». L'histoire de Persée serait donc un mythe expliquant le rituel du masque en usage sur cette île, à proximité des sources thermales. Comme le note Wilk, la théorie de Croon est la seule capable d'expliquer la présence dans le mythe de Persée de cette île insignifiante qu'est Sériphos. Cette théorie a été reprise et développée par Jean-Pierre Vernant, dans La mort dans les yeux.
Par ailleurs, on a trouvé dans une tombe étrusque une fresque montrant un captif tenu par un personnage masqué sous lequel est écrit le mot φersu, mot étrusque dont la racine est liée à celle de Persée. Celui-ci serait donc initialement un personnage relié au monde souterrain, tout comme Perséphone, dont le nom correspond à l'étrusque φersipnai : Persée est donc le porteur du masque du démon souterrain, celui-là même qui avait fait fuir Ulysse dans l'Odyssée (voir plus haut). Méduse est effectivement désignée comme la gardienne des Enfers chez Hésiode.
Le gorgonéion est aussi le motif mythologique le plus fréquent sur les sarcophages étrusques du Ve siècle, dont on a trouvé des dizaines d'exemplaires (voir galerie A). Cette appartenance de la Gorgone au monde des morts « explique la présence de têtes de gorgones sur des monuments funéraires (sarcophages, autels) même si cette représentation avait aussi une valeur apotropaïque visant à éloigner les mauvais desseins des détrousseurs de morts. » Le lien de Méduse avec le monde des morts semble confirmé par le fait que « les deux représentations les plus connues de Méduse tuée par Persée se trouvent sur deux temples consacrés à Artémis, celui de Sélinonte et celui de Corfou. » Or Artémis est associée à la Lune et à la mort. Dans le sanctuaire d'Artémis Orthia, à Sparte, on a trouvé de nombreux masques de la Gorgone, aux côtés de ceux d'Artémis.
Il est à noter que « Méduse ne fait l'objet d'aucun culte, ni pour l'honorer, ni pour la conjurer. Mais il existe, dans la religion grecques, des Puissances redoutables, apparentées à Gorgô en ce sens qu'elles se présentent sous la forme de simples têtes. Ces déesses-têtes, les Praxidikai, ont, dans le rituel, la charge d'exécuter les vengeances et de garantir le serment. » Elles aussi sont reliées au monde souterrain et sont représentées par un masque rituel que portait le prêtre au cours de la cérémonie visant à garantir les serments.

Le masque a donc pour fonction de traduire « l'extrême altérité, l'horreur terrifiante de ce qui est absolument autre, l'indicible, l'impensable, le pur chaos » : « Regarder Gorgô dans les yeux c'est se trouver nez à nez avec l'au-delà dans sa dimension de terreur. » Le rituel et le récit mythique ont pour but de permettre à la société de maîtriser l'angoisse : 

« Depuis la nuit des temps, l’homme a cherché à donner forme à ses peurs pour mieux les maîtriser. Peur des réalités effrayantes qui l’entouraient, des forces de la nature qu’il ne comprenait pas, mais aussi peur des forces obscures de son monde interne, angoisse devant la sexualité, la destructivité, la mort, l’altérité. Pour mieux les contrôler, l’homme en a fait des divinités ; il a organisé des rites et des sacrifices pour s’en attirer les faveurs, il a inventé des mythes pour donner sens et contenu à ces rites. »

### Mythologie comparée

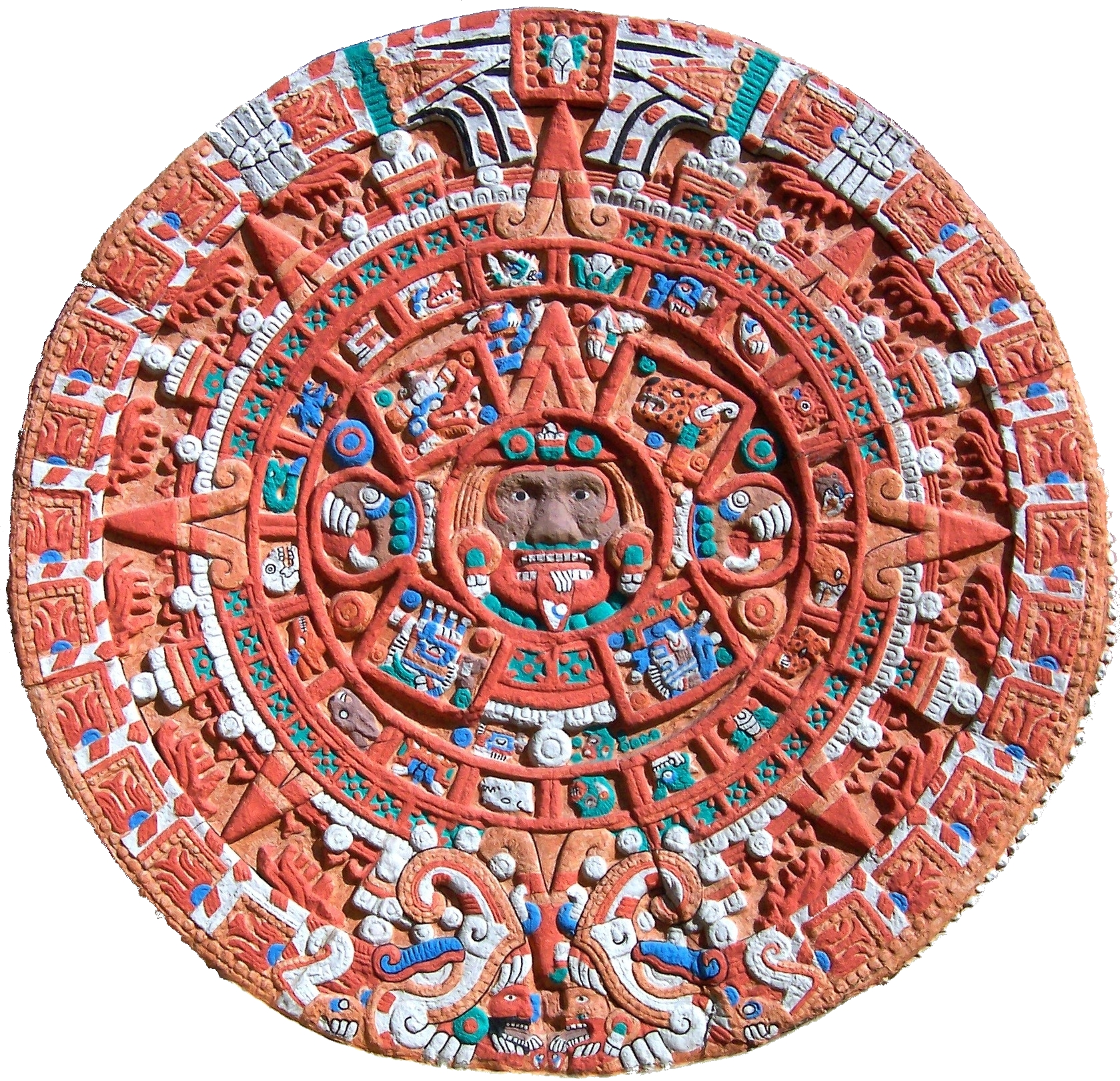
Réplique de la Pierre du Soleil du calendrier Aztèque.

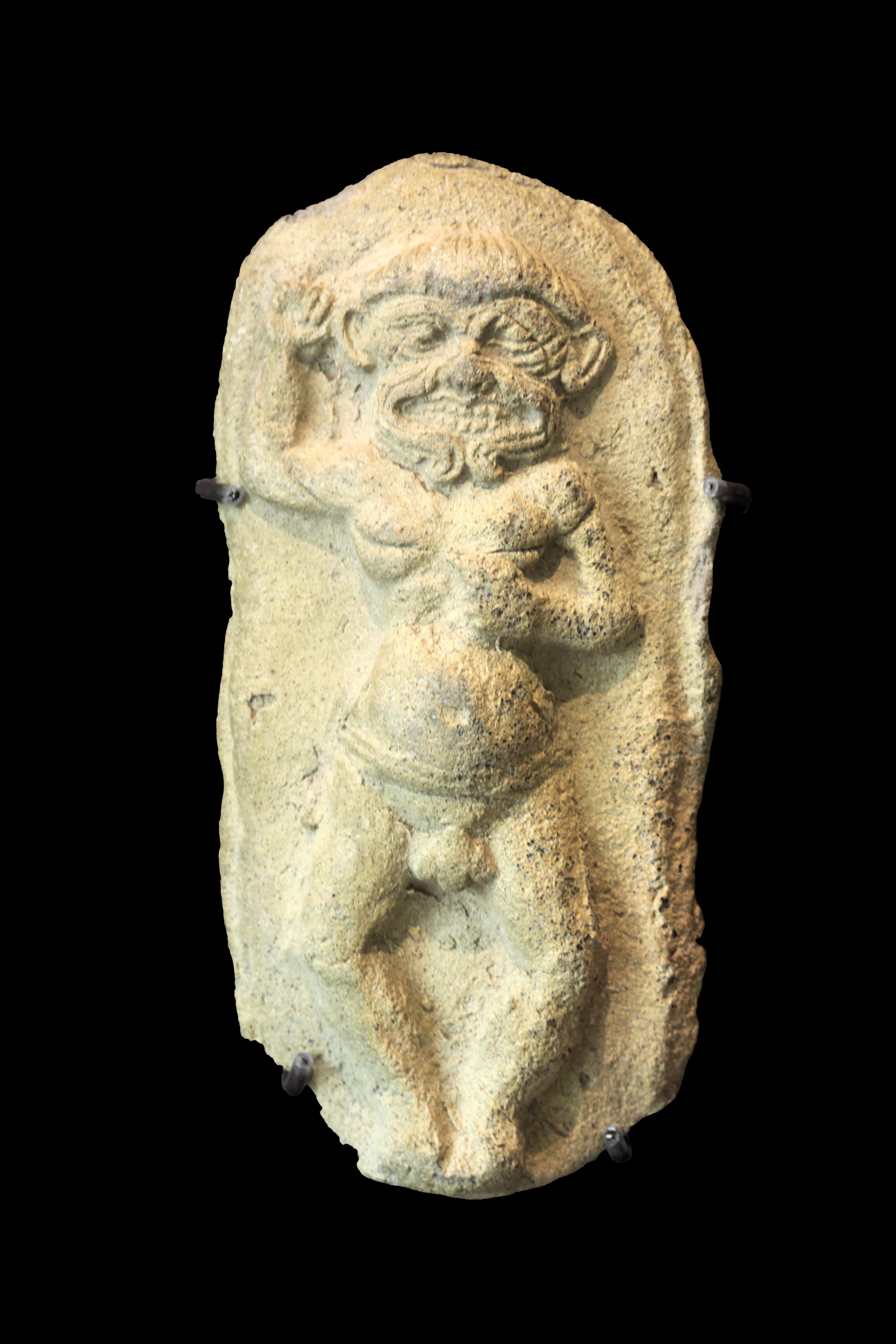
Humbaba, dieu mésopotamien, est le démon gardien de la forêt où vivent les dieux.

Loin d'être le seul trio de divinités féminines dans la mythologie grecque, les Gorgones présentent des points communs avec plusieurs autres groupes, mais pour lesquels les représentations sont assez rares :
- les Grées : Dino (Δεινώ / Deinố : la terrible, l'effrayante), Ényo (Ἐνυώ / Enuố : la guerrière, la belliqueuse) et Pemphrédo (Πεμφρηδώ / Pemphrêdố : la méchante) ;
- les Moires : Clotho (« la Fileuse »), Lachésis (« la Répartitrice ») et Atropos (« l'Implacable ») ;
- les Érinyes, qui sont de véritables furies.

En Égypte, les représentations du dieu Bès présentent aussi des points communs avec celle de la Gorgone : toujours présenté de face, avec de grands yeux, un large nez et la langue qui dépasse, il est assez fréquemment dépourvu de corps. Figure très populaire, il s'est maintenu depuis le milieu du deuxième millénaire av. J.-C jusqu'à l'époque romaine et semble avoir eu une fonction apotropaïque, tenir à distance les mauvais sorts et écarter les démons. Robert Graves voit des éléments communs avec la déesse égyptienne Neith, déesse de l'amour et de la guerre, ainsi qu'avec Lamia, déesse libyenne qui avait des yeux amovibles et dont la cruauté avait changé le visage en un masque de cauchemar.
Selon d'autres interprétations, le masque de Méduse dériverait du démon Humbaba, qui a été décapité par le héros de l'épopée de Gilgamesh. On a découvert nombre de têtes de Humbaba, représentations de ce dieu sans corps, datant de 2750 av. J.-C. Toujours représenté de face, comme la Gorgone et Bès, il présente des lignes sur son visage et des yeux protubérants. Il avait des pouvoirs assez similaires à ceux de Méduse.
Nombre de comparaisons sont possibles avec le panthéon indien. Il y a d'abord le Kirtimukha (litt. « visage glorieux »), qui consiste en un visage plus ou moins stylisé de monstre féroce ayant d'énormes crocs, la bouche ouverte une langue généreuse et des yeux très protubérants. Il y a aussi la déesse Kali au visage terrifiant et grimaçant, avec des dents en forme de défenses, des cheveux entremêlés, une langue pendante et des yeux protubérants ; parfois, elle boit le sang qui coule des têtes coupées qu'elle brandit. Toutefois, Kali n'est pas une divinité ancienne et n'aurait atteint un statut de déesse majeure que vers le IVe siècle.
On trouve également des figures similaires en Indonésie, en Chine et au Japon, ayant en commun d'être terrifiantes et de servir en même temps de protection. Mais la ressemblance la plus étrange serait, selon Wilk, avec la figure centrale de la Pierre du Soleil représentant le dieu solaire : tout comme pour la Gorgone archaïque, le visage est arrondi, le front marqué de lignes, les yeux protubérants et la bouche grande ouverte dans une grimace avec la langue pendante. Il ne lui manque que les défenses de sanglier. On peut également faire des rapprochements avec la déesse aztèque de la mort Mictecacihuatl ainsi que chez les Mayas.
Pour Jean-Pierre Vernant, toutefois, ces rapprochements avec les représentations de Bès, Humbaba et autres ne sont pas convaincants car la figure de la Gorgone est « une création neuve, très différente des antécédents qu'on invoque [dont] l'originalité ne saurait être saisie en dehors des relations qui la lient à des pratiques rituelles ». Il rejette aussi l'assimilation avec les Harpies et les Érinyes, qui présentent des caractéristiques différentes.

### Hypothèse astrologique

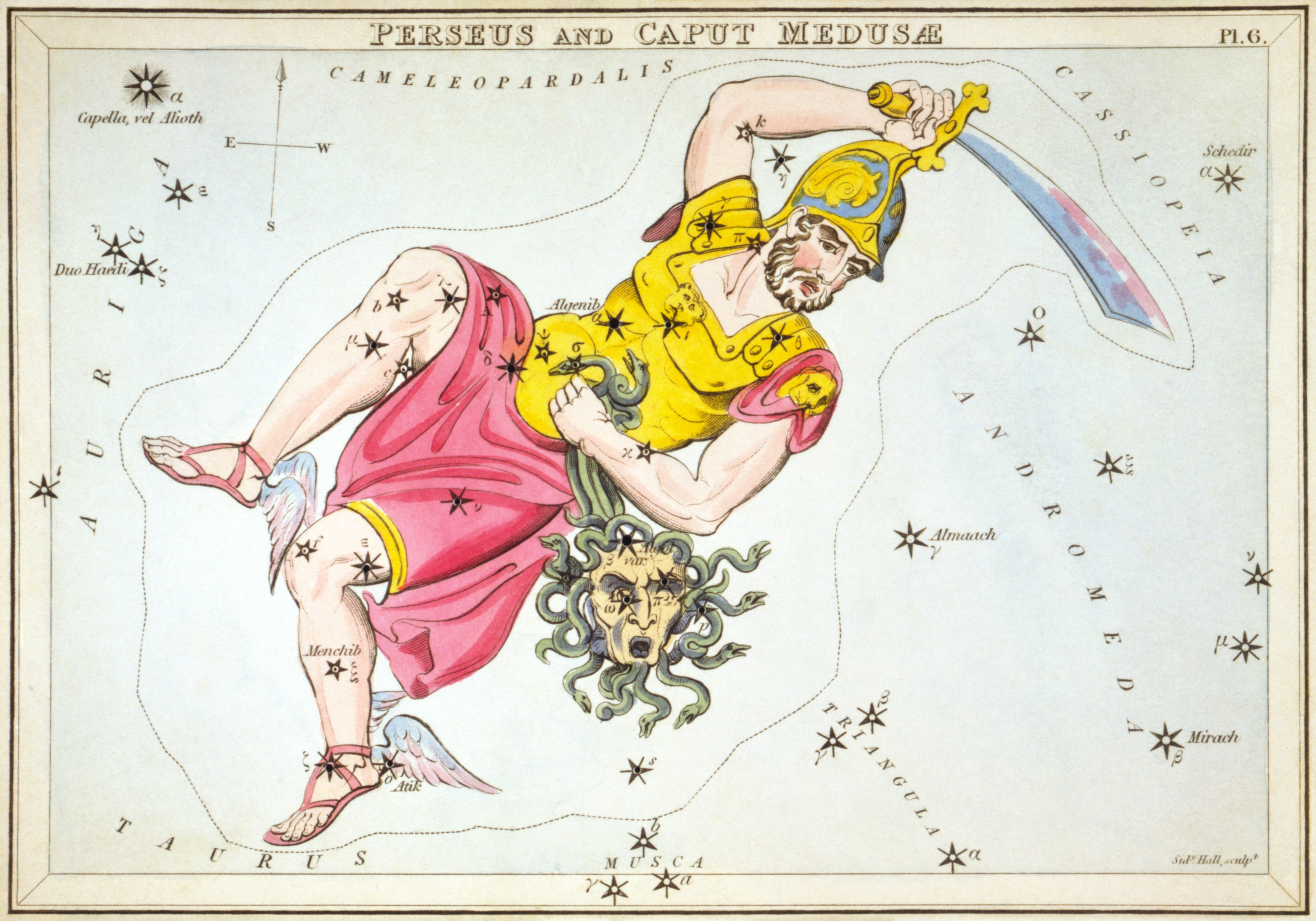
Constellation de Persée. D'après une gravure d'abord publiée par Johannes Bayer dans Uranometria (1603). Algol correspond à la tête de la Gorgone.

Selon l'ingénieur en optique Stephen R. Wilk, le mythe vise à illustrer les systèmes stellaires très particuliers que sont les constellations de Persée et celles qui lui sont associées. Dès une époque ancienne, les cartes du ciel regroupaient les étoiles les plus brillantes de la constellation de Persée dans une figure censée représenter le héros éponyme en pleine action, brandissant la serpe dans la main droite et tenant dans la gauche la tête de Méduse (voir illustration ci-contre). Une telle représentation, qui se trouve dans la grande Uranometria de Johannes Bayer (1603), apparaissait déjà chez l'astronome persan du Xe siècle Ramah al-Sufi. Dans cette constellation, l'étoile Algol (Beta Persei) a une réputation maléfique, comme l'indique son nom dérivé de l'arabe al-ghoul (« tête du démon ») ; les astronomes chinois l'appelaient Tsi-Chi (« pile de cadavres »). Algol présente en effet la particularité d'être jumelée avec une étoile voisine de sorte que leurs rotations respectives la font disparaître tous les trois jours. Une tablette babylonienne semblait déjà faire état du comportement particulier des étoiles binaires. Les témoignages antiques sont cependant rares et Wilk conjecture que cela est dû à la suppression de tout commentaire direct sur ces phénomènes afin d'éviter d'attirer sur soi le mauvais œil.
Selon Wilk, l'étoile Algol ne correspond pas à l'œil de la Gorgone mais à l'ensemble de la tête, car tous les trois jours, l'étoile la plus brillante de ce système stellaire triple disparaît (telle Méduse, qui est mortelle) tandis que les deux autres (ses sœurs immortelles Stheno et Euryale) se maintiennent égales à elles-mêmes. Selon cette théorie, la présence des trois Grées correspondrait au résidu d'une version parallèle du mythe, dans lequel Algol, qui se trouve au bout du bras gauche de Persée, est l'œil que les Grées se passent de l'une à l'autre. Tous les trois jours, quand il passe par Persée, celui-ci le vole et la lumière disparaît. Autre coïncidence, la pluies de météores des Perséides a pour point d'origine l'extrémité du bras droit de Persée. Or, selon une version du mythe, ce bras aurait lancé l'œil des Grées dans le lac Triton. Enfin, cette « pluie d'or » n'est pas sans évoquer la façon dont Zeus a fécondé Danaé, mère de Persée.
Il existe aussi une correspondance astronomique entre la constellation de Persée et celle de la Baleine. Or, celle-ci correspond au mythe de Céto, la mère des Grées et des Gorgones, que combattra Persée pour délivrer Andromède, elle-même fille de Céphée et de Cassiopée. Le fait que les Grecs aient associé dans un même mythe Persée, Céto (dans ses différents sens), Céphée, Cassiopée et Pégase suggère qu'ils savaient que les constellations éponymes contenaient toutes des étoiles variables. Six des treize étoiles variables observables à l'œil nu depuis la Grèce sont donc impliquées dans ce mythe et, à l'exception de Pégase, correspondent à des antagonistes de Persée : cela concorde avec la théorie selon laquelle « les étoiles variables sont en quelque sorte maléfiques et peut-être associées avec le mauvais œil. »
Le mythe de la délivrance d'Andromède par Persée, originaire d'Argos, offre des parallèles avec d'autres mythes, tel celui de Bellérophon à Corinthe, et, à Tirynthe, le mythe d'Héraclès délivrant Hésione. Selon Wilk, les ressemblances entre les trois mythes sont dues au fait que tous ces personnages peuvent se retrouver dans la constellation de Persée.
Quant à Chrysaor et Pégase, nés du cou de Gorgô, il est également possible de les visualiser comme provenant de sa tête. Ils auraient été une des premières interprétations de la constellation avant d'être intégrés à la quête de Persée dès la Théogonie d'Hésiode. Le cheval Pégase faisait lui aussi déjà partie d'une constellation identifiée par les Babyloniens. Le récit mythique de sa naissance permet de l'introduire dans le récit et de le lier à Persée.
Wilk estime que ce sont les caractéristiques de ces constellations qui ont dicté la forme du mythe et son évolution. Ce n'est toutefois pas l'unique fondement du mythe, car celui-ci résulte de la concaténation de plusieurs éléments disparates.

### Hypothèse d'une société matriarcale archaïque

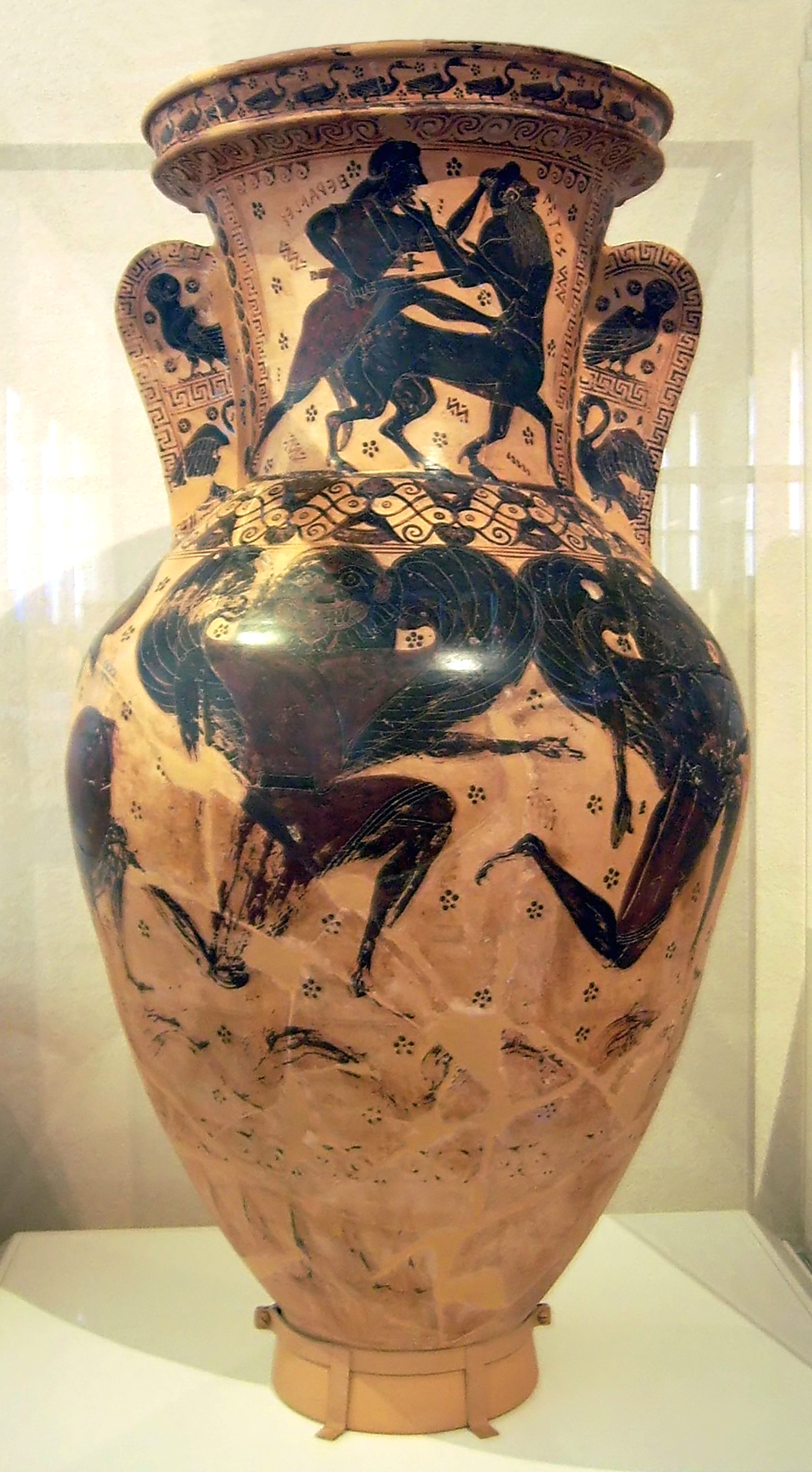
Amphore du Peintre de Nessos représentant sur le col un combat entre Héraclès et Nessos et, dessous, des Gorgones poursuivant Persée. Musée national archéologique d'Athènes.

#### Une instance de la Triple déesse
L'appartenance de Méduse aux divinités pré-olympiennes semble indiquer que ce mythe a un substrat très ancien. Dans le mythe de Méduse, tout comme dans ceux de la Chimère et de l'Hydre de Lerne, les divinités féminines sont associées à la Terre (Gaia), par opposition aux divinités olympiennes qui résident dans le ciel. Toutes trois ont en commun d'être des monstres et d'emprunter certains de leurs traits aux serpents, dont le lien avec la terre, le féminin et le mystérieux est très ancien. Toutefois, dans le cas de Méduse, le pouvoir maléfique est converti en objet de protection une fois le monstre décapité.
Dès 1911, A. L. Frothingham avait noté les parallèles entre Méduse et la Grande Mère. Selon Joseph Campbell, les lieux de culte à la déesse mère et aux divinités féminines auraient été remplacés par un nouveau panthéon lors de l'arrivée en Grèce des envahisseurs. Les divers états du mythe refléteraient ainsi le passage d'une société matriarcale à une société patriarcale.
Reprenant l'explication de Pausanias selon laquelle Persée aurait décapité une reine de Libye et enterré la tête sous le marché d'Argos, Robert Graves y voit une preuve de l'enregistrement par le mythe de la suppression violente d'un régime matriarcal préexistant et de la prise de possession des temples par les hommes. Il suppose que dans la société matriarcale archaïque le masque de Gorgô avait pour fonction d'éloigner les hommes des cérémonies initiatiques célébrant la triple déesse Lune et de protéger de la concupiscence des hommes les jeunes filles vierges qui le portaient. Selon Wilk, « en dépit du manque de preuves, l'idée est maintenant largement acceptée que, dans le monde ancien, le masque de la Gorgone servait à garder les secrets féminins. ».

Graves note aussi que les mythes de Persée et de Bellérophon sont étroitement associés : « tous deux enregistrent l'usurpation des pouvoirs de la déesse Lune par les envahisseurs hellènes et sont unifiés dans une peinture archaïque d'une jument à tête de gorgone » (voir plus haut). Comme le note Eleanor Wilner 

« Il devrait être évident que le mythe raconte l'histoire d'une migration et d'une invasion, entrainant le remplacement d'une religion par une autre : celle des anciennes divinités élémentaires — de la nature et de l'engendrement, de la soumission aux forces chtoniennes de la terre et au cycle des saisons — par les nouveaux dieux immortels de l'Olympe, les dieux du ciel, de l'intellect et de la volonté, garants de la nouvelle et tragique autonomie des héros humains. »

#### Un croquemitaine
Se basant sur une analyse du texte homérique et des données archéologiques, Thalia Feldman, spécialiste en histoire de l'art, fait l'hypothèse que la quête de Persée et la décapitation de Méduse seraient d'origine posthomérique. En revanche, le thème d'une tête sans corps, le gorgonéion, serait très ancien, comme le montre notamment une terre cuite d'époque archaïque trouvée sous le Parthénon (voir en haut de la page). Ce motif aurait sa source dans la nécessité pour l'être humain d'exorciser ses peurs, notamment en les représentant sous la forme d'un masque grimaçant, d'une figure de terreur. Le gorgonéion serait donc à l'origine un croque-mitaine. Le fait que le gorgonéion soit une tête de femme pourrait indiquer qu'il est le résidu d'un état de société matriarcal, les figures terrorisantes étant naturellement associées au genre qui détient l'autorité. Le mythe de Méduse s'est donc construit sur le thème d'un visage hirsute et animal, doué d'un regard qui avait le pouvoir de transformer l'homme en pierre, de le castrer. À la suite de changements de société et de structure familiale, entre le VIIIe siècle et le VIe siècle, le mythe a évolué, donnant à ce masque un corps de femme et suscitant un héros capable de la décapiter. Une image complète de Méduse apparaît pour la première fois sur le fronton du temple d'Artémis à Corcyre, érigé en -580 (galerie ci-dessus). Elle y est représentée avec tous ses attributs : serpents entrelacés sur la poitrine en guise de ceinture, bouche grimaçante, langue pendante, yeux protubérants, ailes dans le dos (voir galerie A).

#### Athéna, antithèse et synthèse de Méduse
Pour Tobin Siebers, Athéna et Méduse sont intimement liées, comme deux pôles opposés, et partagent une histoire de rivalité et de phénomènes inversés. La naissance d'Athéna, qui naît casquée du crâne de son père Zeus, offre en effet une image inversée de la mort de Méduse, qui donne naissance à Pégase et à Chrysaor jaillissant de sa tête. Jalouse de la beauté de Méduse, Athéna arme et guide Persée pour aller tuer sa rivale. Victorieuse, elle marque par l'apposition du masque de Méduse sur son égide la présence subliminale de l'autre, comme si l'une n'était que le double de l'autre. Toutefois, à l'encontre de Méduse, Athéna ne menace pas les hommes : étant née de Zeus, elle correspond, selon Patricia Klindienst, au fantasme masculin de ce que devrait être une femme.
Selon Olivetti, le mythe de la naissance d'Athéna née toute formée du crâne de Zeus correspond à l'établissement de l'idée de paternité, avec pour effet de diminuer le mystère et le pouvoir du féminin. Ce mythe relate donc le changement fondamental de civilisation qu'est le passage du charnel au symbolique. Idée que partage le psychiatre Jean-Louis Le Run, « le danger de la féminité primitive est désormais régulé dans l’ordre paternel que représente Athéna. » Selon Olivetti, l'apposition du masque de Méduse sur l'égide d'Athéna, la déesse vierge, signifie que celle-ci avait besoin de la libido de Méduse, du numen de la grande déesse, pour réaliser son projet patriarcal : la culture ne pouvait pas progresser sans que la libido ne soit domptée et transformée, une image ne pouvant devenir symbole si elle n'est pas infusée de libido.

### Lectures féministes et études sur le genre

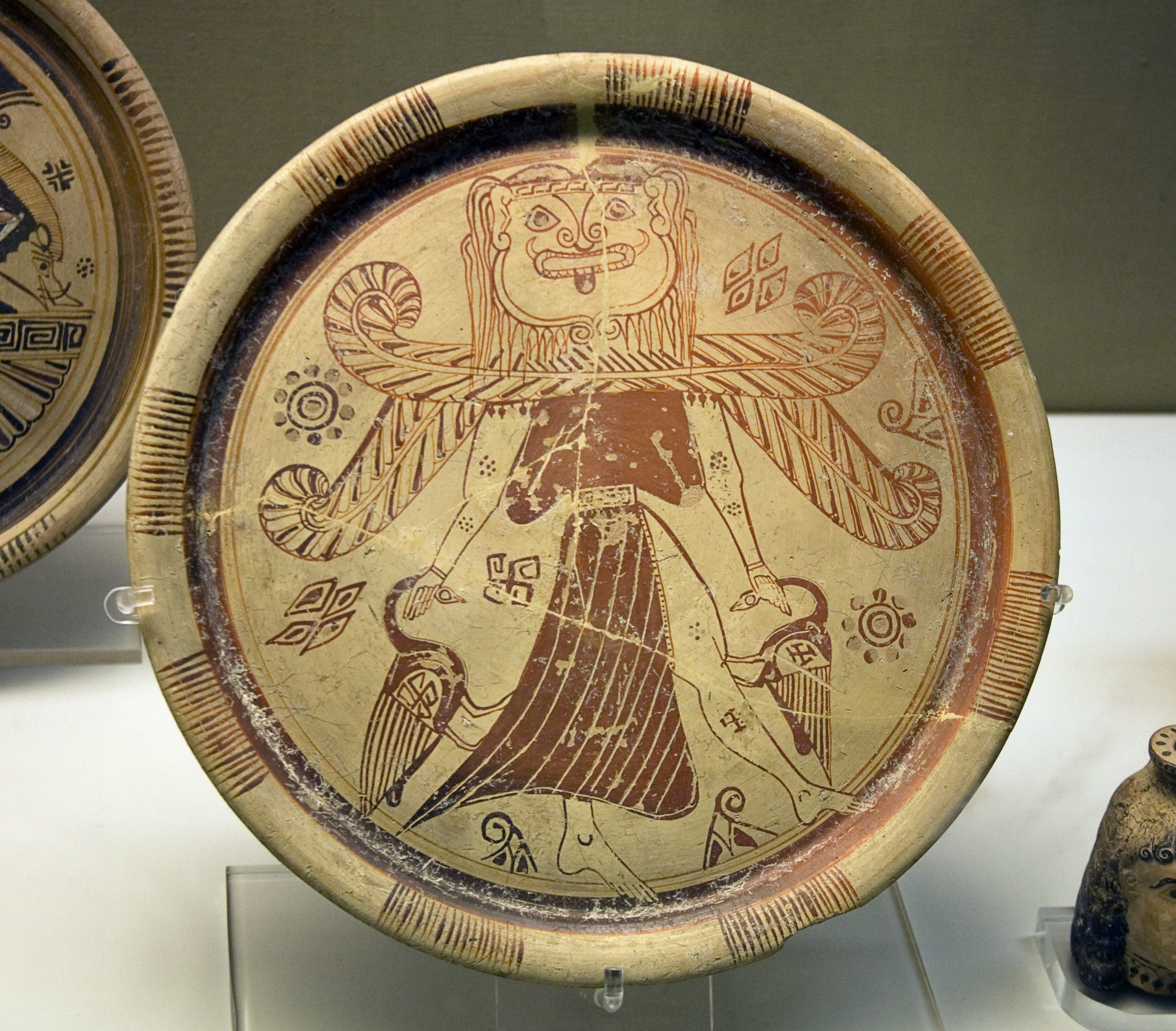
Déesse ailée à tête de Gorgone, portant une jupe et tenant un oiseau dans chaque main, en Maîtresse des animaux (Potnia Theron). Probablement réalisé à Rhodes. Vers 600 av. J.-C.
Seule la Gorgone possède une apparence sauvage et terrifiante susceptible de fonctionner comme un symbole immédiatement reconnaissable de la rage des femmes et une protectrice de leurs secrets […] elle est à la fois le symbole de la rage et du pouvoir des femmes.

Toutes ces hypothèses ont alimenté une intense activité de réappropriation du mythe dans une perspective féministe. En 1971, dans un poème intitulé The Muse as Medusa, l'écrivaine belgo-américaine May Sarton dénonce le processus d'identification des lectrices au héros Persée, alors que celui-ci s'est approprié le pouvoir de Méduse, et elle invite les femmes à prendre leur revanche dans l'écriture. Cet appel sera repris en France quelques années plus tard.
Dans un essai aux allures de manifeste intitulé « Le rire de la Méduse » (1975), Hélène Cixous développe l'opposition entre la raison masculine et le corps féminin, représenté par Méduse et sauvagement réprimé. Prenant le mythe à contrepied (« Méduse n'est pas mortelle : elle est belle et elle rit »), Cixous ironise sur les théories freudiennes et refuse la métaphore de la femme vue comme « un continent noir » qu'il faudrait cartographier et coloniser, plaidant en faveur du désir et de la libération des femmes à l'égard du discours masculin. Récusant le mythe de la femme fatale incarnée par Méduse, elle suggère que la libération des stéréotypes ne peut venir que de l'écriture des femmes, qui doivent se réapproprier leur corps et leur sexualité. Loin d'être confinée aux organes génitaux, la libido féminine ne connaît pas de frontières et est d'ordre cosmique, englobant les deux sexes, avec mille et un seuils de jouissance. Les anciennes structures de haine et de domination doivent céder le pas à des rapports d'égalité basés sur le don et l'amour.
La thèse de Cixous entraînera tout un courant de recherches féministes. Critiquant à son tour les théories freudiennes, Sarah Kofman dénonce le mythe comme un récit phallocentrique. Pour Susan Bowers (1990), le mythe de Méduse présente une image pervertie d'une déesse qui était honorée dans la culture matriarcale. S'appuyant sur les pages que Sartre a consacrées au thème du regard et à la façon dont celui-ci détermine le rapport à autrui, Bowers suggère que la culture patriarcale a fait de Méduse — et par extension de toutes les femmes — l'objet du regard masculin afin d'éviter que les hommes ne soient eux-mêmes réifiés par le regard de Méduse. L'interdit de regarder Méduse pourrait aussi être lié à l'interdit de contempler le divin. Quant au masque de Méduse, il serait une expression symbolique de la rage des femmes ou de la femme en situation de pouvoir.
Méduse est ainsi devenue « un important archétype de la créativité féminine […] une métaphore des pouvoirs précédemment cachés et dénigrés, des pouvoirs collectifs que nous commençons finalement à réclamer » selon Annis Pratt.
Les critiques font toutefois remarquer que la Méduse féministe n'est pas l'être monstrueux du mythe grec original. Chaque époque a ainsi récrit le mythe à sa manière, en en faisant un instrument de discussion de ses propres croyances et inquiétudes.

### Un conte d'initiation
Roger Caillois voit dans le récit de l'expédition de Persée allant tuer la Gorgone un parfait exemple de conte d'initiation : 

« L'adolescent, conseillé par ses instructeurs et armé des accessoires requis, se rend dans l'Autre Monde, c'est-à-dire dans la brousse, ou dans l'enceinte où le sorcier conduit la cérémonie. Il subit l'épreuve pour devenir adulte et conquérir le masque qui l'agrège à la société des hommes ou à une confrérie secrète. Désormais, c'est lui qui portera l'épouvantail et qui paralysera ses ennemis. »

Se basant sur l'iconographie la plus ancienne, en effet, il considère que la tête de la Gorgone « n'est rien d'autre qu'un masque » et que celui-ci sert autant à protéger de l'adversaire qu'à le stupéfier. Étroitement lié au cercle et à l'œil, le recours au masque est un phénomène universel.

### Regard, miroir et narcissisme

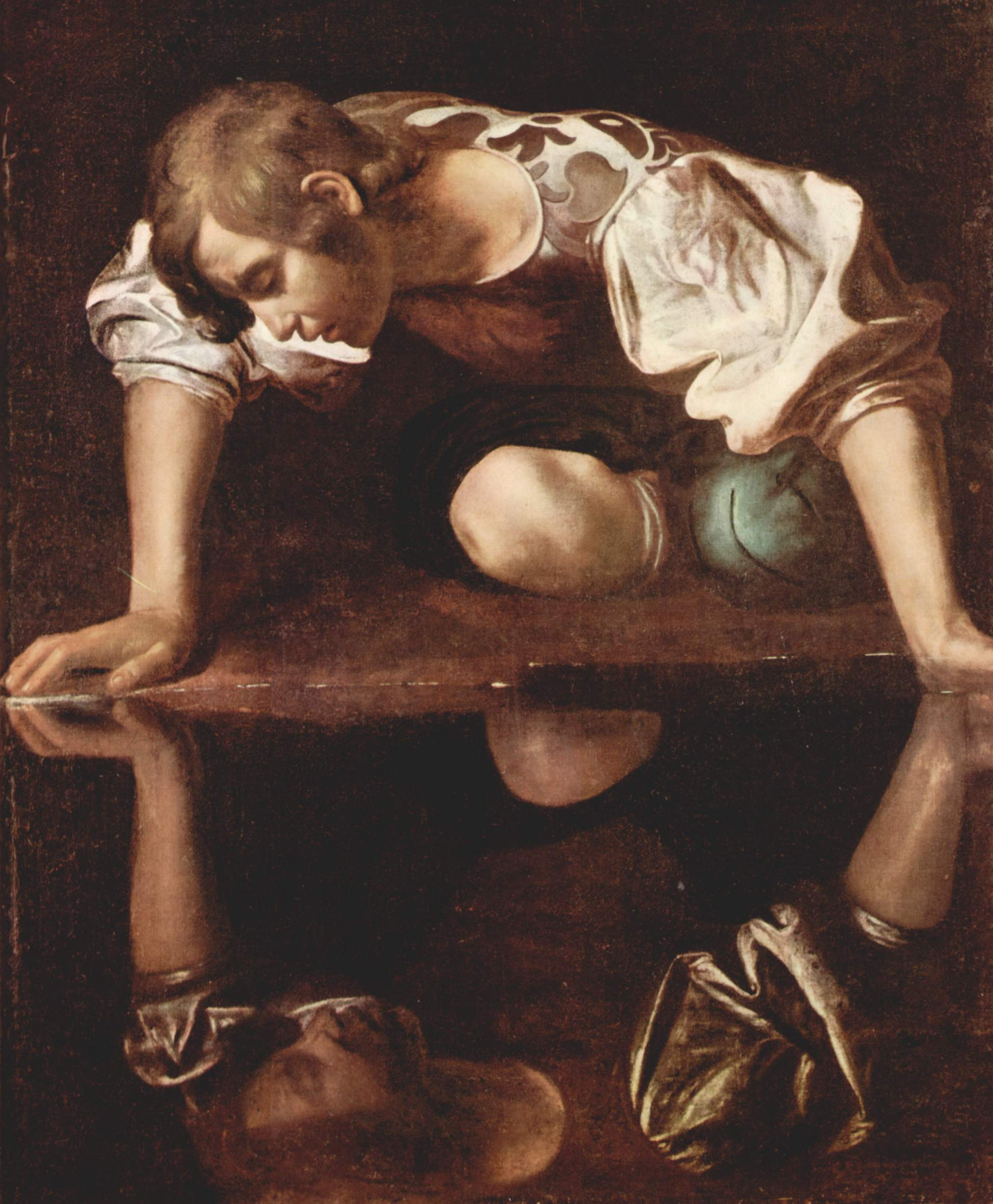
Narcisse, par Le Caravage (v. 1595)

Le mythe se prête à une étude anthropologique du regard, en raison de l'importance qu'il accorde à ce dernier ainsi qu'à l'utilisation du gorgonéion comme amulette préservant du mauvais œil. L'idée que le regard peut avoir un pouvoir maléfique se trouve dans la plupart des cultures, non seulement dans des récits légendaires, mais aussi dans des textes religieux comme la Bible et le Coran. Cette croyance repose sur une conception très ancienne du mécanisme de la vision.
La plupart des savants et philosophes grecs qui se sont intéressés au phénomène de la vision, ont accepté la théorie de l'émission, selon laquelle la vision opère au moyen d'un rayon qui part de l'œil et va éclairer l'objet. En ce sens, comme le fait remarquer Jean-Marc Luce, « Le regard mortifère de la Méduse n'est pas une propriété qui mettrait le monstre tout à fait à part des autres êtres, son pouvoir ne s'en distingue que d'une façon quantitative : le feu de son regard est actif jusqu'à faire mourir son objet. »
Cette croyance au pouvoir du regard est encore largement répandue. Dans les années 1980, une enquête auprès d'étudiants universitaires américains montrait que, sur un échantillon de 1 300 personnes, 84 % des femmes et 73 % des hommes sont convaincus qu'ils peuvent sentir lorsque quelqu'un les regarde.
Le mythe peut aussi être interrogé à la lumière de la théorie de Lacan sur la pulsion scopique : « Incarnation du désir forcené de voir et de sa sanction, elle (Méduse) est ce dont on ne peut détacher les yeux. » Le regard est présent sous diverses variations dans ce mythe, non seulement chez Méduse et Andromède, mais aussi sous la forme originelle de l'œil : yeux protubérants de Méduse, œil unique que se partagent les Grées, mauvais œil dont il faut se détourner absolument. Même la vulve a été comparée à un œil. Le regard étant lié au désir, il est source d'angoisse par excellence : en se fondant dans le regard de l'autre, « le sujet ne perçoit plus le monde des représentations, mais il est confronté à son manque-à-être ».
Le regard peut être réfléchi par le miroir. Celui-ci permet à Persée de contempler le reflet de la Gorgone sans être affecté par la puissance pétrifiante de son regard. La première mention littéraire de ce reflet apparaît chez Ovide : « Lui cependant ne regardait que la forme de l'horrible Méduse reflétée sur le bronze du bouclier que portait sa main gauche. » Le même thème revient chez Lucain et chez Apollodore.
Toutefois le thème du miroir était présent dès le début du IVe siècle av. J.-C. dans des peintures de vases trouvés dans le sud de l'Italie, tel un cratère représentant Persée et Athéna en train de regarder le reflet du gorgonéion sur un bouclier, sans doute pour satisfaire la curiosité du héros ou à la surface d'un puits. L'apparition de ce thème dans le mythe coïncide avec les efforts des peintres de cette époque pour créer une illusion de perspective, en même temps que les philosophes réfléchissent sur la notion d'imitation (mimèsis) et que commencent les expérimentations qui, depuis Euclide jusqu'à Ptolémée, mettront en place une science de l'optique. Cet artifice du miroir n'est pas simplement un complément rationaliste à l'histoire mais un développement du thème de la vision, car il ajoute au mythe la notion de simulacre (eikon), terme supplémentaire à l'alternative visible/non visible qui parcourt tout le récit des aventures de Persée.
Dans l'Antiquité, le miroir n'apparaît toutefois jamais comme une arme. Ce n'est qu'avec le dramaturge espagnol Calderón que le miroir est présenté comme possédant un pouvoir égal à celui du regard direct. Cet auteur pousse d'ailleurs l'ironie jusqu'à faire du reflet l'instrument par lequel Persée tue Méduse, en lui renvoyant son image en miroir : pressentant sa fin, Méduse déclare à Persée qu'elle préférerait mourir sous ses coups que de se voir dans un miroir («quiero morir de tu herida/que de mi vista»),.
Dans Détruire la peinture, Louis Marin analyse le tableau du Caravage comme une ekphrasis du mythe par la peinture et en identifie le sujet comme étant le regard, Méduse incarnant le sommet du narcissisme au moment où elle se voit reflétée dans le miroir de Persée, ce qui la fait sombrer dans la mort. Le Caravage a d'ailleurs aussi traité la figure de Narcisse (voir ci-contre).
Par la suite, les peintres insisteront sur cette association entre Méduse et Narcisse dans leurs tableaux. Comme le notent divers analystes « Ce qui nous fascine, ce qui ne quitte pas du regard tant que nous le regardons, c’est notre reflet dans le miroir. [...] la face de Gorgô, c’est l’Autre de nous-même, notre double, une image qui nous happerait parce que, au lieu de nous renvoyer l’apparence de notre propre figure, elle représenterait, dans sa grimace, l’horreur terrifiante d’une altérité radicale à laquelle nous allons nous identifier en devenant pierre. »

### Interprétations psychanalytiques

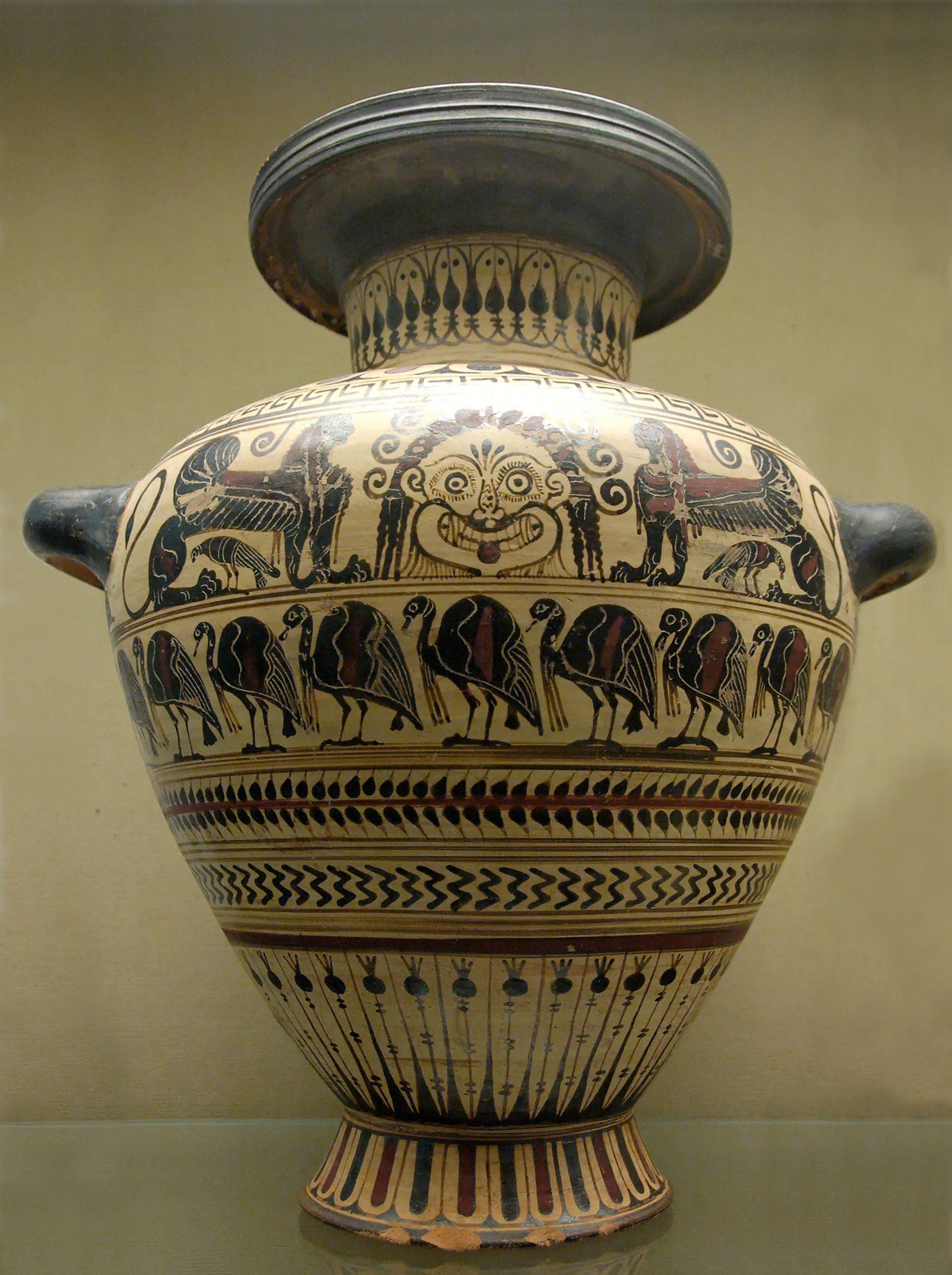
Hydrie laconienne à figures noires à décor de tête de Gorgone, de sphinx et de grues, vers 540-530 av. J.-C.

Dans un bref article intitulé La Tête de Méduse, où il s'interroge sur la sexualité féminine, Sigmund Freud propose une interprétation psychanalytique de ce mythe selon laquelle la décapitation de Méduse serait une représentation de la castration. La terreur qu'inspire le monstre serait donc la peur de la castration, résultant de la vue de quelque chose qu'on n'était pas censé voir ni regarder. Cette angoisse apparaîtrait chez le petit garçon qui, en apercevant les organes génitaux féminins, découvre que la menace de castration est bien réelle. Cette interprétation de Freud établit ainsi un « lien entre sexe et effroi [qui] est attesté aujourd’hui par les travaux d’anthropologues, de philosophes et d’historiens ».
Le visage rond entouré d'une couronne de cheveux serait en fait un sexe féminin. Cette représentation présente certaines ressemblances avec Baubo, une figure féminine liée aux mystères d'Éleusis. Celle-ci en effet montre sa vulve en soulevant sa robe. Mais alors que « Gorgô pétrifie en exhibant le sexe sous son aspect mortifère, Baubô réanime en rappelant qu'il est bien source de vie. »

Selon Jean Clair, cette association du gorgonéion avec le sexe féminin fait de Persée un héros moderne : 

« Persée est un fondateur de civilisation dans la mesure où il est ce héros solaire qui instaure, qui pose comme force de loi, comme tout fondateur de civilisation, le tabou de l'inceste. Il est celui qui a osé affronter le regard du sexe maternel pour, l'envisageant par la ruse de son intelligence, réussir à le couper et l'exhiber comme un trophée, et désormais, revenant triomphateur en Éthiopie, délivrer Andromède. »

Dans le prolongement de l'interprétation de Freud, son disciple Ferenczi s'est aussi interrogé sur la signification du mythe : « L'analyse des rêves et associations m’a amené plusieurs fois à interpréter la tête de Méduse comme le symbole effrayant de la région génitale féminine dont les caractéristiques ont été déplacées du bas vers le haut. » Cette hypothèse d'un déplacement pourrait avoir inspiré à Magritte la composition de son tableau Le viol. Selon Ferenczi 

« Les nombreux serpents qui s’enroulent autour de la tête pourraient signifier — selon le principe de la représentation par le contraire — l’absence du pénis, et l’horreur elle-même, répéter l’impression effrayante que produit sur l’enfant la vue des organes génitaux dépourvus de pénis (castrés). Les yeux de la tête de Méduse, source de l’angoisse et de l’effroi, ont également l’érection pour signification secondaire. »

Contrairement à Freud qui voit dans la Gorgone le résultat d'une castration, Philip Slater voit dans Méduse une Mère castratrice, dont le pouvoir terrifiant est tenu en échec par la vierge Athéna.
Pour Janine Filloux, « L’horreur du sexe de la mère est horreur de l’inceste. La figure de Méduse est possibilité de représentation de l’horreur de la fusion incestueuse avec l’animalité de la nature femelle, de l’horreur de l’inceste prototypique sous forme de fantasme de retour à l’origine. » Contrebalançant l'horreur qu'elle inspire, « la vue de Méduse, nous dit Freud, apporte également au spectateur une consolation puisque la pétrification, le devenir rigide, signifie érection. » De même, les serpents sur la tête de Méduse, en dépit de la peur qu'ils suscitent, contribueraient à mitiger l'horreur, en tant que substituts symboliques du pénis, dont l'absence était précisément source d'angoisse. Enfin, la contrepartie positive de Méduse est « la déesse vierge Athéna qui porte ce symbole de l’horreur sur son costume, devenant par-là femme inapprochable exerçant sa défense contre tout désir sexuel. » Par son interprétation du mythe et sa théorie générale de la sexualité, Freud a « assis l’image de la femme comme sexe fort face au sexe précaire, (mais pas forcément faible), au sexe masculin. »
Selon Harris et Platzner, tout en détruisant les pouvoirs terrifiants de la déesse chtonienne, Persée ne rejette pas les pouvoirs de la femme en général car la plupart de ses armes (la besace, le casque d'invisibilité, le bouclier-miroir, les sandales) sont « féminines » et moins agressives que celles des héros classiques, relevant davantage de la magie et de la ruse que de la force.

### Psychologie jungienne

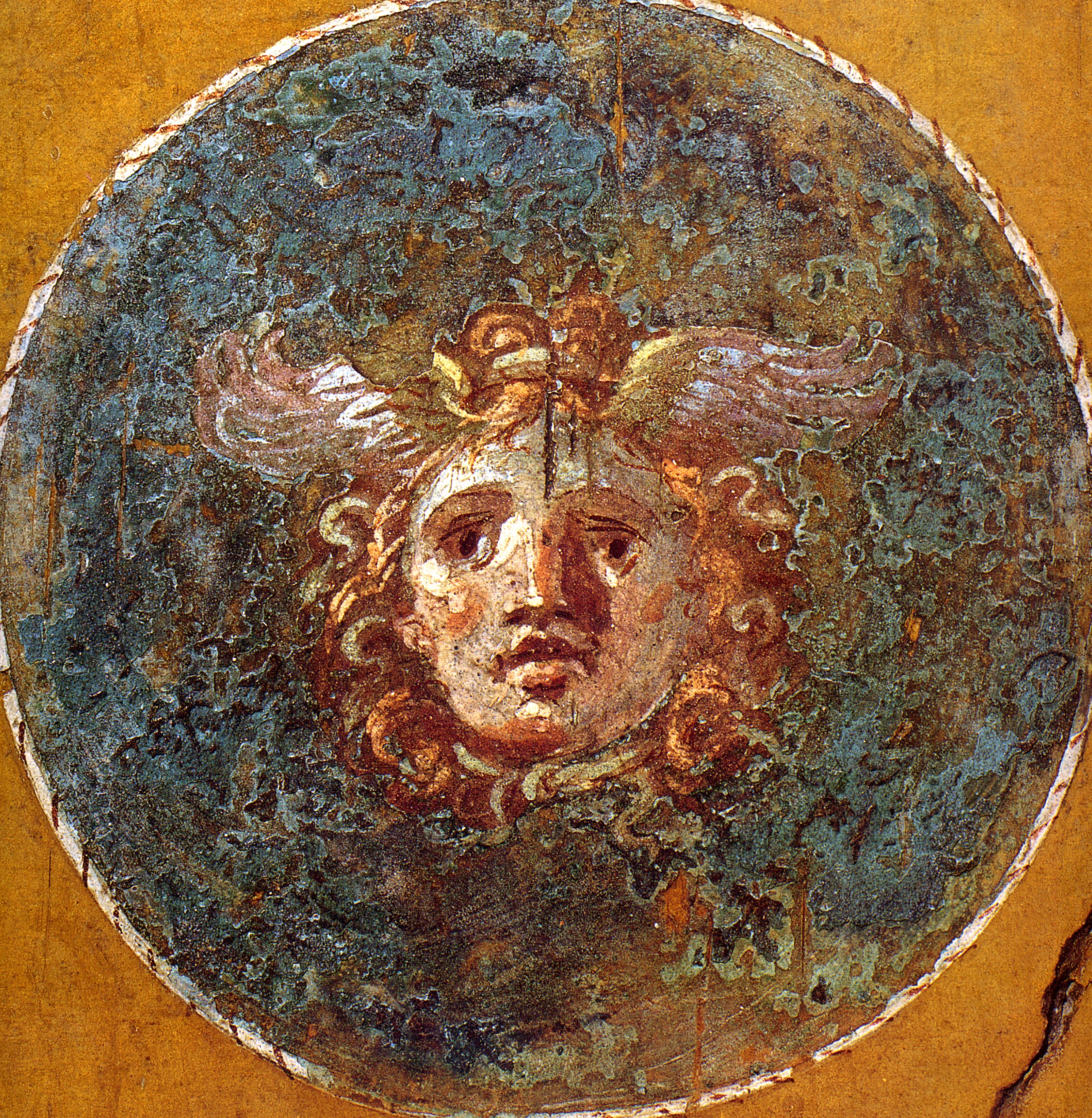
Fresque de Gorgone dans la Casa dei Vettii à Pompéi.

Carl Jung s'est intéressé à « l'effet Méduse », phénomène de pétrification psychique qui survient lorsque le patient est confronté à une situation en apparence inextricable. Il insiste sur le fait que Méduse comporte, comme tout être humain, un côté spirituel. Pour ne pas céder aux forces destructrices, il faut suivre l'exemple de Persée et ne regarder les forces de destruction qu'à travers un miroir. Méduse et Athéna sont deux archétypes du féminin : tandis que l'une est asexuée et protège les priorités masculines et le contrôle du patriarcat, l'autre incarne le côté chaotique, érotique et incontrôlable de la femme.
Selon Paul Diel, les Gorgones, en tant que monstres, ne peuvent que « symboliser l'ennemi intérieur à combattre » et correspondent à des « déformations monstrueuses des trois pulsions » que sont la socialité, la sexualité et la spiritualité. Méduse symboliserait « la perversion de la pulsion spirituelle » qu'est « la stagnation vaniteuse » et sa chevelure de serpents manifesterait « le tourment de la culpabilité refoulée ». La quête de Persée est universelle en tant qu'elle consiste pour tout homme à affronter sa propre vérité intérieure en reconnaissant sa vanité coupable et refoulée : « Méduse symbolise l'image déformée de soi […] La pétrification par l'horreur (par la tête de Méduse, miroir déformant) est due à l'incapacité de supporter objectivement la vérité à l'égard de soi-même. Une seule attitude, une seule arme, peut protéger contre Méduse : ne pas la regarder afin de ne pas être pétrifié d'horreur, mais capter son image dans le miroir de vérité. » En affrontant l'horreur de la pétrification qu'avait suscitée en lui sa vanité refoulée, le héros peut l'extirper de soi et la dissoudre. Mais il ne peut le faire que lorsque le miroir déformant qu'est Méduse est endormi et qu'il la voit à travers le bouclier que lui a remis Athéna, « déesse de la combativité spirituelle, divinité de la sagesse et de la vérité ». Ce faisant, il accomplit le précepte placé sur le fronton du temple de Delphes : « Connais-toi toi-même ».
La décapitation de Méduse entraîne la naissance de Chrysaor, symbole de spiritualisation, et de Pégase, symbole de sublimation. « L'imagination perverse doit mourir afin que naissent les deux formes de l'imagination créatrice : la spiritualité et la sublimité ».

### Un mythe pluridimensionnel
Comme le note Janine Filloux, « depuis la plus haute Antiquité la figure de Méduse assure de façon continue une possibilité de donner expression et de canaliser l’impact de la peur du féminin. » Pour elle aussi, le mythe de Méduse raconterait comment le sexe féminin a été vaincu, défait, dans la lutte originaire.
Le mythe propose des représentations complexes et contrastées du féminin, notamment par l'apposition de la tête de Méduse sur l'égide d'Athéna, opposant ainsi dans une même image la sensualité féminine à la raison par laquelle elle a été vaincue. Les mêmes figures antithétiques sont aussi réunies autour du héros par excellence qu'est Persée : Méduse, dont le regard brave et pétrifie les hommes, et Andromède, la jeune vierge timide qui n'ose même pas regarder un homme. À ces personnages, il faut ajouter Danaé, qui avait sauvé Persée d'une mort certaine alors qu'il était encore au berceau.

« De Dante et Pétrarque à Shelley, en passant par Goethe, la figure de Méduse incarne pour les poètes de toutes les époques l’ambivalence du regard féminin, qui attire et ensorcelle, séduit et condamne. Pour Pétrarque, Méduse c’est sa muse Laura lorsqu’elle détourne le poète du sacré et l’incite à rendre hommage à la beauté charnelle. Pour Goethe, c'est le visage trompeur de l'amour, et l'illusion à laquelle ont recours les femmes pour piéger les hommes dans leurs filets. »

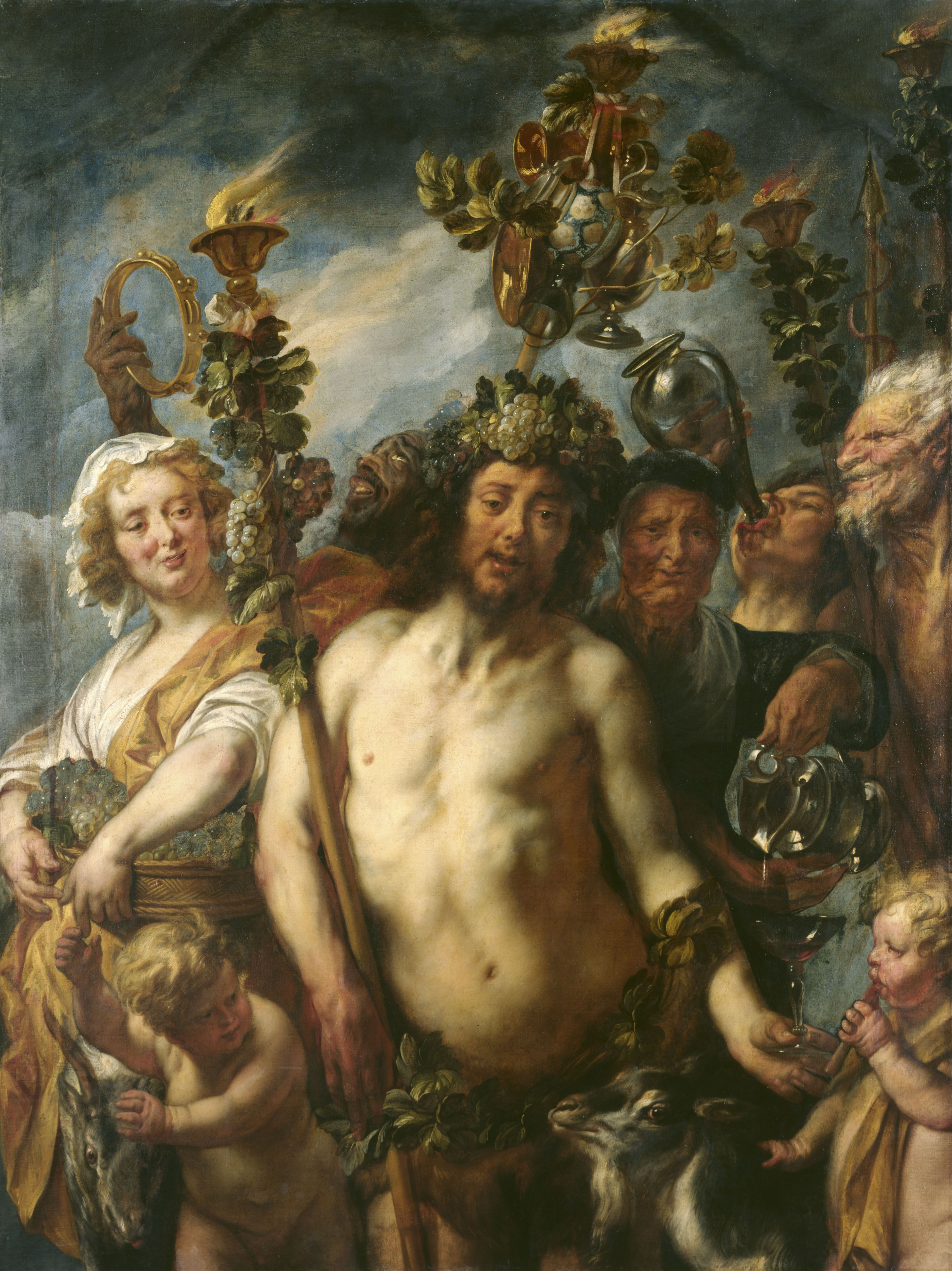
Bacchus (Dionysos) par Jacob Jordaens, vers 1645.

Des analystes ont aussi relevé l'importance du chiffre trois dans ce mythe : trois Gorgones, trois Grées, trois cadeaux des nymphes, trois étapes dans la mission de Persée.

Dans La Naissance de la tragédie, Friedrich Nietzsche voit la décapitation de Méduse comme le symbole de la lutte du principe apollinien d'ordre et de lumière contre le côté dionysiaque, obscur, intuitif et débordant d'émotions : 

« Contre la fièvre et la frénésie de ces fêtes qui pénétrèrent jusqu’à eux par tous les chemins de la terre et des eaux, les Grecs semblent avoir été défendus et victorieusement protégés pendant quelque temps par l’orgueilleuse image d’Apollon, à laquelle la tête de Méduse était incapable d’opposer une force plus dangereuse que cette grotesque et brutale violence dionysienne. »

En ce sens, Persée joue un rôle fondamental dans le récit mythique car, sans lui, Méduse ne serait qu'un monstre archaïque inoffensif. C'est au jeune dieu olympien que le lecteur s'identifie au travers de sa quête et celle-ci symbolise notre propre processus de croissance psychologique en lutte contre la pétrification narcissique de notre être.
Le mythe a fasciné l'avant-garde intellectuelle française de la seconde moitié du XXe siècle. Dans son autobiographie, Roland Barthes établit une équivalence entre Méduse et la doxa, décrivant cette dernière comme « une masse gélatineuse qui colle au fond de la rétine [...] et pétrifie le regard de ceux qui la regardent ». Dans Glas, Jacques Derrida analyse l'usage que fait Hegel de Méduse comme une métaphore du judaïsme, qui a la propriété de pétrifier tout ce qui le regarde. Pour sa part, il voit dans la circoncision un simulacre de castration par lequel le sujet se fait esclave de la divinité, dans un geste qui a valeur apotropaïque, au même titre que la tête de Méduse.
Au début du XXIe siècle, le mythe continue d'intéresser philosophes et chercheurs de diverses disciplines et est présent dans la psyché contemporaine comme en témoignent la fiction et les jeux. Il en va de même dans le domaine de l'art : « nul artiste aujourd'hui ne saurait représenter Zeus ou Apollon, sinon à des fins parodiques, mais le masque de Méduse continue de hanter les représentations contemporaines de l'art. » Pour Jean Clair, cette figure mythique est emblématique du travail de l'artiste, du moins dans une culture qui ne porte pas d'interdit sur la représentation. En effet, tout comme Méduse, l'artiste « a le pouvoir de jeter son regard sur le monde, d'en immobiliser les aspects et d'en détacher un fragment ».

## Présence dans la culture contemporaine
Au XXIe siècle, Méduse atteint selon un analyste le statut d'une étoile du rock (a rock-star status) et est célébrée à un point que ni Hésiode ni Homère n'auraient pu imaginer, tout en gardant certains de ses attributs monstrueux. Elle n'est plus la belle victime romantique, mais se rapproche de la femme fatale. Elle est un motif fréquemment représenté dans l'art corporel, les tatouages et les styles de coiffure. L'acteur américain Harrison Ford s'est ainsi fait photographier déguisé en Méduse lors de la remise du prix de l'homme de l'année à la Hasty Pudding 1996 de Harvard.
Sur le thème « Dangerous beauties: Medusa in Classical Art », le Metropolitan Museum de New York lui consacre une exposition au cours de l'année 2018,. Les représentations de Méduse sont mises en relation avec ces autres beautés fatales que sont Scylla, les sphinx et les sirènes.
La représentation typique de Méduse avec des serpents dans les cheveux sert également à caricaturer des femmes arrivées à une importante position de pouvoir politique ou médiatique, comme c'est notamment le cas pour Angela Merkel et surtout Hillary Clinton lors de la campagne pour l'élection présidentielle américaine de 2016.
Une image stylisée de la Gorgone, sous la forme classique de la femme fatale à la fois belle et dangereuse, sert de logotype au couturier italien et designer d'accessoires Gianni Versace, qui voyait Méduse comme sa muse et son alter ego et l'admirait pour la dangereuse attraction de sa séduction (voir le logo sur Versace).

### Littérature
Dans sa nouvelle Shambleau parue en 1933 et mêlant le fantastique à la science-fiction, l'écrivaine américaine Catherine Lucille Moore renouvelle le mythe de Méduse et Persée, en lui donnant une dimension cosmique. On y trouve une créature dangereuse, un regard hypnotique, un humain sous contrôle et un miroir.
Le titre du roman A Severed Head (Une tête coupée) publié en 1961 par la romancière britannique Iris Murdoch fait allusion à l'interprétation freudienne de la tête de Méduse (voir ci-dessus).
Dans la littérature grecque du XXe siècle, la figure de la Gorgone est connotée positivement, et parfois combinée avec celle de la sirène. Ainsi, dans le roman Notre-Dame la Sirène (1949), Strátis Myrivílis met en scène une icône de la « Vierge-Gorgone », moitié femme et moitié poisson. La Gorgone apparaît aussi dans la nouvelle La Gorgona, d’Andréas Karkavitsas, où elle est la sœur d'Alexandre le Grand, qu'elle recherche désespérément partout dans le monde. Dans La Tête de Méduse (1963), qui fait partie d'une trilogie de l'écrivain grec Pandelís Prevelákis, « Le héros se propose de libérer à nouveau la Grèce du monstre. Mais il échoue et se rend compte qu'il n'y a plus, dans son pays, une seule terre vierge. Tout laisse à penser que la maladie propre à la Grèce moderne, et son incapacité à accueillir la différence, ont suscité cette représentation monstrueuse de l'autre. »
La Britannique Tanith Lee lui consacre une nouvelle dans The Gorgon and Other Beastly Tales (1985).
L'écrivain français Mathieu Gaborit intègre un peuple de femmes à chevelures de serpents appelées Méduses à l'univers de son roman de fantasy baroque Les Chroniques des Crépusculaires paru chez Mnémos en 1999. La nouvelle Songe ophidien, parue dans l'anthologie Légendaire chez le même éditeur, a pour personnage principal une jeune Méduse dont les serpents tombent étrangement malades. Dans L’Enfant Méduse, de Sylvie Germain (1991), l'accent est mis sur le traumatisme du viol de Méduse, qui défie toute représentation.
Dans les littératures de l'imaginaire du XXIe siècle, Méduse apparaît notamment dans la suite romanesque de fantasy Percy Jackson de Rick Riordan (en 2005-2010). Dans la série Malphas, quatre romans fantastiques parus de 2011 à 2014, l’écrivain québécois Patrick Senécal a créé deux personnages de sorcières, une mère (Médusa Fudd) et sa fille (Mélusine Fudd) : « Nous sommes Médusa et Mélusine Fudd, noble Malphas, sorcières de mère en fille depuis 1745… ».
En France, Claude Louis-Combet donne une réécriture du mythe de Méduse et de Persée dans son récit Gorgô (2011) : Méduse est imaginée en train de raconter son histoire depuis sa petite enfance, jusqu'à sa transformation en une figure de la séduction « par l’attrait du sexe en son irrépressible violence. »
Dans son roman Méduse (2020), la Québécoise Martine Desjardins, « crée un fascinant univers évoquant les romans gothiques victoriens et les plus cruels contes de fées, où elle relate le destin d’une héroïne atypique qui refuse son statut de victime sitôt qu’elle découvre son pouvoir sur les hommes. »
Méduse est un des personnages récurrents de la bande dessinée Les Petits Mythos (2012) de Christophe Cazenove et Philippe Larbier. Ils proposent au fil des tomes une réécriture humoristique des différents mythes grecs, dont le tome 9 intitulé Les rateaux de la Méduse se consacre particulièrement à Méduse et Persée.
En 2021, l'écrivaine britannique Jessie Burton publie Medusa : The Girl behind the Myth, un livre illustré représentatif du mouvement MeToo, destiné aux jeunes lecteurs. Méduse raconte son histoire en méditant sur divers thèmes allant de l'agression sexuelle à la toxicité des stéréotypes sexistes en passant par l'idéal de la beauté et l'autonomie de la femme.

### Galerie C: représentations contemporaines

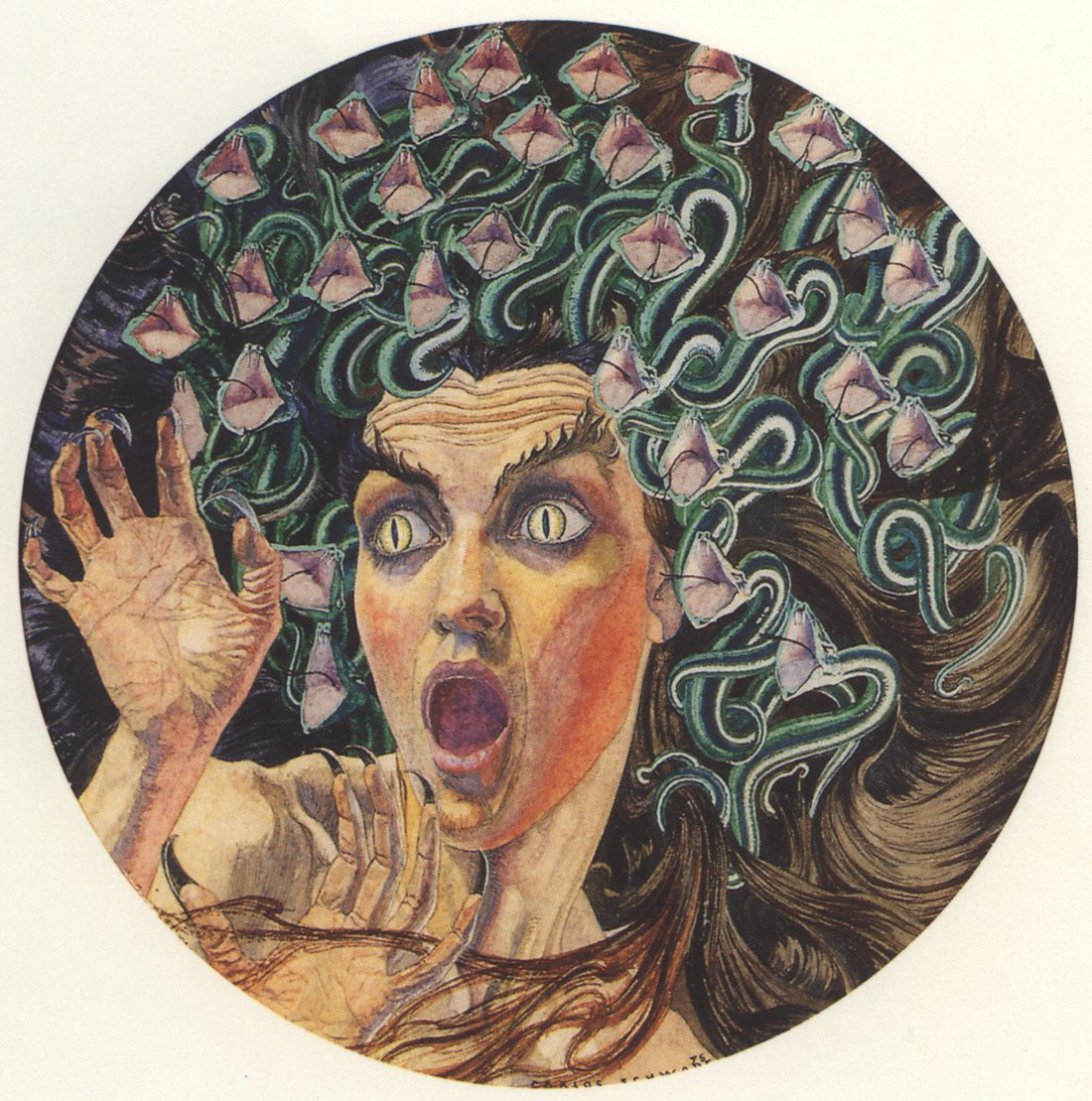
Carlos Schwabe, Méduse, 1895.
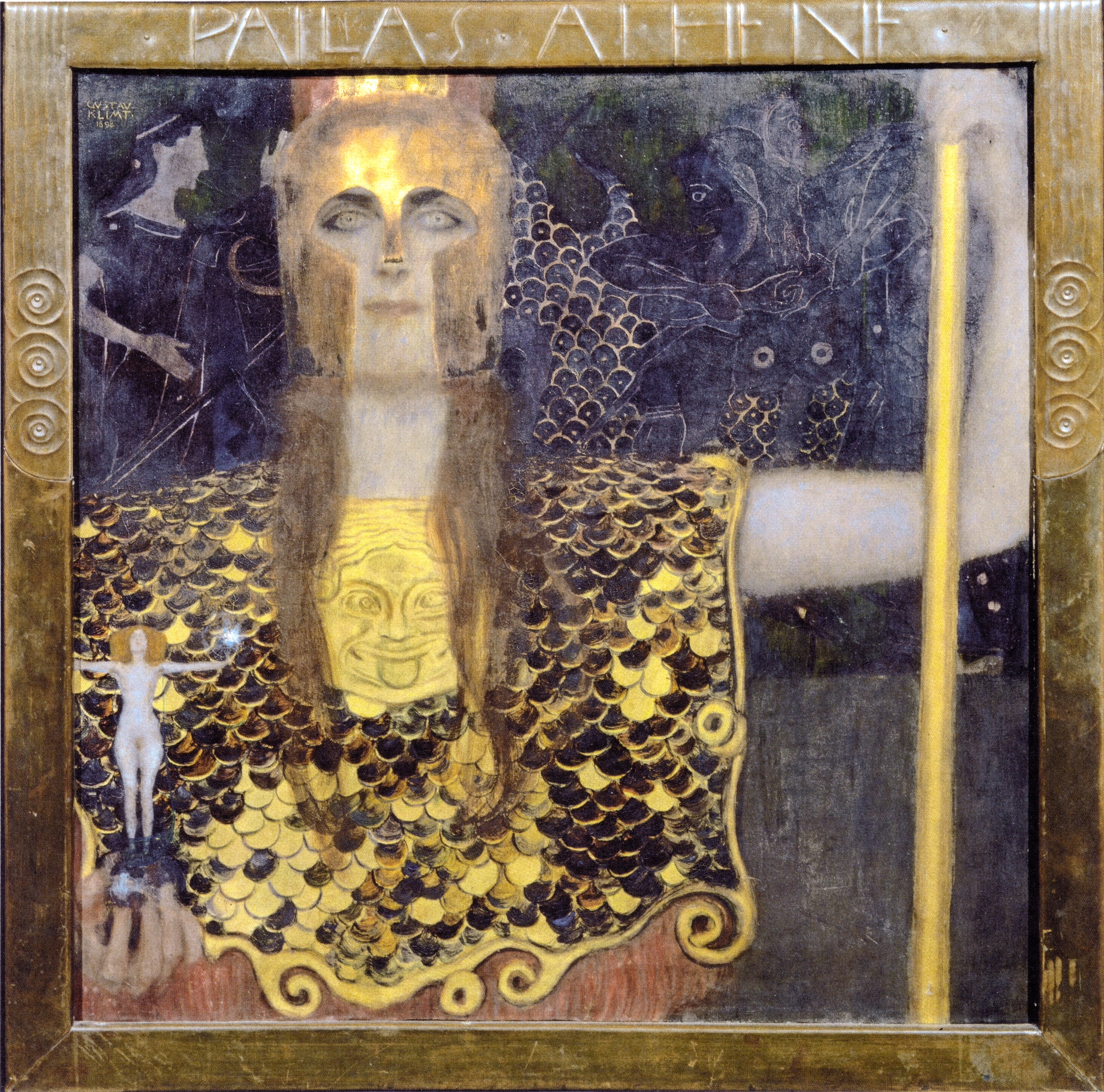
Klimt, Pallas Athena (1898).
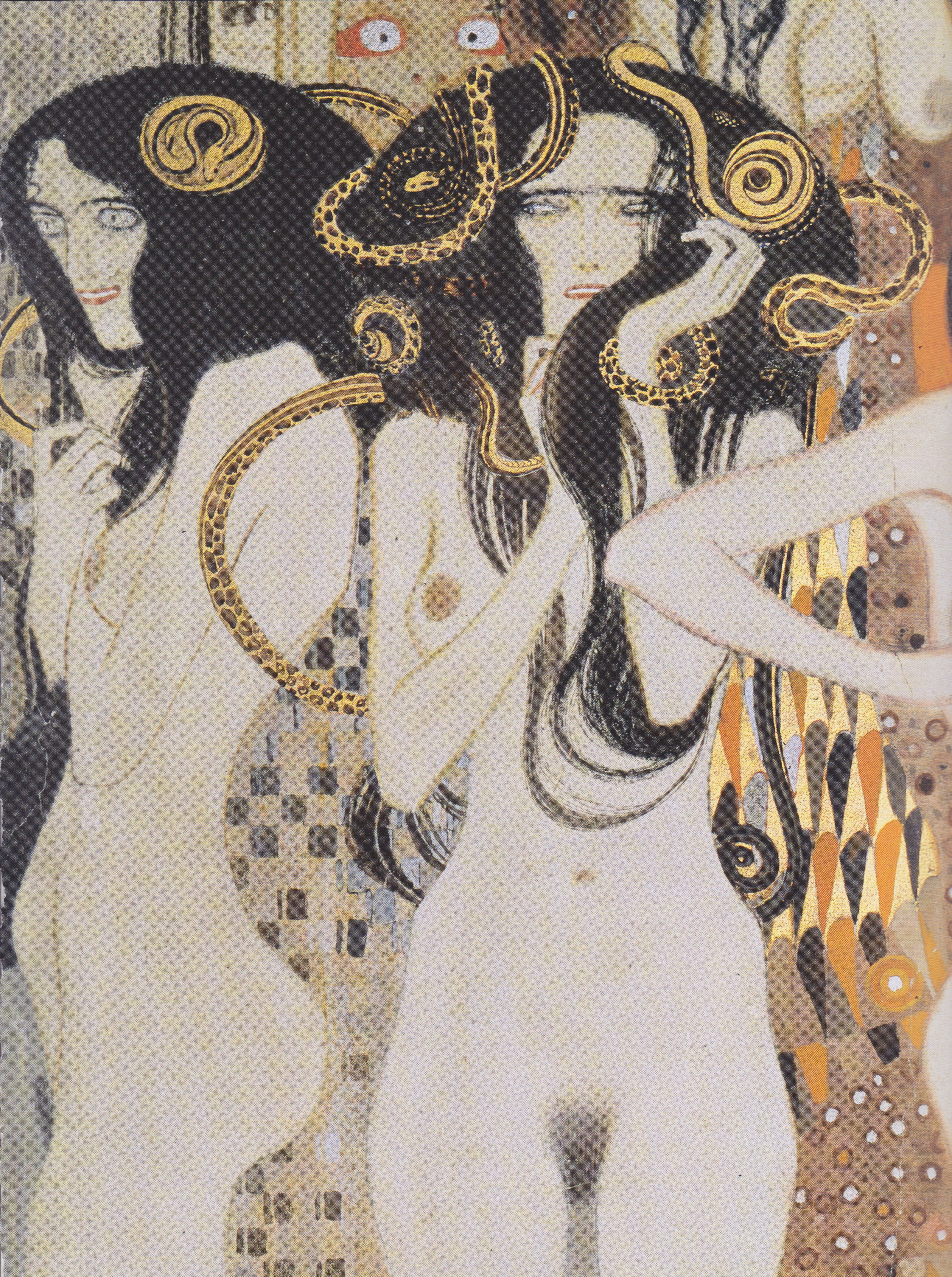
Klimt, Gorgonen (1902) (détail).
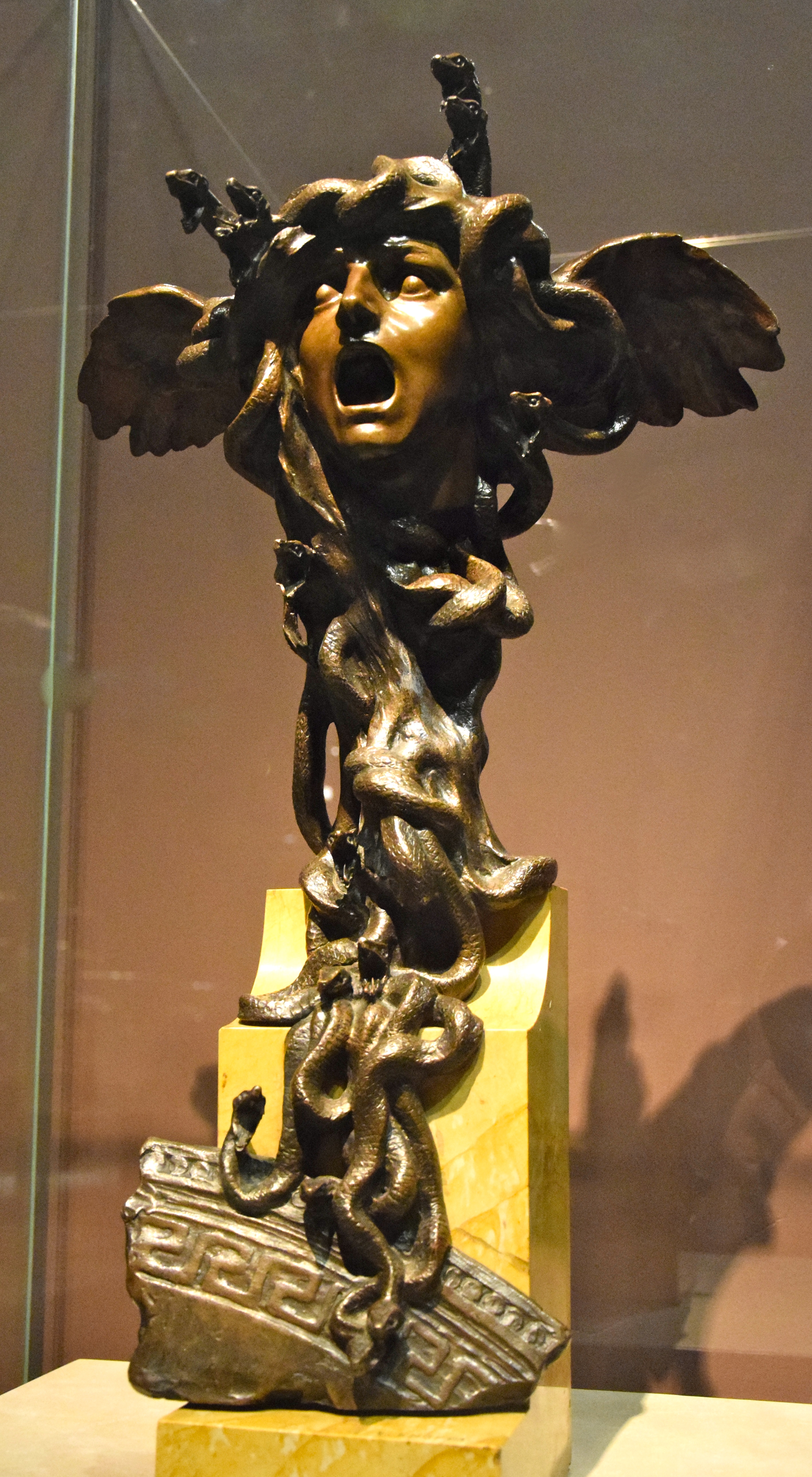
Fernand Khnopff, Tête de Méduse (1900).
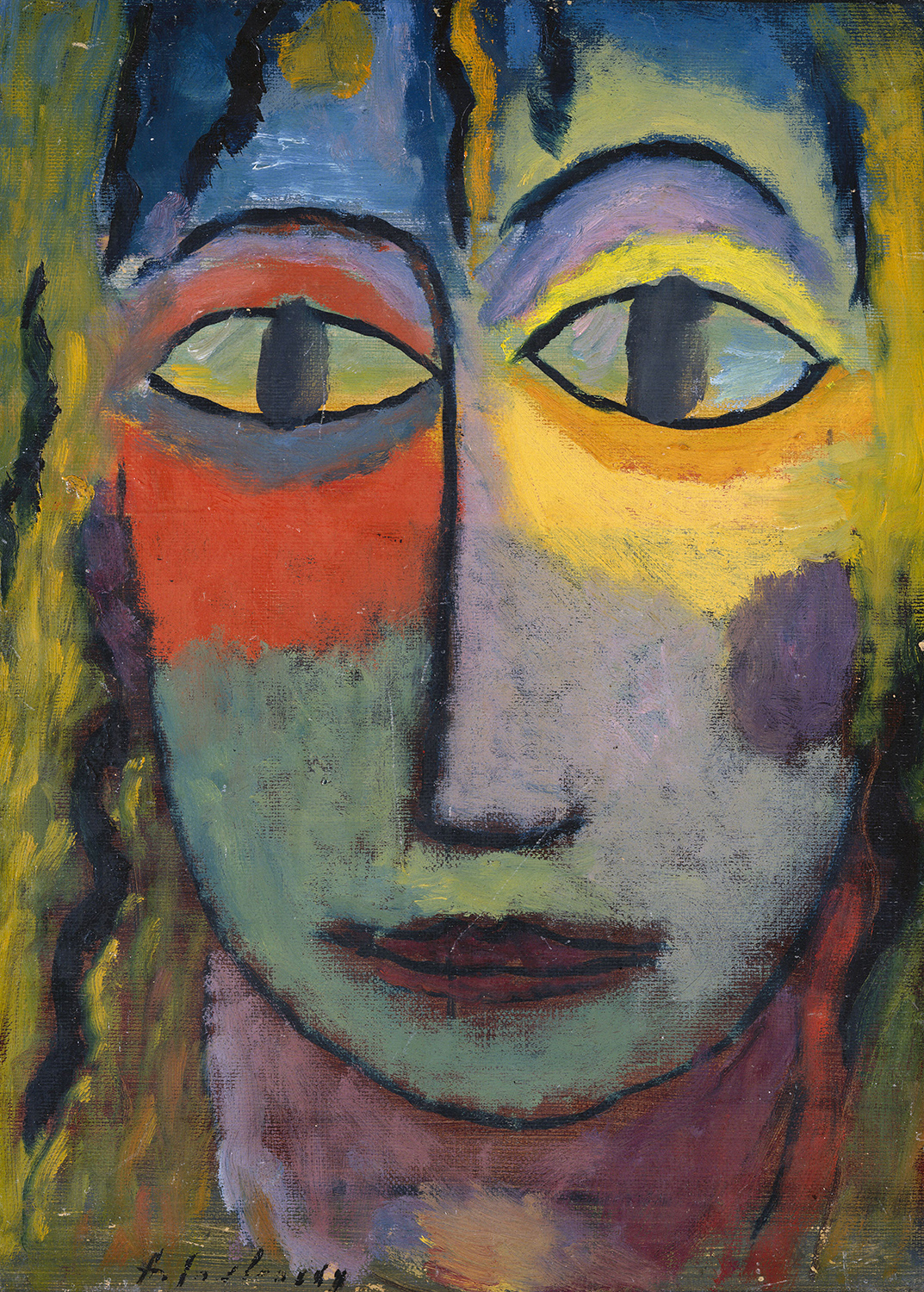
Alexej von Jawlensky, Méduse (1923).

### Peinture

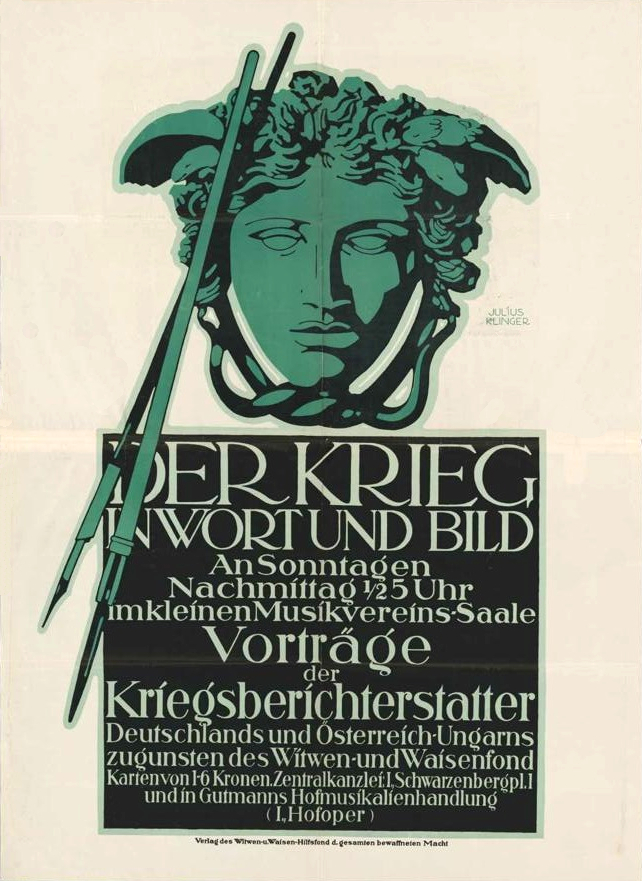
Julius Klinger (1915-1916).

Fernand Khnopff peint un tableau intitulé La Méduse endormie et réalise au crayon sur papier une Étude pour le Sang de la Méduse (1898). Selon David Leeming, ce dessin serait une parfaite illustration des maux du capitalisme que Marx voyait dans la tête de Méduse.
Dans L'esprit a combattu le mal (1904), Paul Klee inverse les représentations traditionnelles en dessinant Persée de face avec un visage terrible alors que Méduse est montrée de profil et en plus petit format.
Franz von Stuck peint Persée tenant la tête de Méduse (1908). L'Autrichien Julius Klinger traite souvent le thème de Méduse. Dans Vertreibung, on voit une femme décapitée tenant sa tête dans une main et le nœud de serpents dans l'autre pourchasser un homme devant elle.
Alexej von Jawlensky peint une Méduse aux très grands yeux dont les pupilles verticales évoquent un félin — motif déjà présent chez la Méduse de Carlos Schwabe —, dans un visage empreint d'une tristesse sereine (1923). Le sujet inspire aussi Salvador Dalí, Tête de Méduse (1964).
Méduse figure parmi les 1 038 femmes référencées dans l'œuvre d’art contemporain The Dinner Party (1974-1979) de Judy Chicago. Associée aux Amazones, Méduse y est présentée comme une reine guerrière qui est finalement vaincue par le régime patriarcal grec.
Au milieu des années 1980, Keith Haring réalise une série de lithographies intitulées Medusa Head. Pierre et Gilles crée Méduse (1990).
À la demande de Gianni Versace, le peintre américain Frank C. Moore (1933-2002) la représente dans le tableau To Die For (1997), sous la forme d'une tête coupée étendue sur un sol de marbre taché de sang. Le peintre a pris pour modèle la tête du mannequin britannique Kate Moss. Méduse gît à côté d'une bouteille de parfum Gucci et une photo Polaroid montrant le moment de la décapitation. Un billet d'un dollar et une souris blanche sont emmêlés dans les serpents de ses cheveux. Le cadre est composé de surfaces miroitantes sollicitant la vanité du spectateur. Le tableau est une allégorie des relations complexes entre l'art et la mode, et du destin tragique des créateurs Gianni Versace et Maurizio Gucci, tous deux assassinés.

### Photographie
En 1998, la photographe mexicaine Flor Garduño produit Medusa, une photo de femme nue vue de dos avec une abondante chevelure faite de longs poissons morts semblables à des maquereaux.

### Sculpture
Fernand Khnopff réalise une Tête de Méduse en forme de crucifix (1900). Camille Claudel crée Persée et la Gorgone (1902). Antoine Bourdelle réalise en 1925 une Tête de Méduse (étude pour un heurtoir de porte).
Alberto Giacometti fait une Tête de Méduse (1935). Julio González réalise La Montserrat, représentant une femme hurlant. Cette sculpture, assimilée à Méduse par Jean Clair, était placée à côté du tableau Guernica de Picasso au pavillon de l'Espagne à l'Exposition universelle de 1937.
En 1990, la sculptrice américaine Audrey Flack réalise une Colossal Head of Medusa, en fibre de verre couverte de terracotta polychrome, exposée à la Louis K. Meisel Gallery, New York.
En 2008, le sculpteur argentin Luciano Garbati représente Méduse ayant à la main la tête coupée de Persée, inversant ainsi radicalement la perspective traditionnelle notamment représentée par Benvenuto Cellini, afin de traduire la rage des femmes victimes d'agressions sexuelles — mais certains ont critiqué le fait que Méduse ait tué Persée plutôt que son violeur, Poseidon. Cette sculpture de deux mètres de haut a été placée le 18 octobre 2020 dans un parc de New York devant le tribunal où devait être jugé Harvey Weinstein pour viol.
En 2017, Damien Hirst sculpte une tête de Méduse en or et argent, dans le cadre de son exposition Treasures from the Wreck of the Unbelievable. Cette statue représente la tête de la Gorgone, creuse, avec des morceaux manquants. Cette œuvre est exposée en 2019 au Musée Saint-Raymond, musée des Antiques de Toulouse dans le cadre de l'exposition temporaire Age of Classics ! L'Antiquité dans la culture pop.

### Musique
- Méduse, tragédie mise en musique en 5 actes et 1 prologue de Charles-Hubert Gervais, livret de Claude Boyer, créée à l'Opéra de Paris le 19 mai 1697 (manuscrits bibliothèques nationale de France, de l'Opéra de Paris, de l'Arsenal de Paris).
- Medussa The Sweet, 1976, Glam Rock, Written-By – Scott, Connolly, Tucker, Priest, 4:42. Paroles :

« I am looking down / On Athena's claims of fate / I am looking down/ Turn my golden hair to snakes / Yes, are you coming to see me / Can you see me now /Yes, are you coming to see me / Look at me now / Oh, let my myth surround the twilight zone / Those who gaze upon me turn to stone / Turn away before YOU turn to stone / Medusa, Medusa »

### Cinéma
Méduse apparaît dans Les Titans de Duccio Tessari, péplum comique italien sorti en 1962. Elle est la gardienne de la princesse Antiope, qui a été emprisonnée par son père Cadmos, cruel roi de Thèbes ; le personnage principal du film, Crios, affronte et tue Méduse pour libérer Antiope.
Persée l'invincible (1963) est un péplum italo-espagnol qui met en scène pour la première fois les aventures de Persée contre Méduse et le sauvetage d'Andromède, mais au prix de nombreuses distorsions et en inventant des actions et des personnages sans aucun rapport avec le mythe.
Le mythe est complètement réécrit dans le film d'horreur La Gorgone (1964) du réalisateur britannique Terence Fisher. L'histoire se situe en Bavière, où s'est réfugiée la dernière des trois Gorgones. Elle possède encore un pouvoir de pétrification mais celle-ci est progressive au lieu d'être immédiate. Son pouvoir est à son maximum les nuits de pleine lune.
Dans le roman (1943) de Jean Ray, ainsi que dans le film éponyme  Malpertuis (1971), film belgo-franco-allemand de Harry Kümel, la plupart des personnages sont des dieux grecs très affaiblis que le propriétaire du domaine de Malpertuis a emprisonnés dans des corps humains. La Gorgone Euryale est un de ceux-ci.

Le péplum américain Le Choc des Titans de Desmond Davis en 1981 et son remake de 2010 par Louis Leterrier sont librement inspirés du mythe de Persée. Ils ne retiennent des trois Gorgones que la seule Méduse, qui devient un être mi-femme, mi-serpent, armé d'un arc et rôdant dans une caverne volcanique. En dépit des nombreuses libertés prises par le scénario, ce film fait beaucoup moins violence au mythe que les adaptations précédentes. Il est toutefois fortement biaisé en faveur du point de vue masculin, ainsi que le signale Stephen Wilk : 

« Une des principales caractéristiques de ces traitements modernes de l'histoire de la Gorgone est que le rôle des femmes, particulièrement celui de la déesse Athéna, y est singulièrement réduit. Dans les deux films les plus proches du mythe original, Andromède tient un rôle important comme inspirant de l'amour et Danaé est quelque peu présente. Mais il n'y a pas d'autres femmes dans Persée l'invincible. Dans Le Choc des Titans, il y a certes des déesses, mais leurs rôles sont négligeables, mis à part celui de l'inamicale Thétis. Aphrodite ne fait rien, ni Héra. Athéna, qui devrait être à l'origine de l'action, est réduite à un rôle d'accompagnement. Le rôle d'appui divin est tenu par Zeus, ce qui rend ce mythe très patriarcal. […] Cet amoindrissement d'Athéna au profit d'une exaltation de Zeus est le résultat d'une décision consciente. Même dans la bande dessinée The Twilight Zone, le récit du mythe élimine Athéna et donne le rôle d'assistant divin à Hermès. »

Méduse apparaît aussi dans Percy Jackson : Le Voleur de foudre (2010), qui met en scène les aventures de jeunes héros et héroïnes dans les États-Unis à l'époque contemporaine.
Le mythe est également évoqué en 2024 dans le film de Coralie Fargeat, The Substance, dont les dernières images superposent une représentation du masque de Méduse à l'image d'horreur qu'est devenu le visage de l'héroïne.

### Héraldique

Drapeau de la Sicile.

Le gorgonéion, dont le regard a été adouci, est un des emblèmes du drapeau de la Sicile, adopté en 2000 et qui flotte sur tous les édifices gouvernementaux de la Sicile. Le symbole aurait la même fonction que l'antique gorgonéion, qui est de protéger les citoyens.

### Domaine scientifique
Le nom de méduse se retrouve dans un grand nombre de domaines scientifiques, notamment :
- la nébuleuse de la Méduse, aussi appelée Abell 21 : grande nébuleuse planétaire située dans la constellation des Gémeaux ;
- le (149) Méduse : un astéroïde de la ceinture principale découvert par Henri Perrotin en 1875[231] ;
- Medusae Fossae : ensemble de dépressions allongées sur la planète Mars[232] ;
- le caput Medusae ou Syndrome de Cruveilhier-Baumgarten, qui se caractérise par un réseau veineux apparent avec un aspect en « tête de méduse » autour du nombril[233] ;
- la méduse : animal marin capable de paralyser ses proies au moyen d'une substance urticante et vénéneuse. Ce nom lui a été donné en 1746 par Linné en raison de ses tentacules qui s'étirent puis se rétractent comme la reptation ondulatoire des serpents couvrant la tête de Méduse[234] ;
- de nombreuses espèces marines dérivées : Discomedusae, Csiromedusidae, Limnomedusae, Narcomedusae, Stauromedusae.

### Jeux de société
Méduse apparaît dans de nombreux jeux de rôle sur table.
- Dans Advanced Dungeons & Dragons, elle fait partie du premier Monster Manual (Manuel des monstres), publié en 1977 par TSR. Son arme est le regard qui pétrifie[235].
- Elle apparaît dans l'univers du jeu de rôle français de fantasy baroque Agone, paru chez Multisim en 1999. Elle sert d'inspiration à l'un des peuples jouables, les Méduses, qui ont l'apparence de femmes à chevelure de serpents et vivent dans des tours de pierre au pays des Terres Veuves[236].

### Jeux vidéo
Méduse apparaît dans de nombreux jeux vidéo :
- Méduse intervient dans les premier et deuxième volets de la trilogie God of War en tant qu'adversaire ponctuel du personnage principal, Kratos. Méduse, ainsi que d'autres Gorgones, sont représentées avec un corps mi-femme, mi-serpent[237] ;
- elle est un des six personnages jouables du jeu Atmosfear - Khufu The Mummy[238] ;
- dans la série Castlevania, les têtes de Méduse sont des ennemis récurrents qui apparaissent à l'infini dans une zone donnée et traversent l'écran de part en part dans un mouvement d’oscillation, afin de percuter le joueur (et le faisant à l'occasion tomber dans un gouffre). Des têtes de Méduse plus imposantes font aussi parfois office de boss;
- dans SMITE, elle apparaît comme un personnage jouable armé d'un arc ;
- dans League of Legends, le personnage Cassiopeia semble s'en être directement inspiré. Ainsi, un de ses pouvoirs, « Regard de la Méduse », permet de pétrifier les ennemis qui lui font face et ralentit ceux qui lui tournent le dos ;
- dans Age of Mythology, elle apparaît en tant qu'unité mythique[239] ;
- dans Kid Icarus: Uprising, Médusa est inspirée de Méduse. Elle est la déesse des Enfers et est au service d'Hadès ;
- dans Titan Quest, il faut vaincre les reines Gorgones (Méduse, Euryale et Sthéno) dans les grottes pythiennes[240] ;
- dans la série Heroes of Might and Magic, le personnage de Méduse est présent en tant que créature d'armée ; dans l'opus II, il s'agit de femmes à queue de serpent ; dans l'opus III, celles-ci sont dotées d'un arc ; dans l'opus IV, ce sont des créatures humanoïdes bipèdes[241] ;
- dans Final Fantasy X, le boss Yunalesca prend l'apparence d'une tête de Méduse. Les têtes des serpents formant sa chevelure ont l'allure de crânes humains ;
- dans Assassin's Creed Odyssey, le héros doit engager un combat contre Méduse qui garde l'un des fragments d'Éden[242] ;
- dans Call of Duty: Black Ops IIII, en mode Zombies, les héros doivent libérer une entité mythologique emprisonnée qui s'avère être Méduse.